# Rotfuchsfell

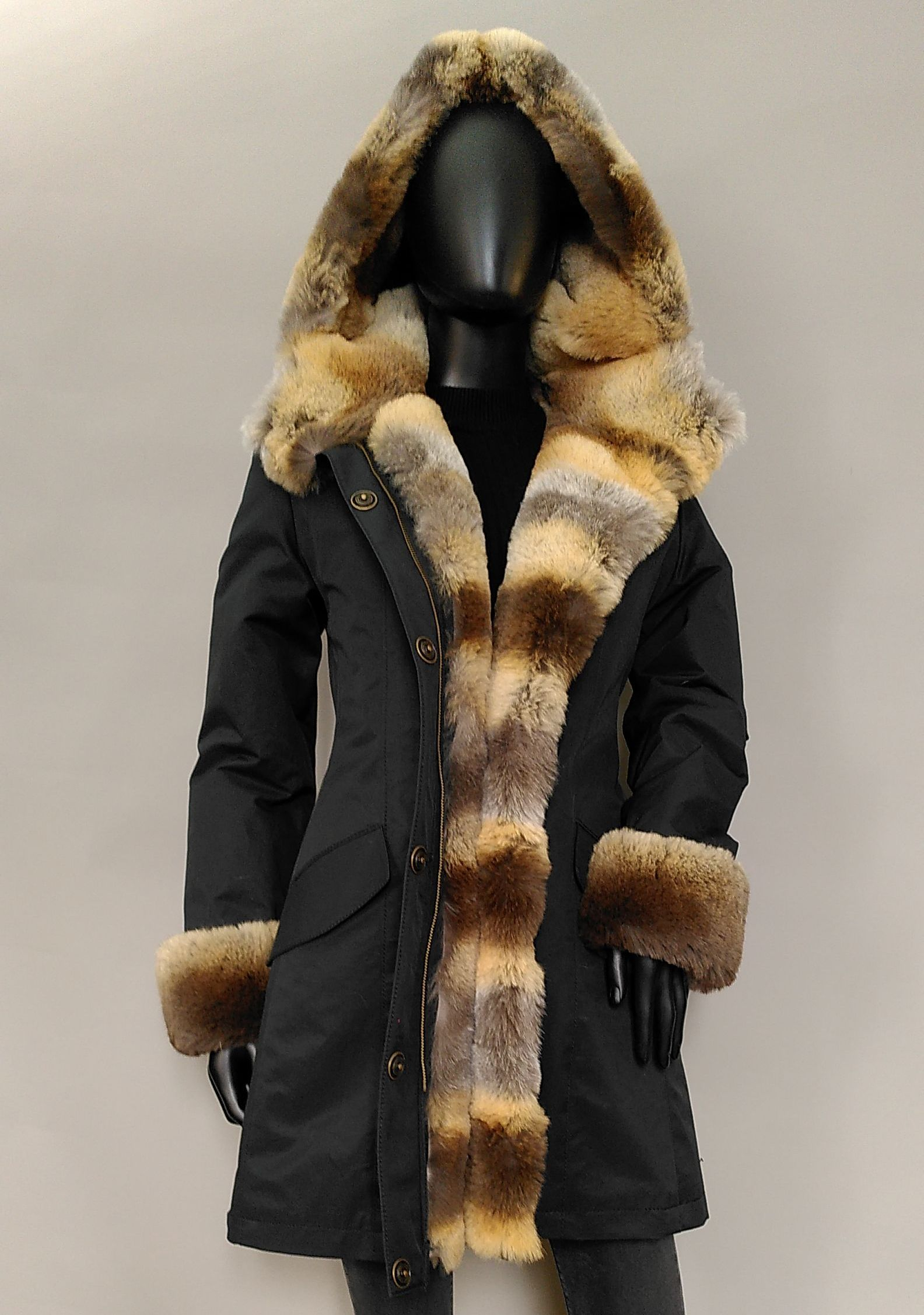
Stoffparka mit geschorenem Rotfuchs
(Stephanie Metz, 2022)

Rotfüchse kommen auf allen Kontinenten vor, mit Ausnahme der Antarktis. Entsprechend groß ist die Vielfalt der Rassen und die Unterschiedlichkeit der Felle.
Der Artikel behandelt das Rotfuchsfell als Handelsware und die daraus hergestellten Produkte, neben dem Fell des europäischen Rotfuchses die in der Pelzbranche den Rotfüchsen zugeordneten Arten und Sorten.
Hier nicht behandelt werden die Farbvarietäten Kreuzfuchsfell, Platinfuchsfell, Silberfuchsfell und Golden Island.

## Geschichte
Durch die Jahrtausende kann man das Nebeneinander von kultischer Pelzkleidung und jägerischer Felltarnung nachvollziehen, es bestimmt auch den Charakter der Felltrachten des Altertums. In der Antike berühmt war die Alopekis, eine Fuchsfellmütze der Thraker aus der Gegend des heutigen Rumäniens und Bulgariens. Sie ist auf verschiedenen Vasenmalereien abgebildet, hinten hing ein Schwanz, zwei besetzte Ohrenklappen befanden sich an den Seiten und auf der Kappe befand sich eine hohe Schleife.
| F31 |

Die wirtschaftliche Nutzung und kulturelle Rezeption des Wüstenfuchses oder Fenneks reichen weit in die Menschheitsgeschichte zurück. In der jungsteinzeitlichen Fundstätte Regenfeld nahe Dachla wurden rund 7000 Jahre alte Fennekknochen gefunden, die eine Nutzung als Nahrungsmittel belegen. Bereits in vordynastischer Zeit findet sich der Fennek auf einer Elfenbeintafel aus dem Grab Skorpions I., der in der Naqada-III-Periode (ca. 3200 v. Chr.) das Alte Ägypten regierte. Schon in altägyptischer Zeit wurde wahrscheinlich versucht, den Fennek zu domestizieren, um ihn als Fleisch- und Felllieferanten zu nutzen; die dort abgebildete Hieroglyphe zeigt drei zusammengebundene Fennekfelle. Später wurde er von arabischen Jägern an die Bevölkerung von Oasen verkauft, die ihn in ähnlicher Weise gebrauchten.
Im frühen Mittelalter nutzte man die in der Pelzbranche auch Landfüchse genannten Rotfuchsfelle. Sie galten jedoch nicht als besonders wertvoll und wurden von der einfachen Bevölkerung vor allem für Mützen, Muffen, Decken und Fußsäcke gebraucht, aber auch zu warmen Pelzinnenfuttern für Mäntel und Jacken, dann oft in Rücken und Wamme getrennt, wobei die Bauchseite mit ihrem langen weichen Haar und der hübschen Zeichnung beliebter und teurer war als das Rückenfell.
Rotfuchsfelle gehörten nicht zu den edlen Fellen. So gab es unter den Kölner Kürschnern die „Buntwerk- oder Grauwerkleute“, die die wertvollen Zobelfelle, Marderfelle, Fehfelle und Hermelinfelle verarbeiten durften und die „Lämmerwörter“, denen die geringeren Fellarten wie Fuchsfelle, Kaninfelle und Lammfelle vorbehalten blieben. Die im Mittelalter am höchsten geschätzten Felle lieferten Hermelin und Zobel, es folgten Marder-, Biber-, Luchs, Weiß-, Schwarzfuchsfell, Blaufuchsfell und das Fell des importierten Edelrotfuchses. Die niederen Stände trugen Felle des rotbraunen Eichhörnchens, des gewöhnlichen Landfuchses sowie Hirsch-, Reh, Hasen- und Schaffell. Die Reststücke der verschiedenen Fellarten wurden auch gemeinsam verarbeitet, der damalige Name „Allerleirauh“ für dieses für Pelzfutter und zur äußeren Verbrämung genutzte Produkt ist uns heute nur noch von dem Grimm’schen Märchen her geläufig.
Als Erste handelte die Hanse, Blütezeit im 14. Jahrhundert, mit Rotfuchsfellen. Die Anlieferungen erfolgten hauptsächlich aus Russland.
1776 begann die Bedeutung des Rotfuchsfells im Fellhandel, als die Hudson’s Bay Company anfing, Felle aus Alaska und Kanada auf die Londoner Auktionen zu schicken. Sie waren im Tauschwert bei den amerikanischen Ureinwohnern den Biberfellen gleich. Waren es anfangs nur wenige Felle, wurde es im Laufe der Jahre einer der bedeutendsten Handels- und Fabrikationsartikel der internationalen Pelzwirtschaft.
1762 wurde für die Verwendung der verschiedenen Fellpartien der Rotfüchse, von denen die meisten aus Polen kamen, angegeben: „Die bleichen Kehlen werden für unsre Husarenofficiers herausgeschnitten zum Aufschlage. Die Rükken und die Seiten dienen zum Futter, der Schwanz zum Halskrausen für die Landleute im Winter“.

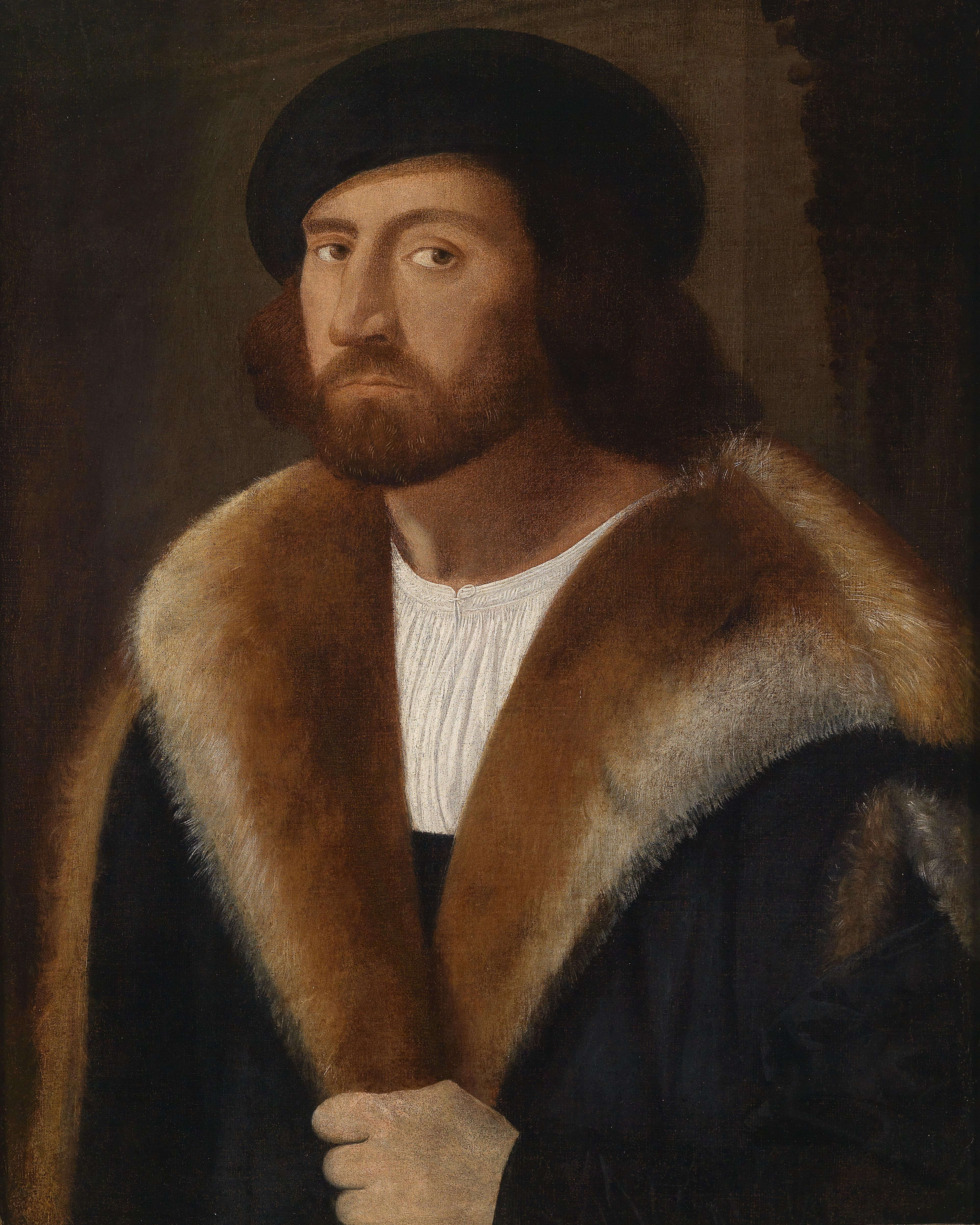
Rotfuchsgefüttertes Herrencape (Italien, spät. 1547)
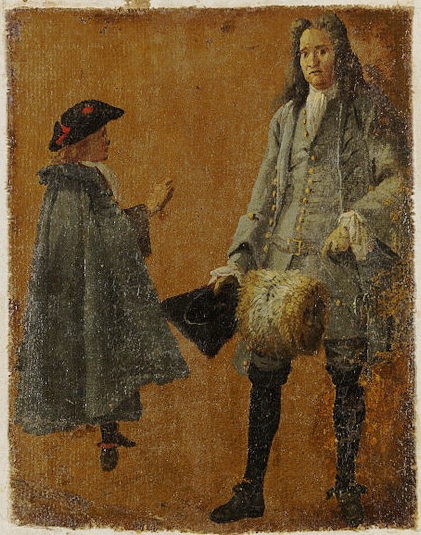
Rotfuchs-Herrenmuff (England, um 1705)
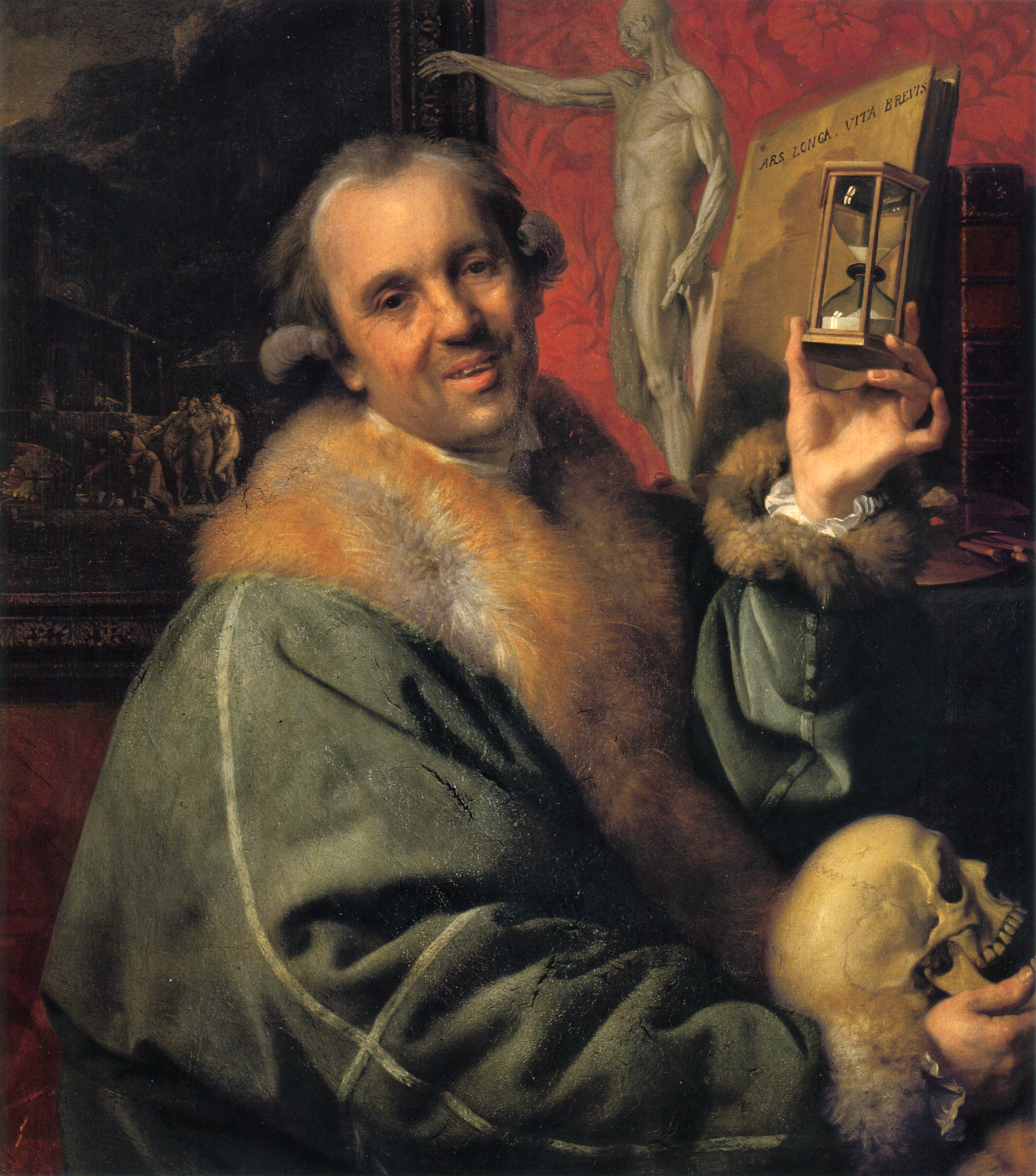
Selbstporträt Johann Zoffany mit Rotfuchskragen und sehr realistisch dargestellten, etwas abgetragenen Fuchsmanschetten (etwa 1776)
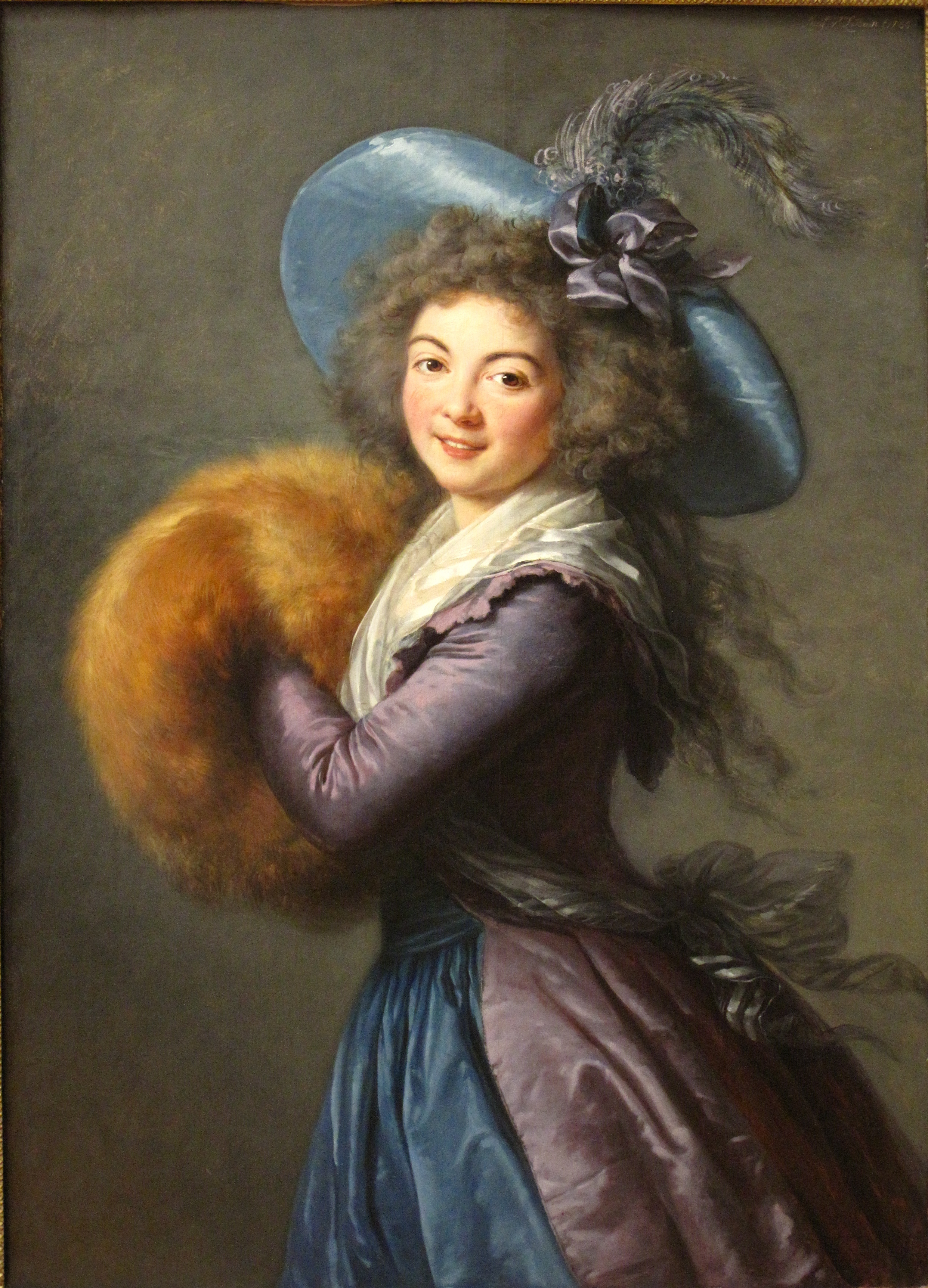
Madame Molé-Reymond mit Rotfuchsmuff (1786)

In Leipzig wurden vor 1900 die Rotfuchsfelle, in Wammen und Rücken getrennt, zu sogenannten „Futtern“ vorkonfektioniert, bevor sie zur Weiterverarbeitung an die Kürschner verkauft wurden. An den Wammen verblieb dabei jeweils noch etwa 2/3 des Rückenfells. Auch gingen viele Felle damals vom Pelzhandelszentrum Leipziger Brühl in den Orient. Vorher schnitt man die Schweife und Pfoten ab und verkaufte sie extra, die Schweife für Boas, die Pfoten zur Herstellung von Fuchsklauenfuttern bis nach China, wo sie zu Felltafeln in Jackengröße zusammengesetzt wurden. Die Türkei war auch Abnehmer für die besonders roten amerikanischen Füchse, die zu der Zeit anderswo nicht so gefragt waren. Die schmalen Rückenstreifen gingen meist nach Griechenland, die Wammen nach Russland. In Russland, wohin um 1900 die meisten europäischen Landfüchse gehandelt wurden, war es ohnehin üblich, die Fuchsteile einzeln zu verarbeiten, zum Beispiel getrennt in Nacken, Kehlen, Wammen und Klauen. Das hatte den Vorteil, dass harmonisch immer Stücke mit der gleichen Haarlänge zusammenkamen.

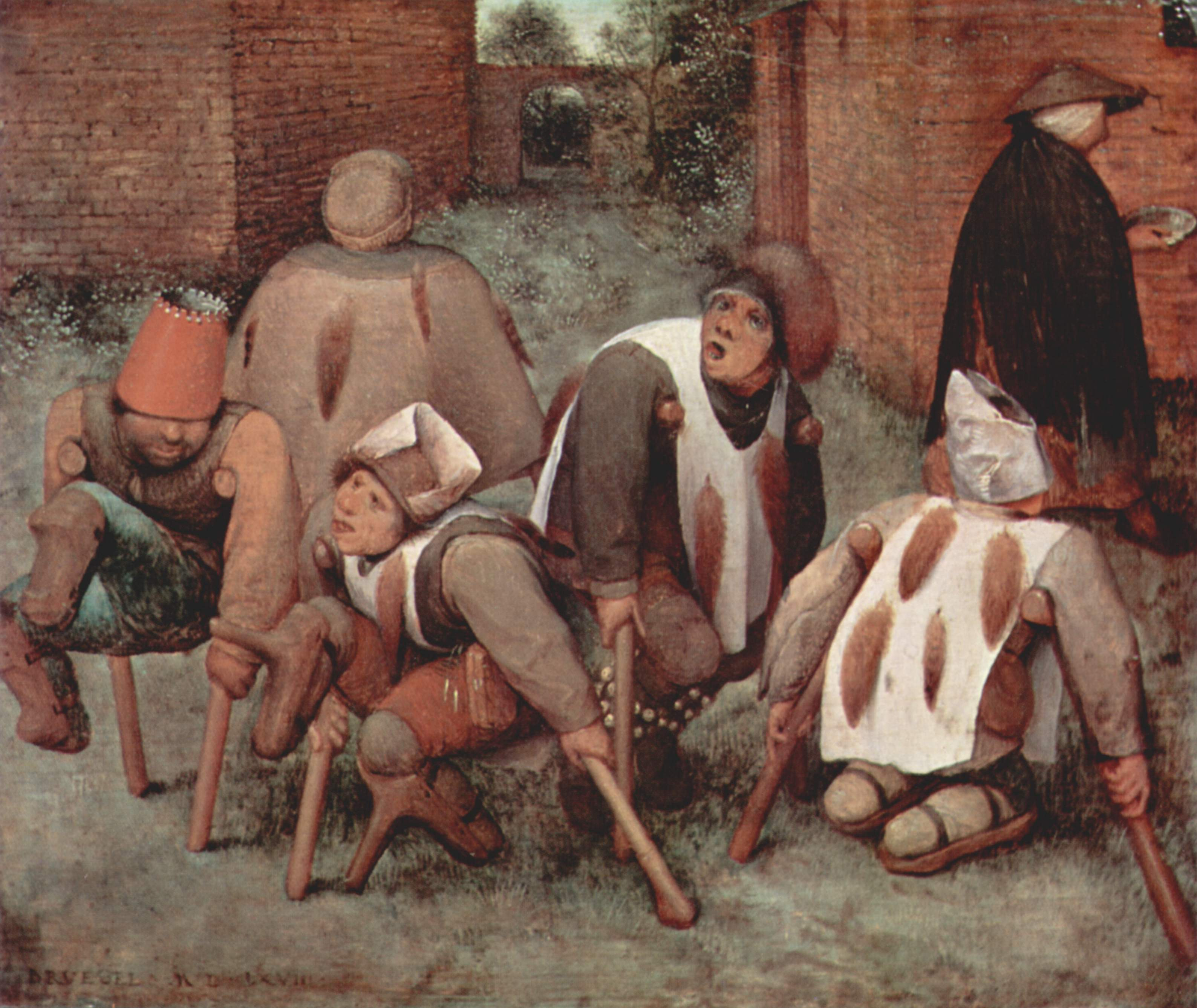
Fellschweife (hier Rotfuchs und Marder) als typisches Accessoire der Narren (Pieter Bruegel d. Ä.: Die Krüppel, 1598)
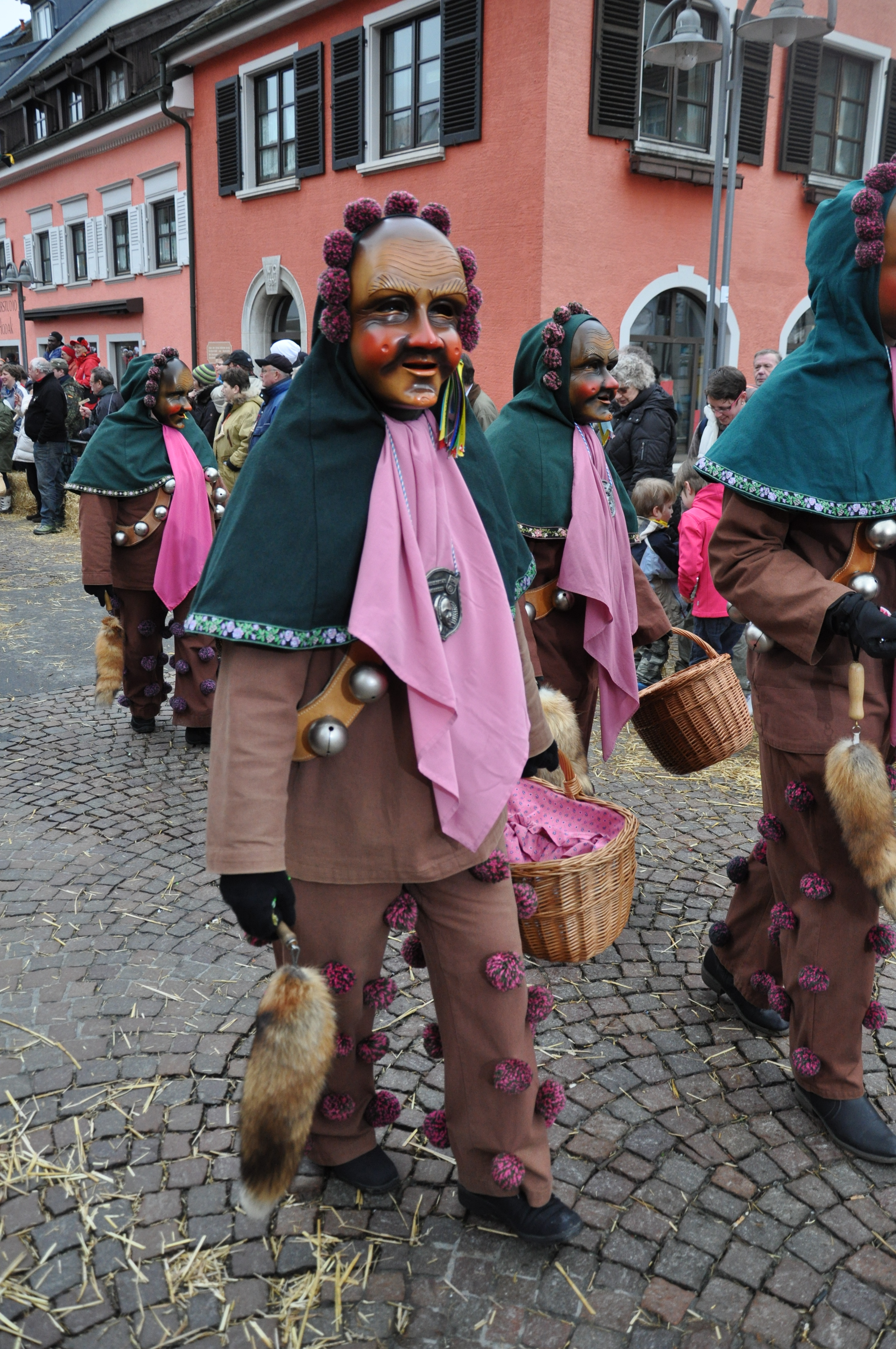
Schwenninger Narren mit Rotfuchsschweif-Peitschen (2014)

Bis etwa in die 1940er Jahre – ganz besonders aber vom 19. Jahrhundert bis in die Goldenen 1920er Jahre – spielten Kleinteile aus Pelz, wie Muffe, Schals, Pelzstolen, Kragen usw., vor allem aber auch Pelzkolliers, das sind Schals in Fellform mit Köpfen, Pfoten und Schweifen, eine bedeutende Rolle in der Mode. Hier war „der Landfuchs im gefärbten Zustand für Garnituren ein gesuchter Artikel, da er wegen seiner Weichheit sich gut anschmiegt“ (Für die Anfertigung eines Rotfuchskolliers siehe → Pelzkollier#Das Arbeiten eines Rotfuchskolliers).
Kurz vor Ende des Zweiten Weltkriegs kam in Deutschland die aus Skandinavien stammende Schauspielerin Kristina Söderbaum mit dem Film „Opfergang“ in die deutschen Kinos. Den Traum von ihrem offenbar beeindruckenden Rotfuchsmantel konnte sich zu der Zeit kaum eine Frau erfüllen, jedoch zwischen Kriegsende und der Währungsreform 1945/1948 wurde er, zusammen mit amerikanischen Nylonstrümpfen, der große Modeschlager.
1864 kamen laut dem Pelzhändler Lomer jährlich 100 Tausend deutsche Landfüchse auf den Markt, um 1911 waren es nach Angaben seines Kollegen Brass eine viertel Million. Um 1923/24 errechnete Brass die Weltproduktion an Rotfuchsfellen auf etwa 2,7 Millionen Stück. Etwa gleich viel, 2,5 Millionen nennt 1930 die „IPA“, die in der Pelzbranche legendäre Internationale Pelzausstellung in Leipzig. 1950 wird der Gesamtanfall mit 1,15 Millionen angegeben. Um 1968 ging man von einer geringeren Menge aus, << „bestimmt um 30 %“ – da namentlich die europäischen und australischen, dann aber auch die amerikanischen Ausbeuten an Rotfuchsfellen seitdem stark abgenommen haben. Die Sowjetunion exportierte 1938 … 396.000 Rotfüchse, 1960 … 110.000 und 1965 aber nur noch 70.000. >> Spätere Angaben sind, soweit sie bekannt sind, bei den einzelnen Sorten angegeben.
Der Rotfuchs war in Deutschland so häufig, „dass seine jährliche Zehntung durch Jagd und Fang – die von 1939 bis 1945 nach Müller-Using rund gerechnet, zum Beispiel 350.000 Stück umfasste – in den heutigen Beständen kaum merkliche Spuren hinterließ“. Nachdem die amtlich verordnete, hauptsächlich in den 1970er bis 1980er Jahren ausgeübte Nachstellung wegen der durch Füchse übertragenen Tollwut eingeschränkt wurde, haben die zwischenzeitlich erheblich zurückgegangenen Fuchsbestände wieder zugenommen. Die Fellnutzung der erlegten Rotfüchse findet in Deutschland jedoch nur noch in recht geringem Umfang statt. Um die Verwendung der Rotfuchsfelle zu fördern, wurde im Rahmen des Internationalen Design-Wettbewerbs des Deutschen Kürschnerhandwerks mit der Unterstützung einer Jägerzeitung 2011 erstmals der International German Red Fox Award vergeben, der seitdem jährlich wiederholt wird.Stand 2019 In Österreich findet ein ähnlicher Wettbewerb statt.

Aus mitteleuropäischen Rotfuchsfellen (2020)
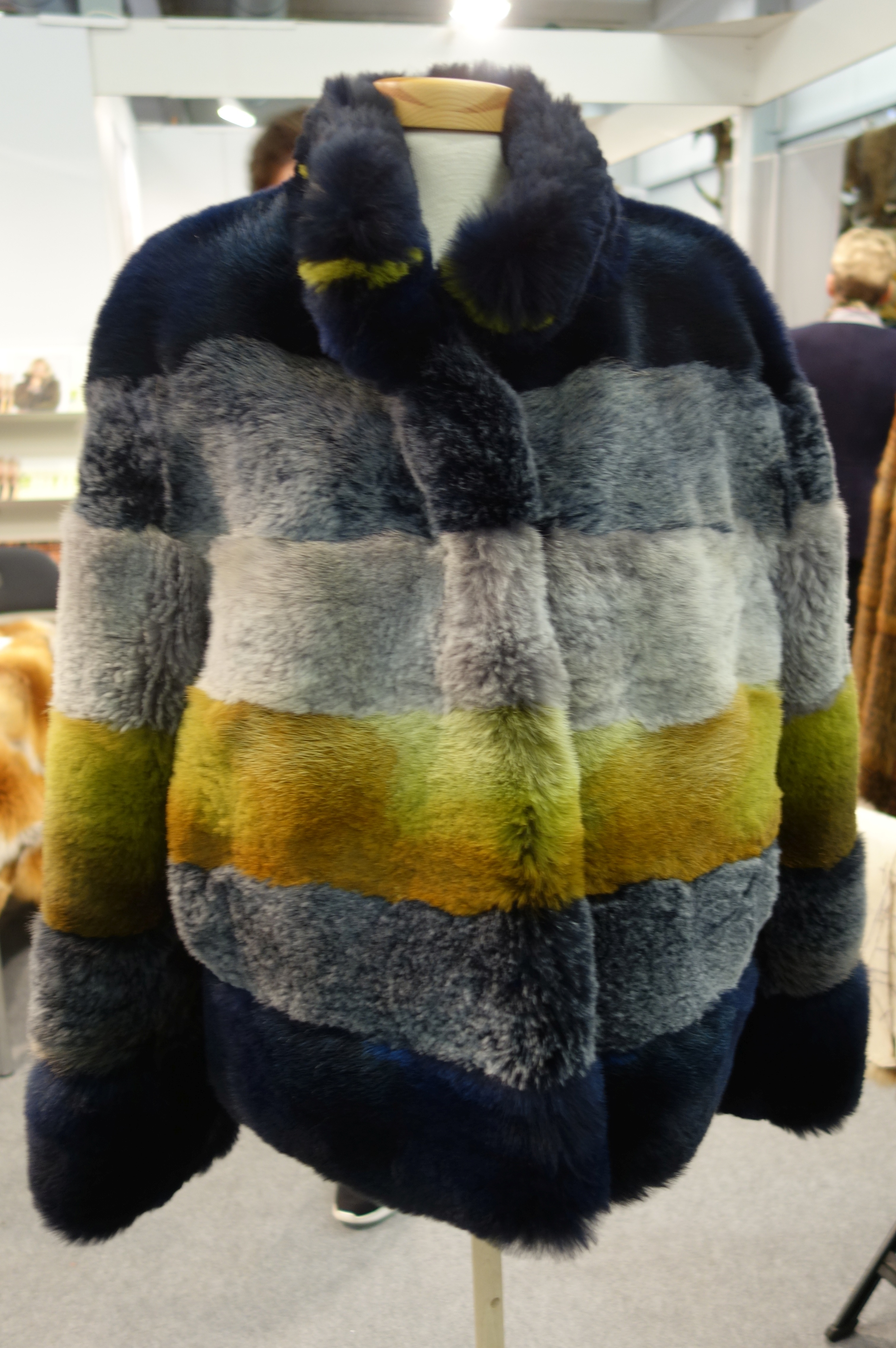
Jacke, geschoren und verschieden eingefärbt
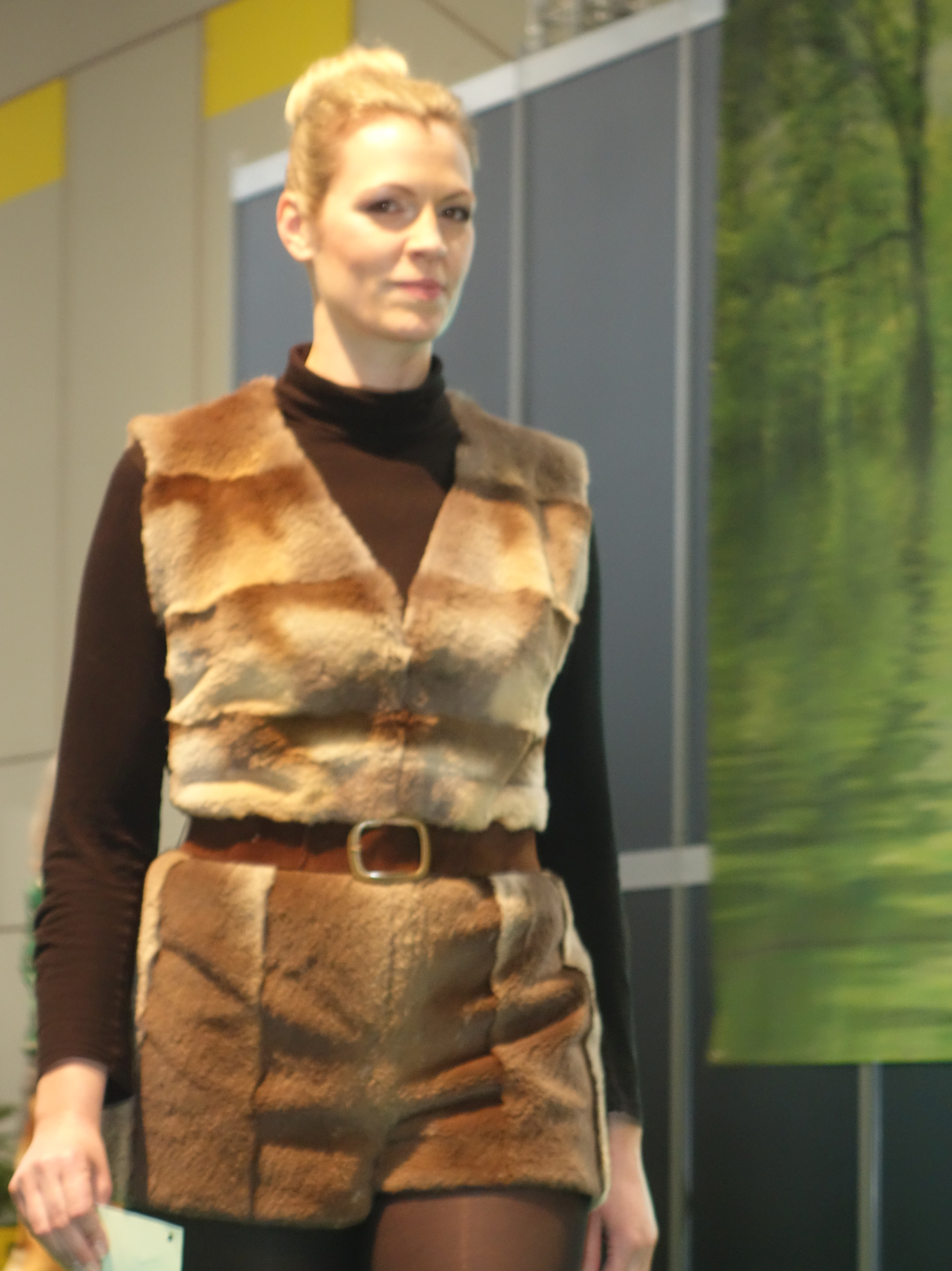
Kurz-Overall, geschoren
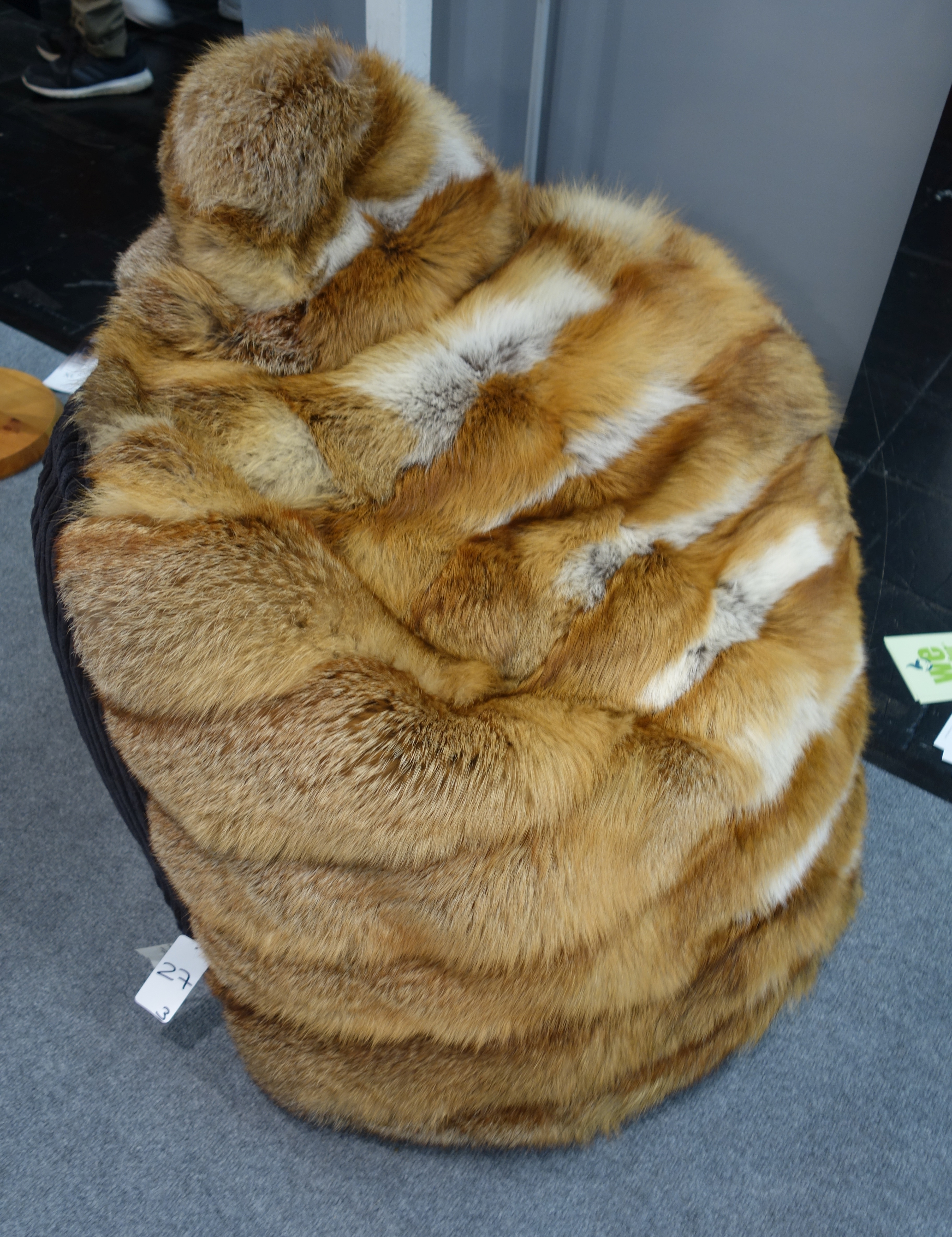
Sitzsack
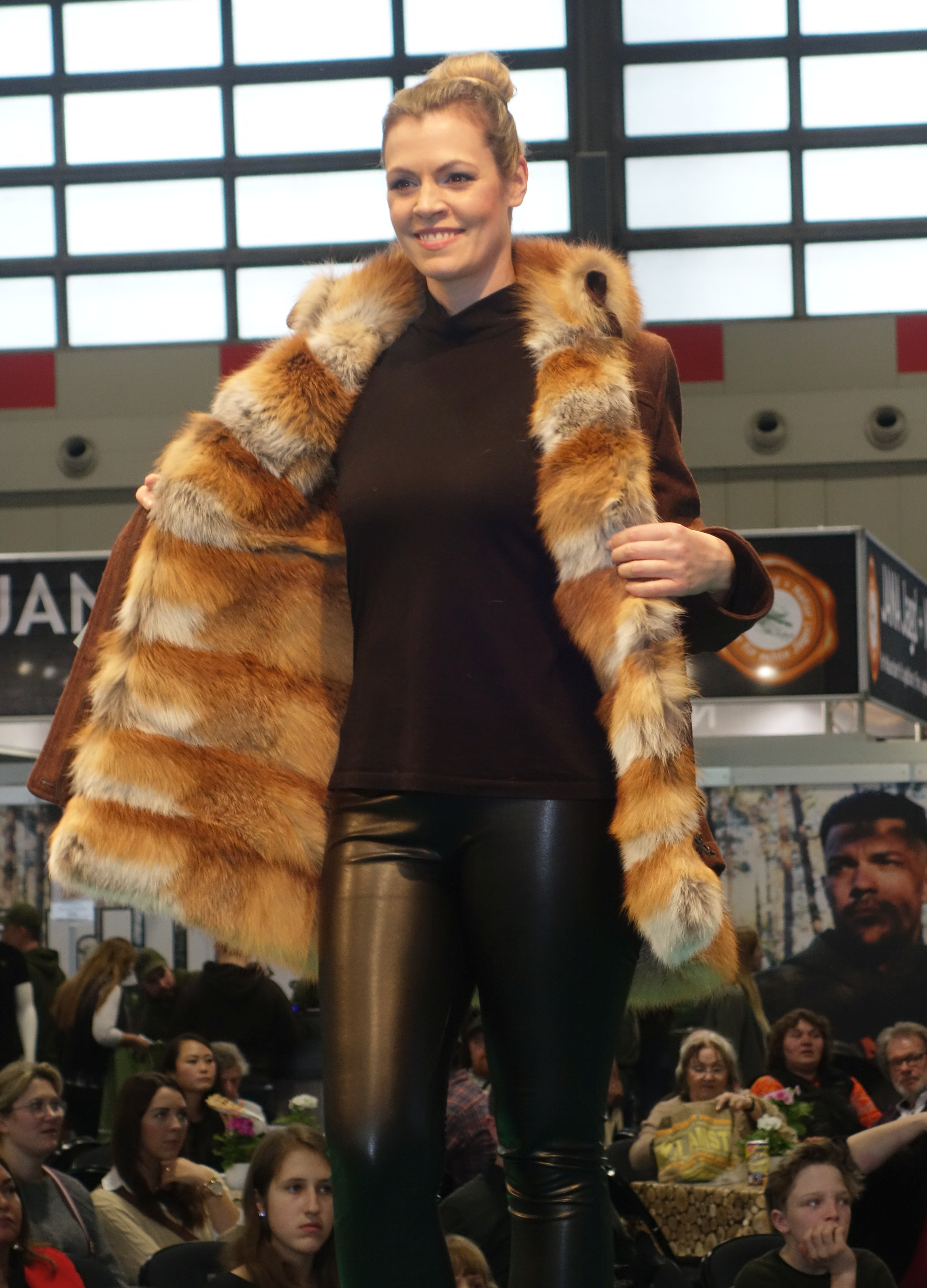
Innenfutter, Querverarbeitung
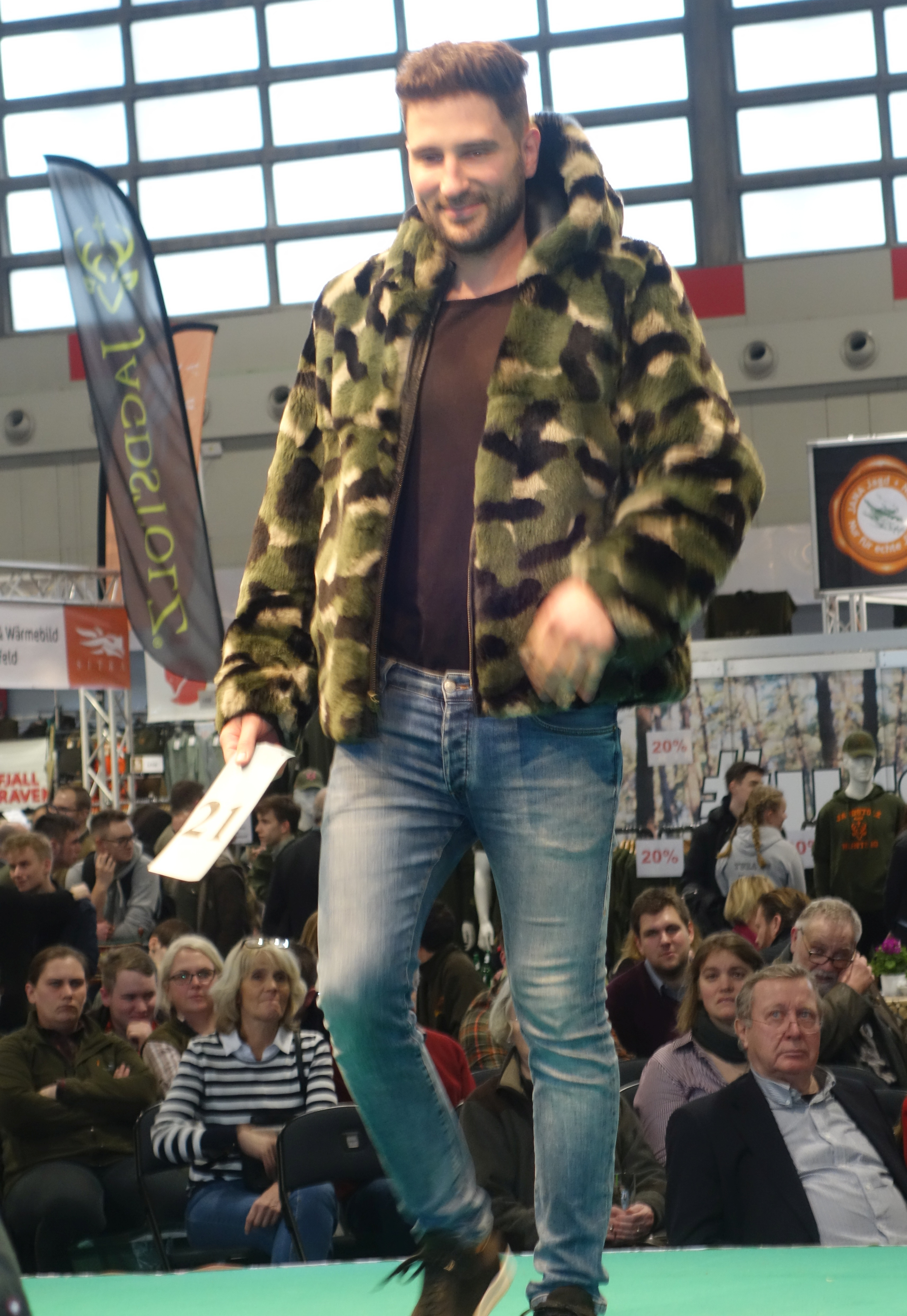
Herrenjacke, tarnfarbig, geschoren

### Fuchsschweife
Der von den Jägern Lunte, in der Pelzbranche Fuchsschweif genannte Schwanz wird in der Regel extra genutzt. Im englischen Mittelalter trugen modische Damen zeitweilig Fuchsschwänze unter ihren Kleidern, um ihre Figur zu verbergen und ihre schmalen Röcke gerade auf den Boden fallen zu lassen.

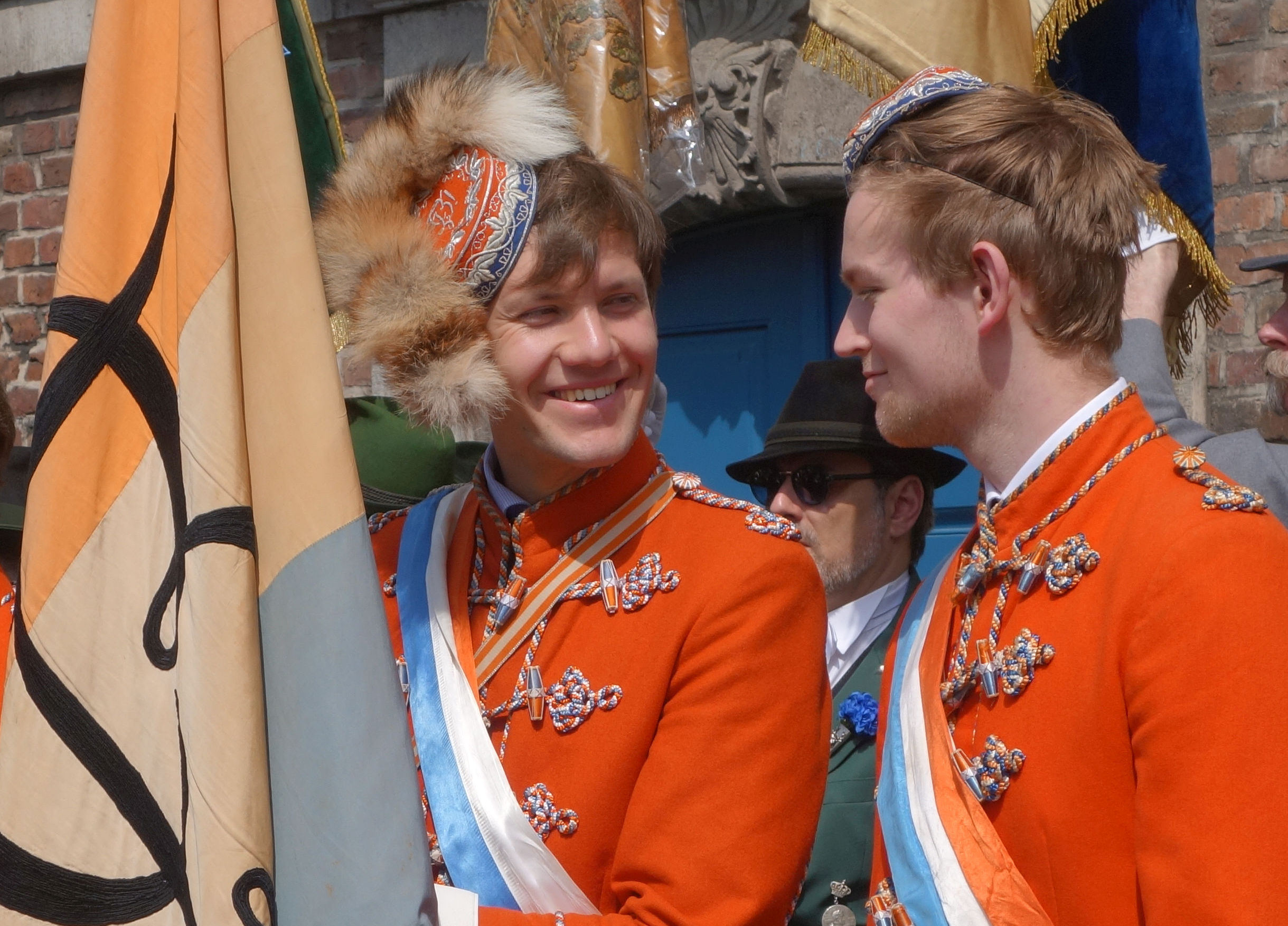
Links der Fuchsmajor der Düsseldorfer Studentenverbindung Burgundia mit seinem Erkennungszeichen, dem Rotfuchsschweif (2016)

Der Rauchwarenhändler Emil Brass rühmt sich, dass sein Vater 1872 der erste war, der Fuchsschweifboas produzieren ließ. Jedoch berichtet eine Naturgeschichte aus dem 17. Jahrhundert bereits über den Fuchsschweif: man band ihn sich auf Winterreisen vielfach um den Hals, doch diente er auch dazu, „um den Staub von Gemälden zu kehren.“ Im letzten Jahrzehnt des 19. Jahrhunderts hatten Leipziger Spezialgeschäfte wöchentlich etwa 60 Tausend bis 100 Tausend Fuchsschweife in den verschiedenen Farben der damals herrschenden Schweifmode zu liefern. Bis zu dreißig Anhänger gehörten an eine „anständige“ Garnitur, und die Boadreher wollten auch Fuchsware neben Feh- und Hasenfell verarbeiten. Zu dieser Zeit wurden tausendweis Ganzfüchse in die für Schweife geforderten Farben getunkt und schleunigst in Drehnutzen verschnitten, um zu – Schweifen verdreht zu werden. Fuchs war die Handelslosung, Fuchs machte das Hauptgeschäft im Kürschnerladen und Fuchs war Herr im Pelzfarbhause. Bessere Sorten Schweife wurden mit Vorliebe zu Fußtaschenbesatz verwendet. In Streifen geschnitten, heftete man sie auch für Innenfutter auf Leinwand, wenn auch diese Arbeit keine allzu solide genannt werden kann. Eine Idee, die etwa in den 1980er Jahren von einem skandinavischen Unternehmen wieder aufgegriffen wurde. Nur zerschnitt man jetzt Edelfuchsfelle in ganz schmale Streifen, nähte diese, oft in hübschen Mustern, auf Futterstoffe und erzielte hiermit mit verblüffend wenig Fellmaterial schöne Effekte.
Ein weiteres Kürschnerfachbuch erwähnt 1914 die Fuchsschweife als Abzeichen vieler Stammtische gebräuchlichen 'Wirtshausschweife', nicht zu vergessen des „Fuchsmajors“ in der Studentenverbindung und seiner „krassen Füchslein“, deren jugendliches Haupt zum äusseren Merkmal erwünschten Scharfsinns die „Fuchsfarben“ zieren...! Bei einigen Schweizer Verbindungen trägt der Fuchsmajor neben dem Fuchsschwanz an der Kopfbedeckung ein Fuchsfell quer über das Burschenband gekreuzt. Als bei uns heute nicht mehr gebräuchliche Verwendung wird 1895 der Schmuck für Pferdegeschirre und als Elektrizitätserzeuger genannt.
In den 1970ern war ein Fuchsschweif ein Symbol für „prollige“ Opel-Manta-Fahrer, die damit ihre Autoantennen schmückten. Auch ein Bonanza-Fahrrad war zur gleichen Zeit ohne Rotfuchsschweif eigentlich nicht komplett.

## Aussehen

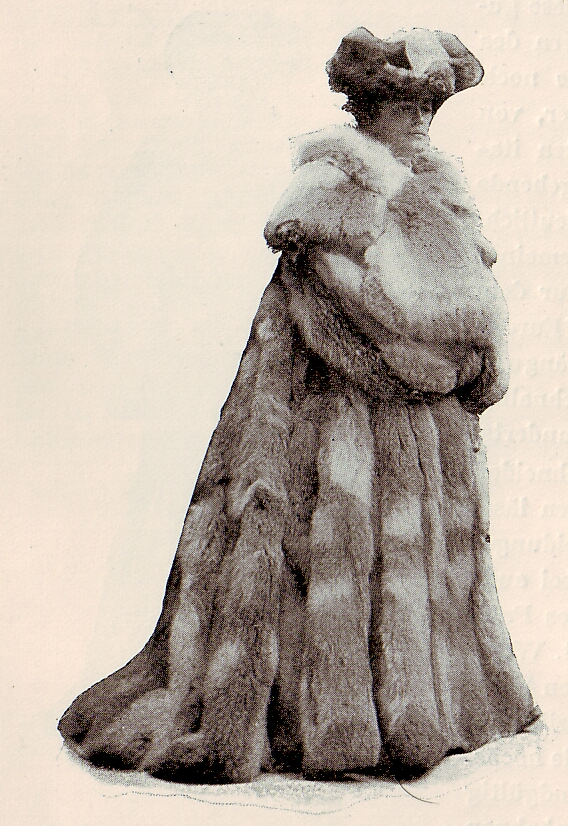
Automobilistinnen-Rotfuchsmantel, Paris (1900)

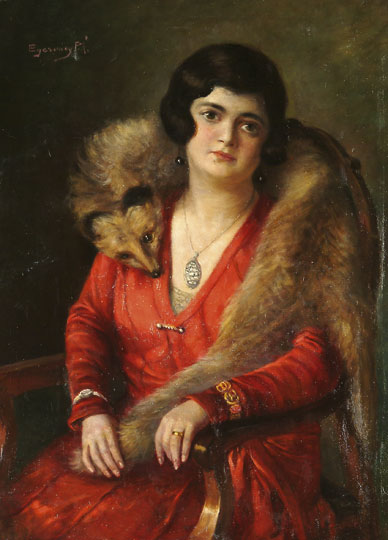
Ágost Egerváry Potemkin (1858–1930): Dame mit Rotfuchskollier

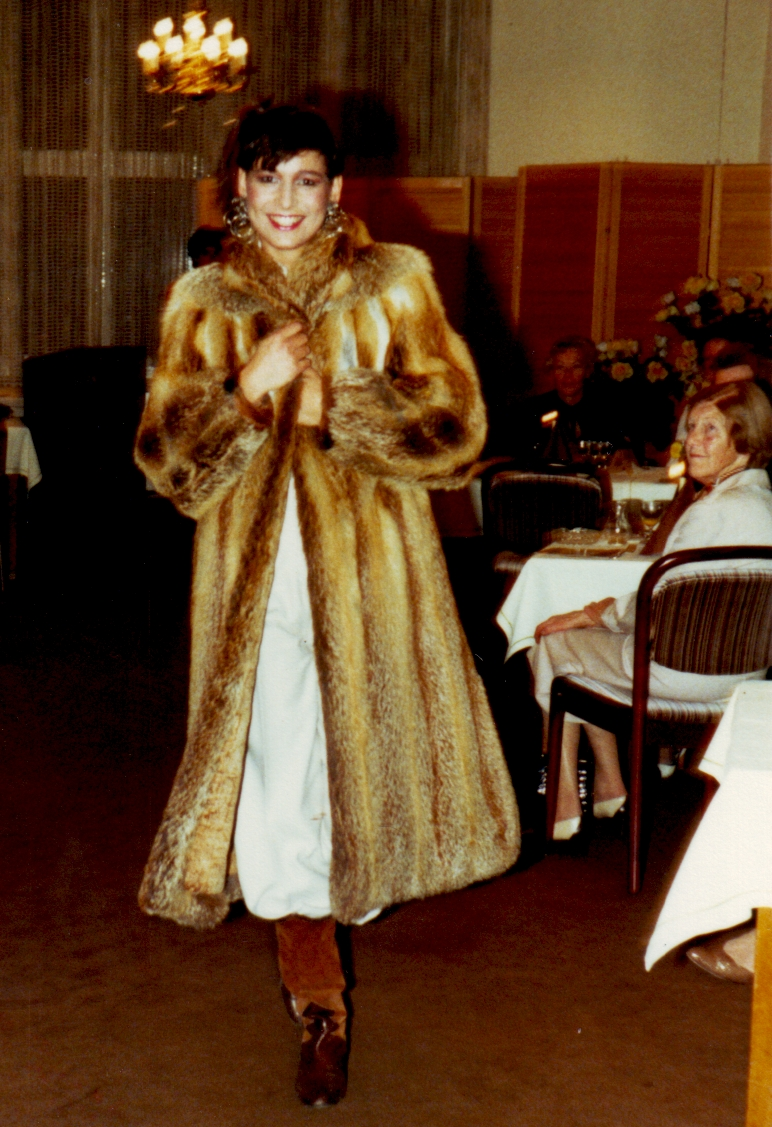
Mantel aus Fellen deutscher Rotfüchse auf einer Modenschau in Gelsenkirchen (1983)

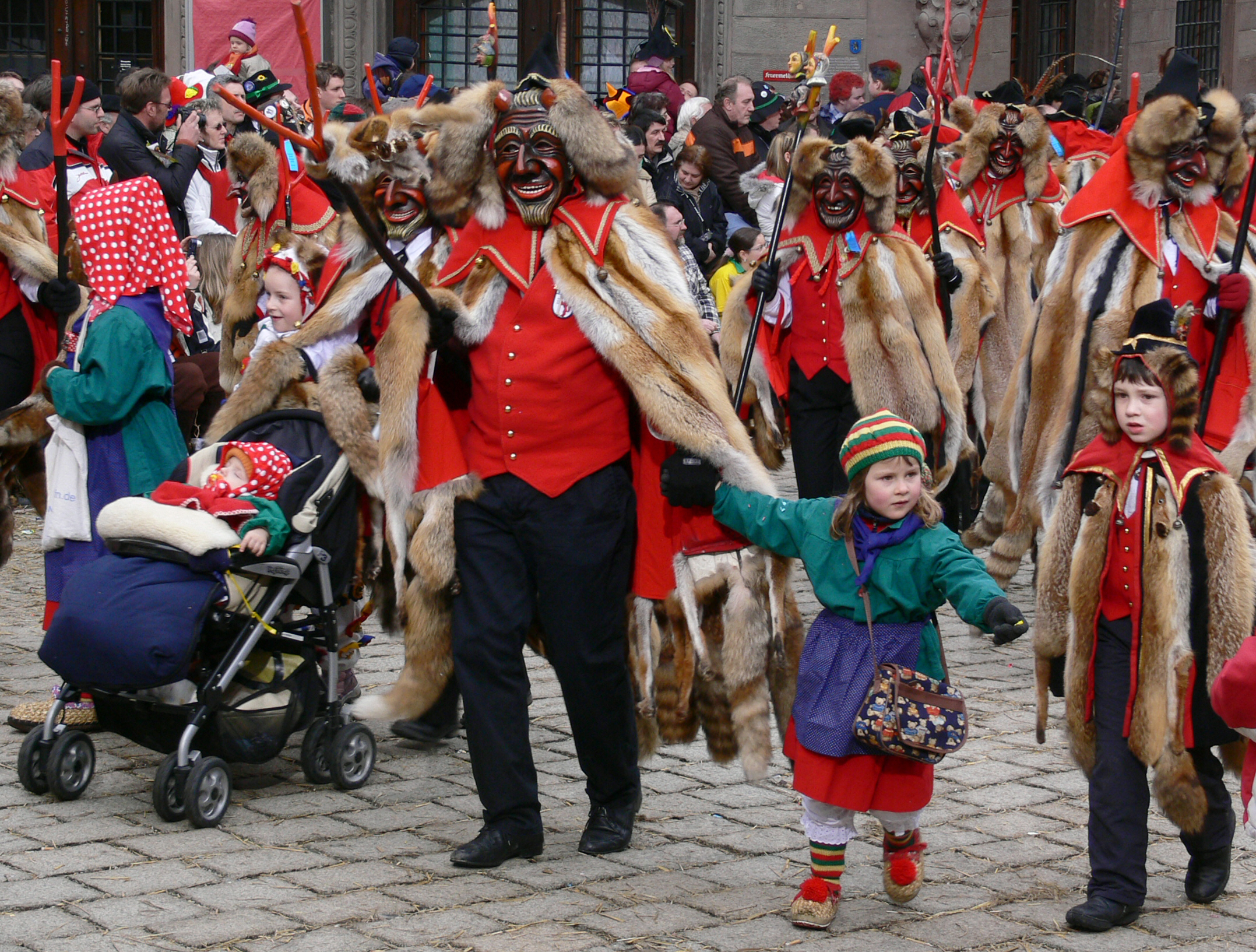
Rotfuchsfell im Brauchtum: Pelzteufel der Dorauszunft Bad Saulgau (2006)

Typisch ist die fuchs- und ziegelrote Farbe, die häufig schwarz oder braungelb durchsetzte Körperoberseite, die weiße Kehle, die weiße Brust und die weiße Schweifspitze. Jedoch sind die Farbvarianten unbegrenzt, schon zwischen dem europäischen dunkleren Brand- und Kohlfuchs, dem helleren Birk- oder Goldfuchs und dem schwarzbauchigen Moorfuchs gibt es deutliche Unterschiede. Neben der namensgebenden roten Farbe bestehen Schattierungen von blassrot über tiefdunkel- bis flammendrot, von blassgelb, sand- und lehmfarben, graugelb, beige usw. In der Pelzbranche spricht man davon, dass „kein Fuchsfell dem anderen gleicht“. Kaum ein anderes Pelztier weist derartige Unterschiede in der Länge, Dichte und Feinheit seiner Behaarung auf. Insbesondere der Winterpelz ist geographisch und individuell sehr variabel, der Rotfuchs ist der Säuger mit der größten Zahl unterschiedlicher Herkommen.
Die Behaarung ist kurz bis lang, seidig bis grob, meistens dicht. Die Unterwolle ist fein und weich; im Allgemeinen dicht bis sehr dicht (gedrungen). Der Rücken ist am langhaarigsten, zu den Seiten hin bis zur Wamme wird das Haar wesentlich kürzer. Mitunter befindet sich im Nacken ein krausenartiger Behang. Zahlreiche Felle haben auf der Brust kahle Stellen. Sie stammen von Muttertieren, die sich die Haare während der Säugezeit an den Zitzen entfernt haben.
Die Haarlänge und wie üppig und weich das Fell ist hängt von den landschaftlich gegebenen klimatischen Verhältnissen ab. Im Norden steht das Haar dicht, es ist lang, weich, seidig, im Süden ist der Haarwuchs spärlicher, das Haar kürzer und gröber. Die Länge der Granne beträgt beim Fell nördlichen Herkommens 69 mm, die des Unterhaars durchschnittlich 52 mm, in Mittelasien 48 und 35 mm. Die Felle aus Jakutien sind besonders weich. Typisch für das Rotfuchshaar ist der so genannte Agutiring, ein heller Ring unterhalb der schwarzen Haarspitze. Eine starke Bereifung des Haars gilt häufig als ein Zeichen für das Fell eines alten Fuchses im Winterpelz. Der Beginn des Haarwechsels ist ebenfalls von der geographischen Lage abhängig, er setzt nach Norden und Osten zu immer früher ein. Entsprechend eher entwickelt sich dort der Winterpelz, der dann auch erst später im Frühjahr wieder abgelegt wird.
Der Frühjahrshaarwechsel wirkt sich zuerst auf die Hals- und Schulterpartie aus, um dann langsam auf den Rumpf überzugehen. Hals und Nacken sind dann oft fast oder gänzlich kahl, das Rückenfell aus dem Winter ist jedoch noch immer dicht verfilzt. Oft wird von dem Haarwechsel auch direkt der ganze Körper erfasst, manchmal so sehr, dass besonders an den Keulen und Flanken die Haut völlig nackt ist. Unterwolle und Deckhaar löst sich dabei häufig in mehr oder weniger verfilzten Büscheln ab.
Das erste Jugendkleid des Rotfuchses ähnelt mit seiner dunklen Färbung dem des Silber- bzw. Schwarzfuchses. Das erste Sommerkleid nähert sich in der Färbung bereits mehr dem Haarkleid des erwachsenen Fuchses an.
Der Haltbarkeitskoeffizient für die seidigen Herkommen, unter anderem Alaska, Kanada, Labrador, Nord-Skandinavier, Nord-Russen, feine Sibirier oder Kamtschatka wurde mit 40 bis 50 Prozent angenommen, für die gröberen Sorten mit 50 bis 60 Prozent. Bei einer Einteilung der Pelztiere in die Haar-Feinheitsklassen seidig, fein, mittelfein, gröber und hart wird das Haar der edlen Rotfüchse (Alaska, Nördliches Kanada, Labrador, - Nordschweden, Finnen, Lappländer. - Tobolsk, Tomsk, Jenissei, Jakuten, Ochotsk, Kamtschatka; Mongolen) als fein eingestuft, das der südamerikanischen Füchse (die feineren Sorten) als mittelfein und das des Landfuchses als gröber.
So unterschiedlich wie die Farben sind auch die Fellgrößen. Sie reichen von 60 bis 100 cm plus 35 bis 40 cm Schweiflänge bis hinab zum Wüstenfuchs (Fennek) mit 38 bis 40 cm und einem Schweif von 18 bis 31 cm.

## Unterarten und -sorten

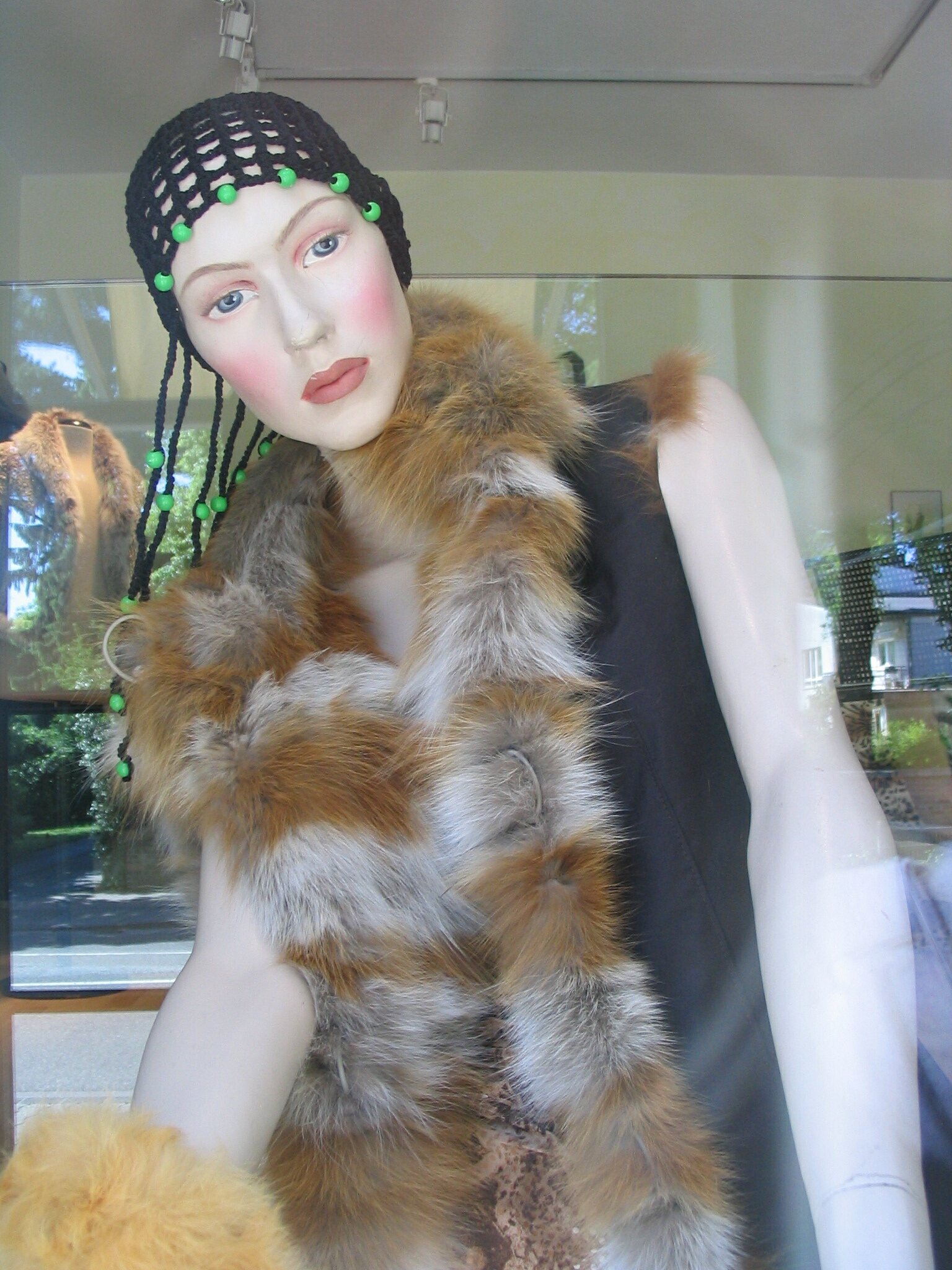
Wendbare Weste aus Rotfuchswammen (2010)

Abbildungen verschiedener Herkommen befinden sich am Ende des Artikels.
Bereits bei den europäisch-asiatischen Rassen unterscheidet der Fellhandel, zusammen mit den asiatischen Steppenfüchsen, fast vierzig verschiedene Sorten: „Alles das ist ein Rotfuchs unter den Füchsen, was weder Kreuz-, Silber-, Schwarz-, Weiß-, Blau-, Kitt- oder Graufuchs oder südamerikanischer Herkunft ist“. Gelegentlich werden jedoch vom Pelzhandel auch Kit- und Grisfüchse sowie nordamerikanische „Präriefüchse“ unter die Rotfüchse eingeordnet. Die südamerikanischen Füchse, die fälschlich meist als „Schakale“ (Schakalfüchse) bezeichnet werden, werden ebenfalls als südamerikanische Rotfüchse gehandelt (1988). Überhaupt nennt der Rauchwarenhandel alle aus Südamerika stammenden hundeartigen Raubtiere Füchse.
Nachfolgend eine Aufstellung der Herkommen mit ihren Charakteristika, sie folgt wesentlich Franke/Kroll, „die jedoch keinen Anspruch auf Vollständigkeit erheben kann“.
A. Europa
Unter der Bezeichnung Landfüchse versteht man die Rotfüchse aus Mittel- und Westeuropa.
Das Landfuchsfell ist 60 bis 90 cm lang, hinzu kommt der Schweif mit 25 bis 50 cm. Die dichte Unterwolle ist leicht gewellt; am Grunde hellgrau bis dunkelgrau, im oberen Bereich rötlich und gelblich bis grauweiß. Die Grannen sind kräftig; im unteren Teil grau, oben gelbrot bis rostrot. Im oberen Haarteil befinden sich häufig gelbliche bis weißgraue Ringe, vor allem dem hinteren Fellbereich zu. Nacken, Schultern und Fellmitte weisen meist ein dunkleres, intensiveres Rot auf. Kehle, Wamme und die Innenseite der Pfoten sind weiß, weißgrau, grau bis gelbbräunlich. Die dünnbehaarten Pfoten haben auf der Oberseite einen schwarzen Streifen; die Sohle ist nur dünn und flach behaart. Der Schweif ist dick und buschig; seine Grannenspitzen sind schwarz; die Schweifspitze ist weiß.

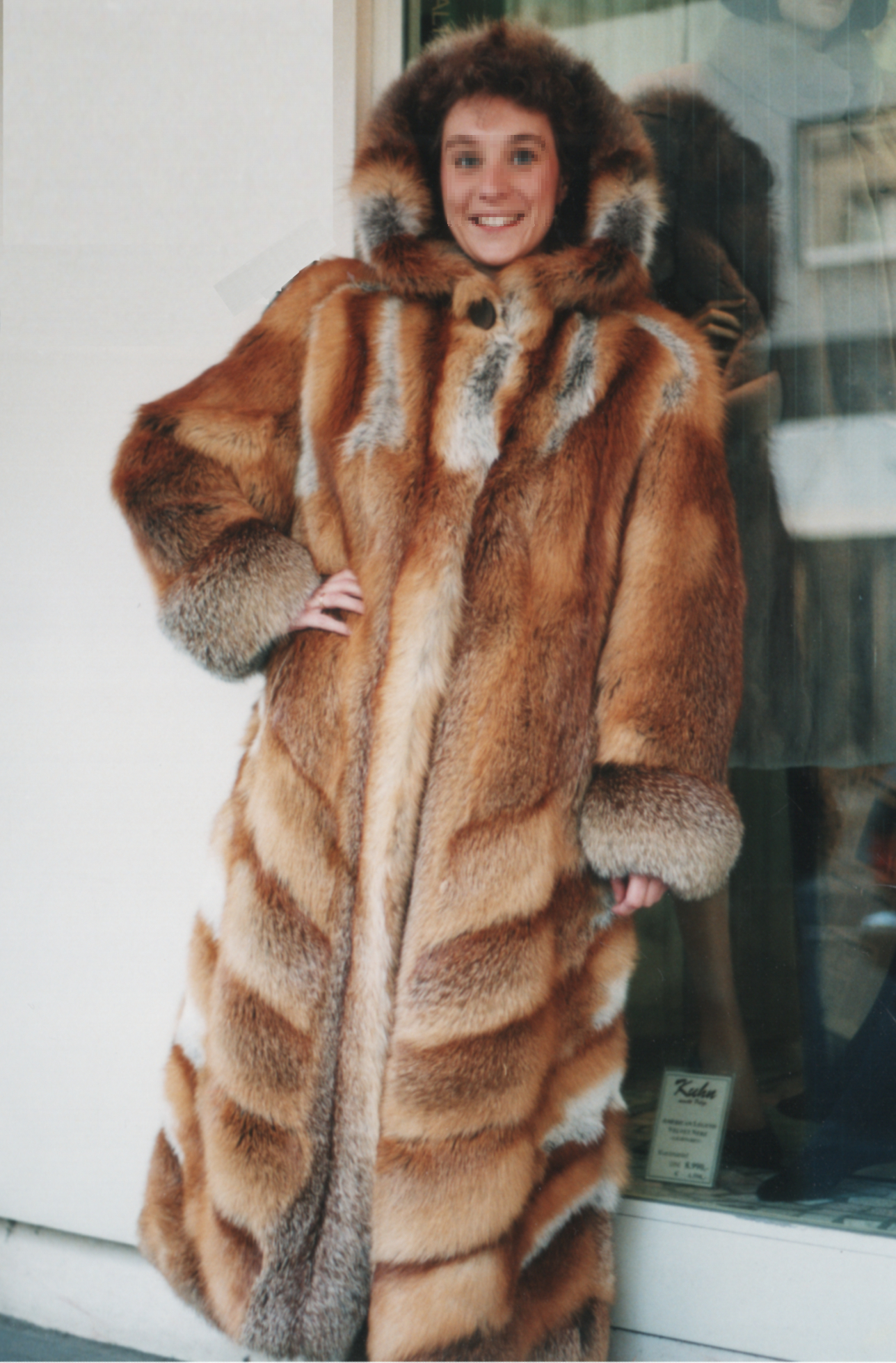
Mantel aus 24 deutschen Landfüchsen, Jägersortiment (1999)

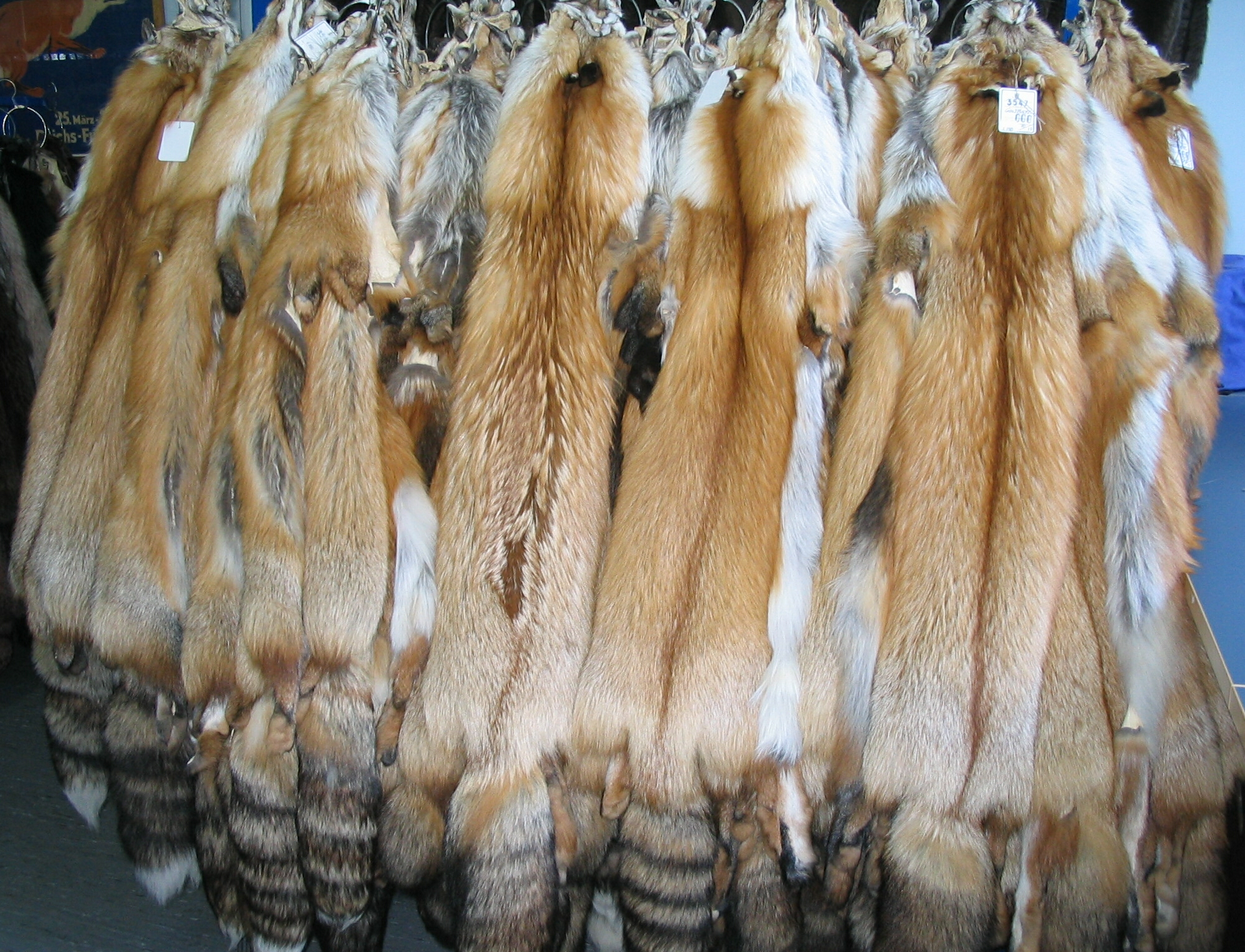
Goldfuchsfelle aus der Zucht (2009)

Besonders bezeichnete Farbvarietäten sind:
- Brand- oder Kohlfuchs: dunkel, mit schwärzlichgrauer Unterseite.
- Birk- oder Goldfuchs: lichtrote Färbung, Brust und Bauchseite weiß.
- Moorfuchs: mit schwarzem Bauch.
- Silberfuchs: schwarz, unterschiedlich stark gesilbert (siehe Silberfuchsfell).
- Platinfuchs: Vermischung von weißen, dunklen bis schwarzen, auch silberige Haare (siehe Platinfuchsfell).
- Kreuz- oder Fleckfuchs: Bastard zwischen Rot- und Silberfuchs (siehe Kreuzfuchsfell).[28][23]

Die besten deutschen Rotfuchsfelle kamen aus Pommern, Mecklenburg, Holstein und Bayern, vor allem werden die bayrischen Gebirgsfüchse geschätzt, angeblich das Rheinland und auch das benachbarte Frankreich liefern geringwertigere Qualitäten; das Pelz-Lexikon nennt dagegen den „Rheinlandfuchs“ als einen schönen vollhaarigen Fuchs. Aus der Schweiz kamen Felle, die noch besser als die aus Deutschland waren. 1814 heißt es dazu: „Gelbe Fuchsbälge erhalten wir aus der Schweiz; sie gehen nach der Türkey, und werden da vorzüglich zu Aufschlägen gesucht.“
- Westeuropa (Pyrenäen-Halbinsel, Frankreich)

Klein bis mittelgroß; meist flach, grob im Haar. Rötlich bis graubraun. - Französische Füchse: Leder meist außen. - Spanien: Klein, hellgelblich, Steppenfuchs-Charakter. Vorwiegend breit gespannt.
- Nordwest-Europa (England, Irland)

Mittelgroß; halbrauch, rot; irische größer und besonders kräftig im Haar. Anlieferung offen.
- Südeuropa

Italien: Flach, kleiner; ApenninFüchse gut rauch; hellrötlich; Steppenfuchs-Charakter. Das Fell ist stark mit weißlichgrau geringelten Grannen untermischt.
Donau-, Balkan-, Adriaraum: Mittelgroß; halbrauch; teils seidig, teils grob; rotgrau. Die hellgelblichgrauen Felle aus der Türkei waren die bekanntesten, ein Teil davon stammte aus Kleinasien.
Bessarabien, Moldau, Siebenbürgen: Mittelgroß; flach; teils seidig; blassrot bis gelbrot.
Karpaten: Groß; rauch; langhaarig, seidig; blassrot.
Griechenland, Mazedonien: Klein bis mittelgroß; flach, gröber; graubraun. Griechische Füchse gehören zu den geringstwertigen europäischen Sorten.
- Mittel-Europa

Mittelgroße bis große Felle; halbrauch bis rauch; seidig bis grob; rötlich, teils als Landfüchse gehandelt. Die so genannten Podolischen Füchse aus Südpolen und der Ukraine haben entsprechend ihrem dortigen Herkommen Steppencharakter.
- Nord-Europa

Langhaarig; seidig bis grob; blassrot bis tiefrot:
Lappland (Finnland): Beste Qualität.
Norwegen: Kleiner, aber sehr seidig.
Schweden: Sehr groß, besonders aus Mittel- und Südschweden, jedoch gröberes Haar.
Russland: Unterschiedliche Qualitäten und Größen; seidig bis grob; gelbrötlich bis dunkelrot.
Zu den feinhaarigen russischen Füchsen rechnete man auch die Livländer und die estnischen Füchse sowie die aus der baltischen Landschaft Kurland.
B. Australien
Der australische Rotfuchs ist im Typ dem englischen vergleichbar. Der jährliche Anfall betrug um 1988 400.000 Felle, seitdem ist die Nachfrage erheblich zurückgegangen. Die Felle kommen ohne Pfoten, aufgeschnitten und luftgetrocknet in den Handel.

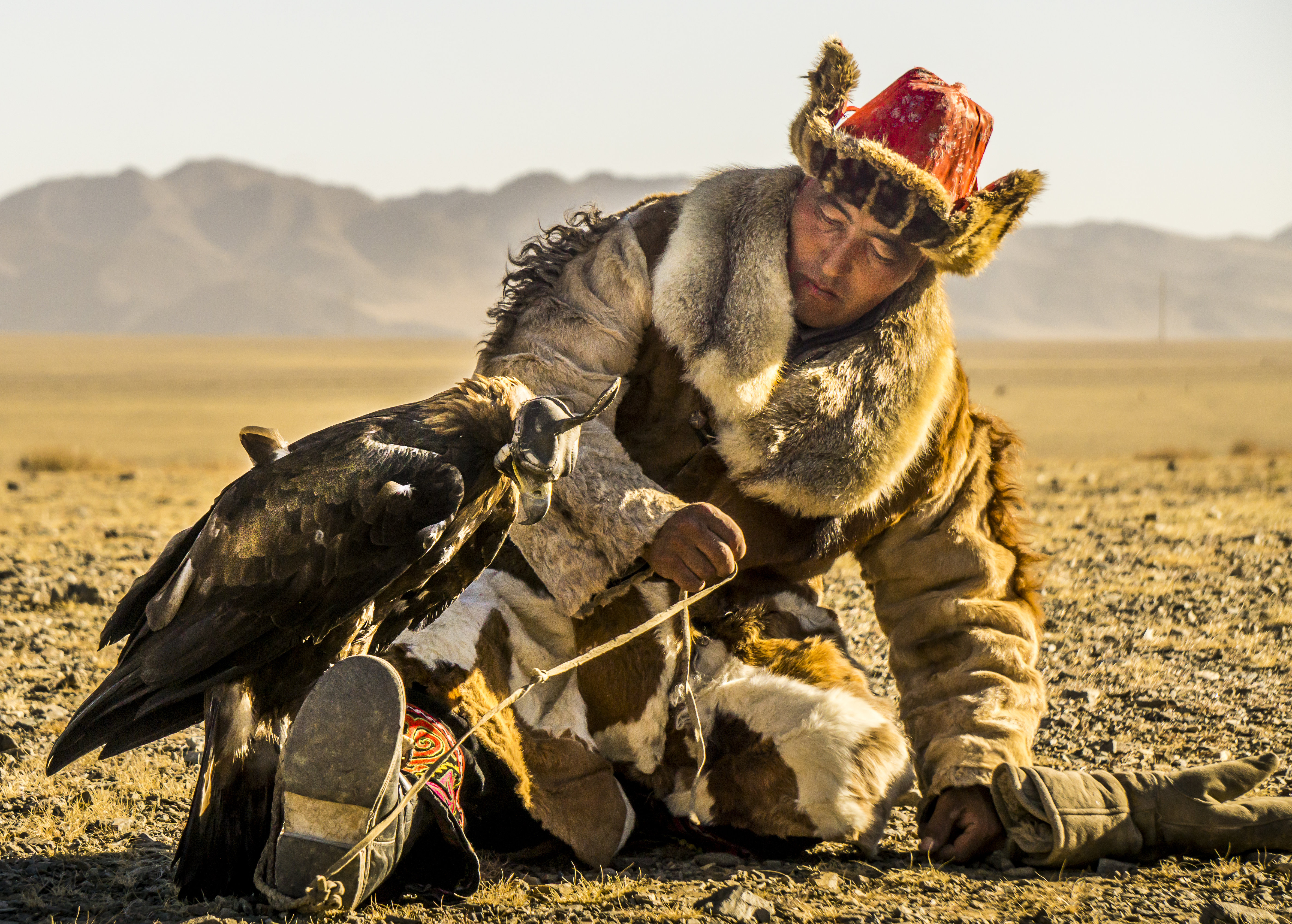
Mongolischer Jäger, Kragen aus mongolischen Rotfüchsen, Mütze unter der Verwendung der Fuchspfoten (2018)

C. Asien
1. Sowjetunion (asiatische Teile)
Sibirien: Mittelgroß bis groß; rauch; seidig; gelblichrötlich; meist breit abgestreckt, dadurch wirken die Felle kleiner. Die bräunlichen Felle werden Tschernoburi (Schwarzbraune) genannt; unter der gleichen Bezeichnung ist auch ein bräunlicher Silberfuchstyp im Handel.
Vom Westen (Ural) ausgehend werden die Qualitäten und Farben nach dem Osten zu allmählich hochwertiger. Die qualitativ besten kommen aus Ostsibirien.
Kamtschatka: Mittelgroß; rauch, seidig; flammendrot (auch Ogniowka = Feuerfuchs genannt). Neben Alaska, Nordkanada und Labrador edelstes Vorkommen.
Jakutski und Tomsky: Mittelgroß; besonders seidig; dunkelrot.
Tobolsky: Sehr groß; sehr rauch; gröber; rot.
Jenisseiski: Etwas heller, sehr seidig.
Lensky: Gleich groß und rauch; aber weniger seidig; rot.
Amursky: Groß; harthaariger; rot mit grauen Spitzen, teils blassrot.
Sabaikalsky: Groß; rauch; weniger seidig; hellrot.
Altaisky: Kleiner; weniger rauch; weichhaarig; hellrot bis sehr blass.
Westsibirier: Groß; weniger rauch; grob; hellrot.
Ostsibirier: Groß; fast schwarzbraun; das Fell ist als „tschernoburi“ im Handel.
Semipalatinsker: Mittelgroß; rauch; seidig; sehr hell, mongolenartig.
Ferganaer: Klein; raucher; weichhaarig; hellgelb und grau.
Taschkenter: Sehr klein; sehr flach; mittelseidig; hellgrau.
Bei Brass findet sich 1911 noch der Karganer-Fuchs (Vulpes carganus), „der in Zentralasien und den Steppengegenden des südwestlichen Sibiriens häufig vorkommt. Er ist hellgelblich, der Bauch weiß, der Schwanz klein, aber weich, fast weisslich, mit einzelnen schwarzen Haaren durchmischt. Die Klauen gelblichgrau, ebenfalls mit schwarzen Haaren durchmischt. Es kommen davon über 150.000 Felle in den Handel, doch werden auch viele Felle lokal verbraucht, denn Russland führt jährlich mehrere hunderttausend dieser Karganer-Schweife aus. Der gegenwärtige Wert ist ca. 8 Mk. per Stück.“ Werner erwähnt zwei Jahre später, dass Karganer Füchse von in der Nähe des Pelzhandels auf der Irbit-Messe ansässigen chinesischen Kürschnern in bedeutender Menge verarbeitet wurden, und dass die Schweife zu der Zeit ganz besonders gesucht wurden, weil sie sich in den Phantasiefarben einfärben ließen, um dann in den Farben Marder, Zobel und Isabella von Schweifdrehern zu neuen, üppigeren Schweifen weiterverarbeitet zu werden. Der Begriff Karganer-Fuchs, ebenso die lateinische Bezeichnung, ist offenbar nicht mehr gebräuchlich.
| 1. Kamtschatka  | 9. Sabaikalsky    | 17. Wologdasky      | 25. Zentraler        | 33. Kubaner         |
| 2. Ochotsky     | 10. Mongoler      | 18. Baschkirer      | 26. Süd-Zentraler    | 34. Donez           |
| 3. Jakutsky     | 11. Tomsky        | 19. Kasaner         | 27. Mittlere Wolga   | 35. Nord-Kaukasier  |
| 4. Lensky       | 12. Altaisky      | 20. Nord-Westliche  | 28. Südliche Wolga   | 36. Armenier        |
| 5. Jennisseisky | 13. West-Sibirier | 21. Semipalatinsker | 29. Westliche        | 37. Semiretschensky |
| 6. Tobolsky     | 14. Nord-Uraler   | 22. Orenburger      | 30. Nord-Ukrainer    | 38. Taschkenter     |
| 7. Primorsky    | 15. West-Uraler   | 23. Kasachstaner    | 31. Zentral-Ukrainer |                     |
| 8. Amursky      | 16. Nördliche     | 24. Nord-Zentraler  | 32. Süd-Ukrainer     |                     |

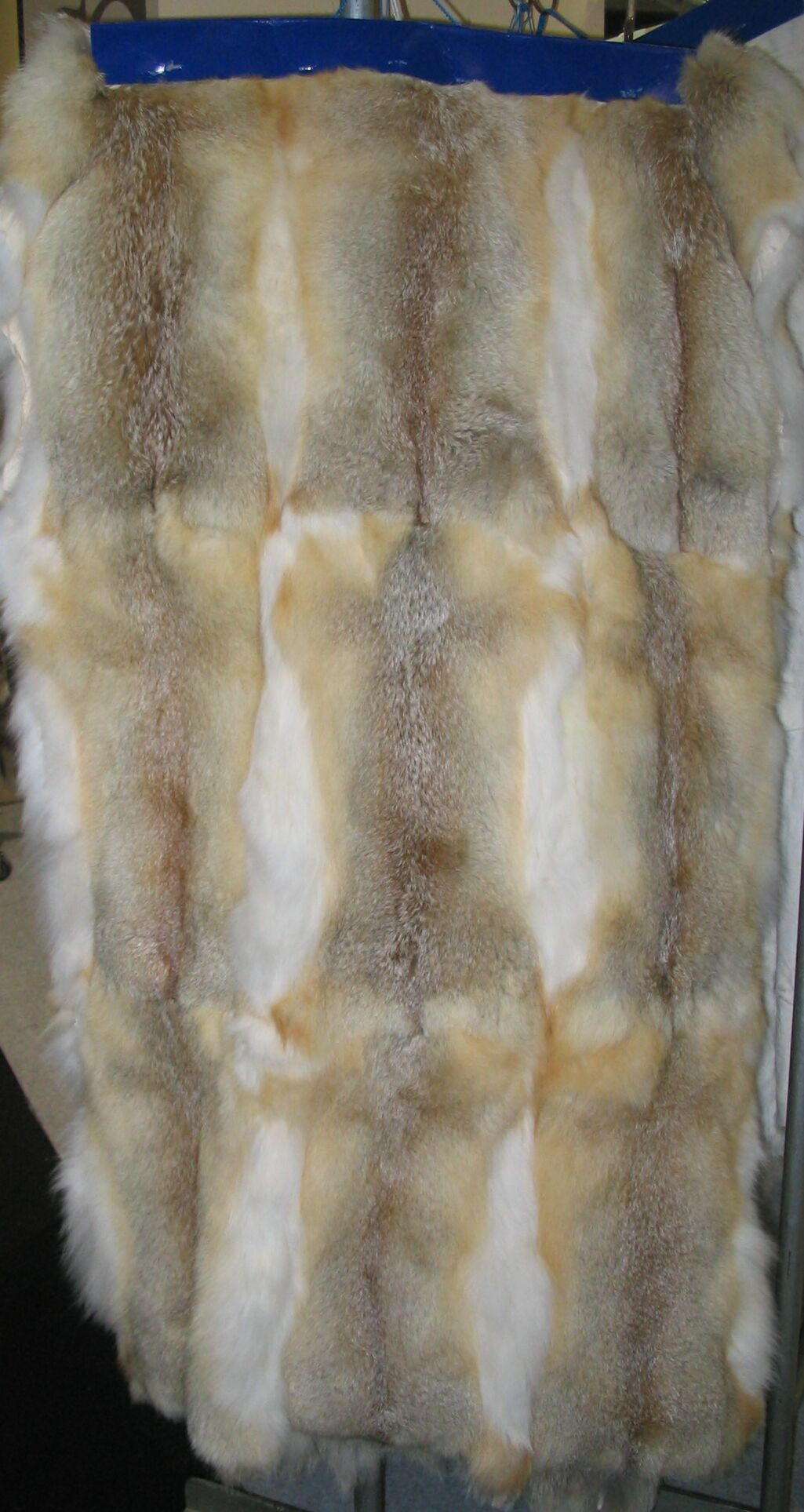
Vorkonfektionierte Tafeln aus mongolischen Füchsen

Das russische Angebot betrug 1987 8.000 Felle, die teilweise aus Zuchten stammten.
2. Sonstiges Asien
Arabien: Ganz klein und flach.
Türkei: Klein bis mittelgroß, besonders flach, hellgelblich (Wüstencharakter) oder hellgrau.
Armenien, Erzurum, Anatolien: Groß; weichhaarig; gelbbraun, auch grau.
Afghanistan: Teils recht langhaarig; hellgelb. Afghanfüchse sind sehr klein, nicht über 50 cm lang, Schweif 35 bis 41 cm lang. Sillero-Zubiri gibt jedoch eine Kopfrumpflänge bis 80 Zentimeter für die Männchen und 76,5 Zentimeter für die Weibchen an. Nach Geffen sind die Füchse in den Vereinigten Arabischen Emiraten mit einer durchschnittlichen Länge von 74,4 Zentimetern bei den Männchen und 71,1 Zentimetern bei den Weibchen deutlich größer als die Individuen in Israel. Die Länge des Schwanzes beträgt nach Sillero-Zubiri 2009 bei den Männchen 26 bis 35,5 Zentimeter und bei den Weibchen 29 bis 35 Zentimeter, nach Geffen 1994 33 bis 41 Zentimeter.
Kasachstaner: Klein; flach; seidig; hellgrau.
Mongolei: Groß; je nach Herkunft rauch, seidig; hellgelb bis grau. Die gefragtesten kommen aus der Westmongolei. Der westmongolische Fuchs ähnelt dem guten russischen Altheisky, er ist nur etwas fladriger und nicht so kräftig im Haar. Westmongolenfelle kamen früher oft ohne Vorderpfoten in den Handel, ein großes Manko zu einer Zeit, in der Pelzkolliers, Fellschals mit Pfoten, Kopf und Schwanz hochmodern waren. Aus den Pfoten machten sich die Einheimischen Mützen, oder aber sie mussten sie beim Abholen ihrer Fangprämie abliefern. Ostmongolische Felle sind raucher, auch ziemlich kräftig, sie besaßen meist noch ihre Vorderpfoten.
Tibet, Bengalen, Indien: Klein; flach; seidig; fahlgelb bis graugelb oder hellgrau.
Der Kingfox oder Bengalfuchs ist als häufigste Art in ganz Vorderindien verbreitet; aus zoologischer Sicht ist er kein Rotfuchs. Mit 50 bis 55 cm ist er wesentlich kleiner als der Rotfuchs, der Schweif ist etwa 25 bis 35 cm lang. Im Vergleich mit anderen indischen Füchsen ist das Fell besonders seidig. Die Färbung ist hell- bis dunkelgrau, die Unterseite weiß, die Läufe gelblich braun. Der fast körperlange Schweif ist stark buschig, er endet in einer schwarzen Spitze. Es kamen nur kleine Mengen in den Handel, die meist in die Sortimente anderer Füchse einsortiert wurden.
China: Groß bis mittelgroß; wegen der unterschiedlichsten Herkommen sehr unterschiedlich in den Qualitäten, teils mongolenähnlich. Groß; seidig; gelb bis grau; teils ganz flach, teils harthaarig. Die Felle aus südlichen Herkommen ähneln unseren geringen Landfüchsen; rötlich.
Mandschurei: Rötlicher als die gelblichen mongolischen Füchse. Rauches und ziemlich kräftiges Haar.
Grisfuchsfelle (Graufuchs), Kitfuchsfelle und Korsakfelle werden in anderen Artikeln behandelt.
D. Nord-Amerika

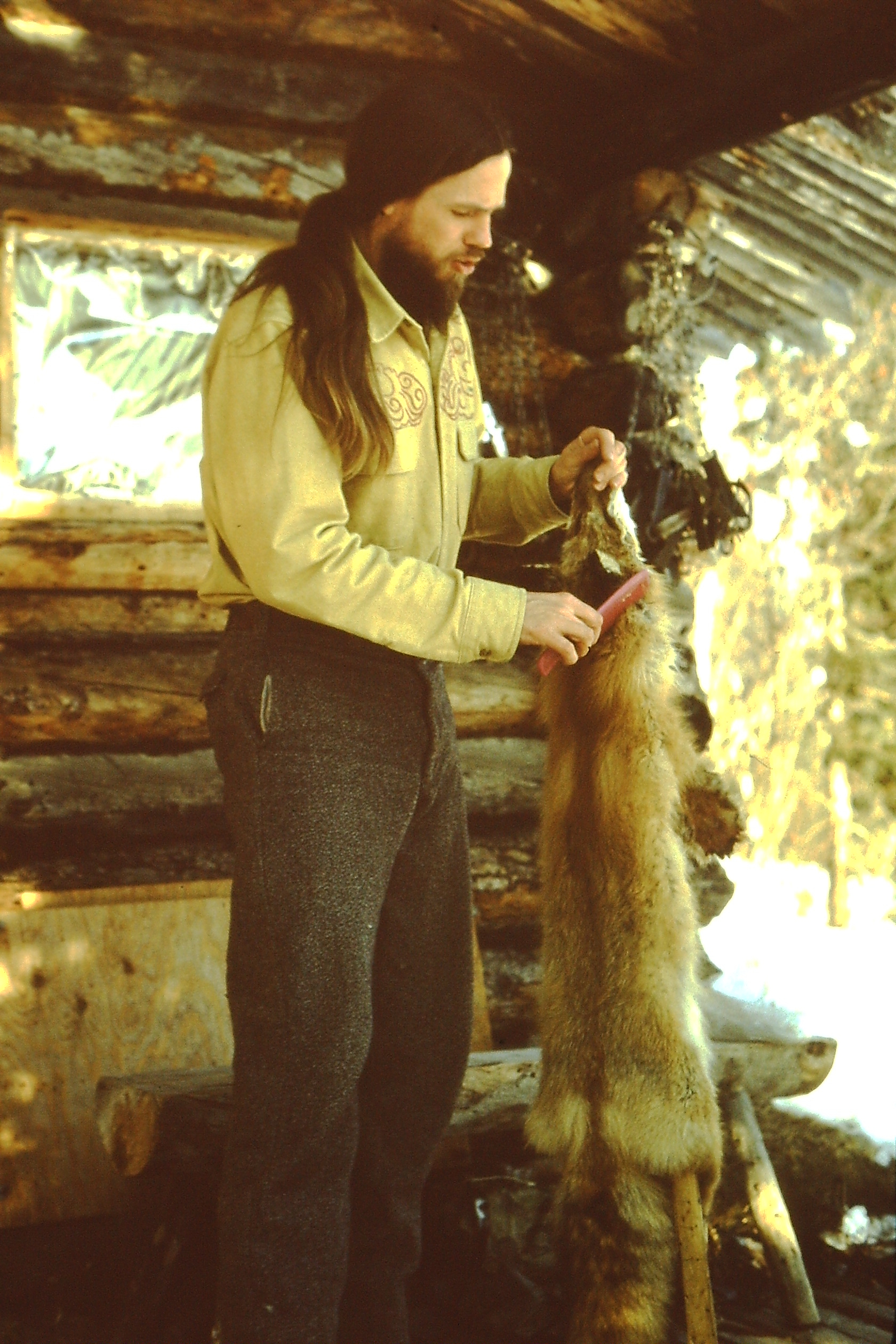
Ein Trapper kämmt das Rotfuchsfell für den Verkauf auf (Brookskette, Alaska ca. 1981)

Wie bei den asiatischen kommen auch bei den Nordamerikanischen Rotfüchsen die dunkelsten, dichtesten Felle aus den nördlichen, waldreicheren Gegenden, die helleren, mehr gelblichen aus südlicheren Gebieten. Nordamerikanische Füchse gleichen in der Größe den holsteinischen und mecklenburgischen Landfüchsen, teils sind sie größer. Die typischen Kennzeichen sind die dichtwollige Behaarung der Sohlen und die schwarzen Streifen auf den Pfoten.
Alaska, Labrador, Halifax (Neuschottland): Groß; sehr rauch; seidig; alle roten Farbtöne bis hellblass, Wamme und Seiten heller. Neben den Kamtschatka-Rotfüchsen kommen von hier die feinsten Qualitäten.
New York State, Pennsylvania, Ohio, Minnesota, Wisconsin: Etwas flacher; kleiner; von dunkel- bis mittelrot.
Dakota, Montana: Heller bis gelb; größer und raucher.
Der Virginische Fuchs aus den Nordost-Staaten ist groß; rauch; seidig; goldgelb. Virginisch bezeichnet, wie bei einigen andern Fellarten auch, nur den früheren Handelsweg.
Mittlere und Südstaaten.
E. Südamerika

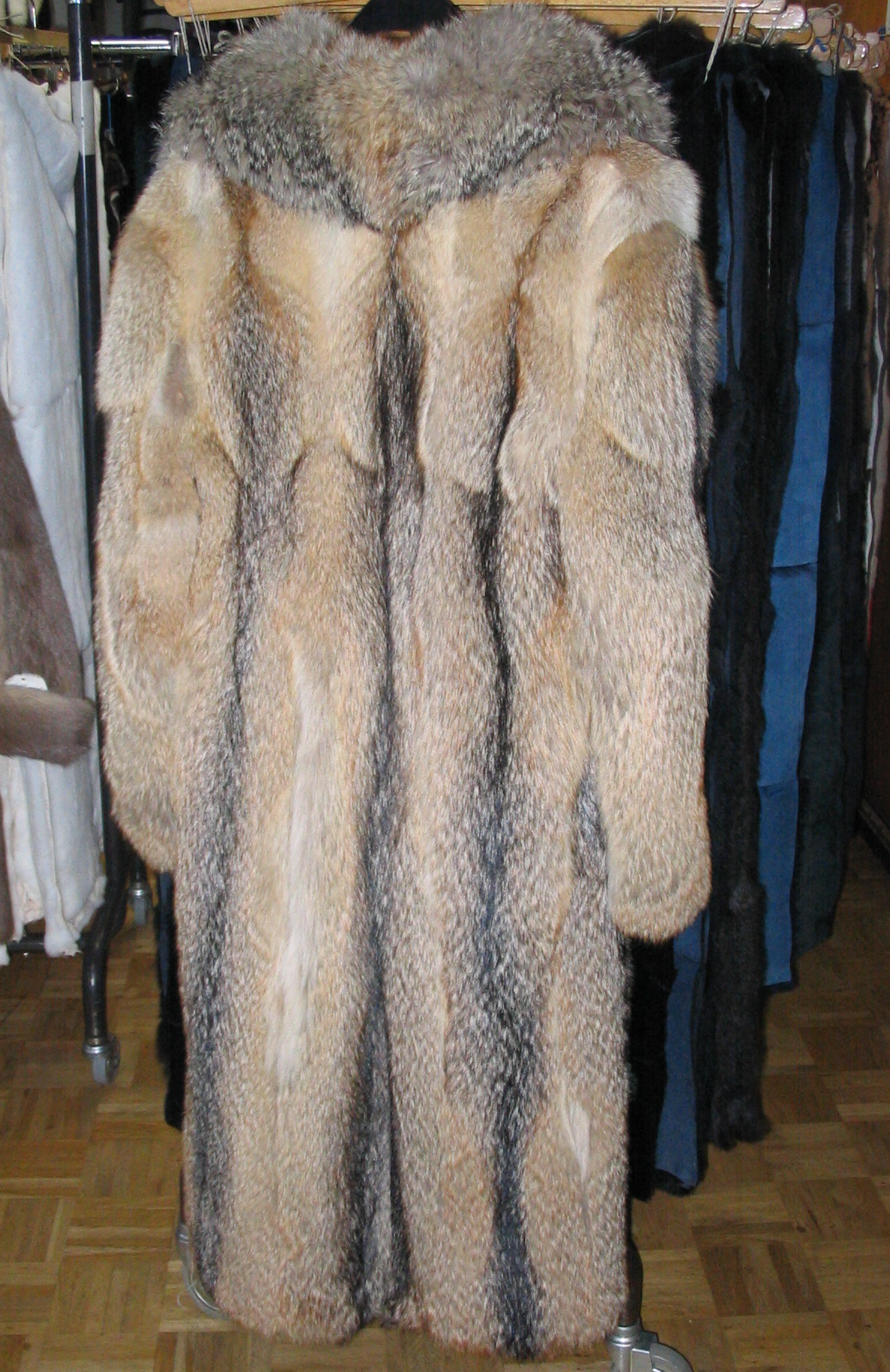
Magellanfuchsmantel (ca. 1990)

Bei den südamerikanischen Füchsen ist die Qualität, entsprechend der Lage auf der Südhalbkugel, je besser (raucher) desto südlicher das Vorkommen.
Wie oben erwähnt werden unter dem Begriff „Südamerikanische Füchse“ die Felle aller hundeartigen Raubtiere gehandelt, gelegentlich werden sie auch als „Schakal“füchse bezeichnet. Zoologisch werden unterschieden:
- Waldfuchs (Maikong)

Die Kopf-Rumpf-Länge beträgt 65 cm, hinzu kommt der knapp 30 cm lange Schwanz. Rücken und Seiten grau mit schwarzen Streifen an der Mittellinie. Schwanzoberseite mit schwarzem Streifen und schwarzer Spitze. Er wird nicht gehandelt. Früher nannte man ihn auch „Azarafuchs“, dieser gehört jedoch zu den Kampfüchsen (s. weiter unten).
- Kurzohrfuchs

72 bis 100 cm lang, dazu der Schwanz 25 bis 35 cm. Graubraun mit schwarzen Streifen an Rücken und Schwanz; untere Hälfte der Gliedmaßen dunkelbraun bis schwarz. Dichtes, kurzes Haar. Nicht im Handel.
- Waldhund

73 bis 74 cm lang, kurzer, 10 bis 15 cm langer Schwanz; Rücken und Seiten braun-rötlich, Kopf und Hals etwas heller gelblich, Hintergliedmaßen dunkelbraun, Schwanz braun oder schwärzlich. Junge Tiere sind einfarbig schwarz. Ebenfalls nicht im Handel.
- Festland-Kampfüchse, die Handelsbezeichnungen von Süden nach Norden sind: „Magellan“, „Santa Cruz“, „Río Chubut“, „Rio Negro“, „Mendoza“.[22]
  - „Feuerlandfuchs“, Fellbezeichnung meist Magellanfuchs

Er gilt als die beste Provenienz, das Fell ist sehr seidig, aber mit etwas wolligem Charakter. Der Rücken ist grau mit einem schwarzen Streifen in der Mittellinie der Körper und die Beinseiten sind rötlich, ein dunkelbrauner Fleck in der Kniekehle, schwarze Schweifspitze. Er ist nach dem Mähnenwolf der größte Wildhund Südamerikas mit einer Körperlänge von 52 bis 120 cm, Schweiflänge 30 bis 51 cm.
- - Pampasfuchs

Der Rücken und die Seiten sind grau, schwarz gesprenkelt oder gefleckt, die Beine gelblichrot mit braunem Fleck in der Kniekehle. Die Vorder- sowie die Hinterpfoten sind oben weiß und gelblich, unten braun oder schwarz. Die Kopf-Rumpf-Länge beträgt etwa 65 cm; das Fell ähnelt dem des Schakals. Erstmals um 1900 kamen größere Mengen in den Handel, aus Argentinien 5000 bis 6000 Felle. Die Handelsbezeichnungen für das Fell und die Untersorten sind: „Pata amarilla“, „Aguarachai“, „Cordoba Fox“, „Entre Rios Fox“, „Pampas fox“, „Provincia Fox“ (wird auch für den Maikong verwendet), „San Luis Fox“, „Azarafuchs“ und „Zorro des pais“.
- - Argentinischer Kampfuchs, Argentinischer Graufuchs

Das in Argentinien, südlich anschließend an den Pampasfuchs verbreitete Tier trägt ein grau-gelbliches Fell mit einigen schwarzen Haaren in der Rückenpartie. Wamme und Kehle sind weiß, die Schweiflänge beträgt etwa 35 cm. Die Ohren sind mit 7,5 bis 8,0 cm auffallend lang.
- - Brasilianischer Kampfuchs, Handelsbezeichnung Rio Negro oder Pata Negro

Sein harthaariges Fell ist grau, an den äußeren Seiten der Beine mehr gelblich, die Unterseite der Schnauze, ein Fleck über der Afterdrüse sowie die Schweifspitze sind schwarz. Bei manchen Männchen läuft ein undeutlicher dunkler Aalstrich über den Rücken. Partieller Melanismus ist bei dieser Art häufig, so dass bei Einzeltieren größere Partien des Fells schwarz erscheinen können. Die Kopf-Rumpf-Länge beträgt 58 bis 71 cm, die Schweiflänge 25 bis 35 cm.
- Mähnenfuchs (Mähnenwolf)

Er gilt als der schönste aller südamerikanischen Wildhunde, sein Fell kommt jedoch im Handel nicht vor. Die Kopf-Rumpf-Länge beträgt bis zu 107 cm, die Schweiflänge 39 cm. Rücken und Seiten sind rötlichbraun bis rötlichgelb, die Kehle ist reinweiß, die Beine schwarz „gestiefelt“; auf dem Rücken befindet sich eine schwarze Mähne.
Der Mähnenfuchs steht in Anhang II des Washingtoner Artenschutzübereinkommens, ebenso wie der Argentinische Graufuchs, der Pampasfuchs und der Feuerlandfuchs.
Als beste Provenienzen werden die Magellanfüchse angesehen (Feuerlandfüchse, Patagonische Füchse). Sie gehören zu den größten Füchsen Südamerikas; sind sehr seidig, haben aber ein etwas wolliges Aussehen. Sie werden, obwohl nicht rot, sondern hellgrau mit schwarzen und silbrigen Grannen, als Rotfüchse gehandelt. Die Herkommen Corduba und Provincia sind groß, harthaarig und schakalartig. Chubut, Santa Cruz sind bedeutend kleiner, aber seidig.
Der jährliche Gesamtanfall an südamerikanischen Füchsen wurde 1988 auf eine halbe Million Felle geschätzt.
F Afrika

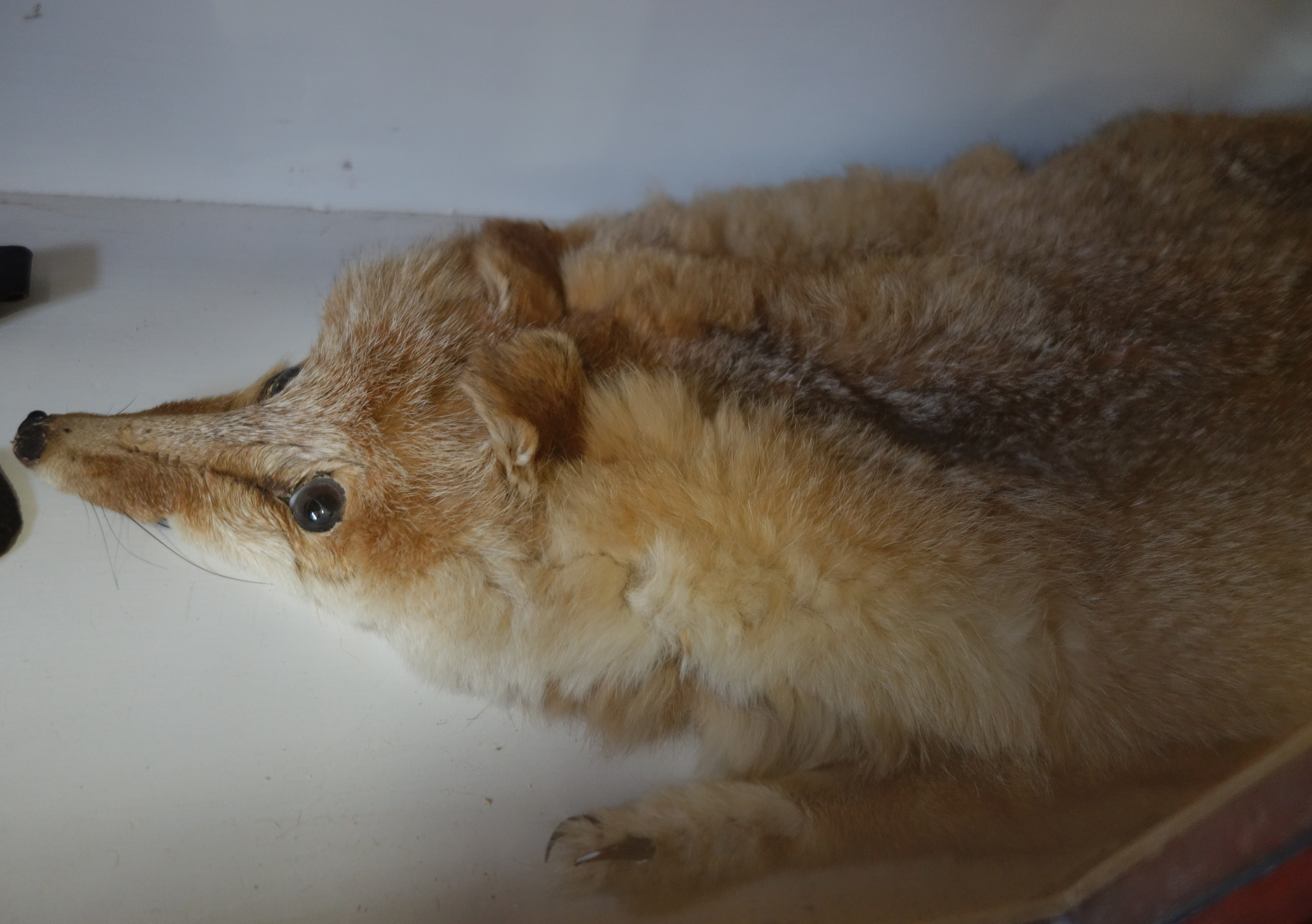
Kopf eines Fuchskolliers aus Kapfuchs

Afrikanische Füchse, beziehungsweise die hier mit aufgeführten, zoologisch zu den Wildhunden gehörenden Arten, sind infolge der dünnen und kurzen Behaarung kaum im Handel:
- - Kapfuchs
- Der Kapfuchs ist der einzige Echte Fuchs und der kleinste Hundeartige im südlichen Afrika. Er ist auch als Chama-Fuchs, Kama-Fuchs oder Silberrückenfuchs bekannt.
  - Äthiopischer Wolf oder Äthiopischer Schakal

Die Kopf-Rumpf-Länge des aus Äthiopien und dem östlichen Sudan stammenden Fuchses beträgt etwa 100 cm, der Schweif ist etwa 30 cm lang. Das Fell ist rotbraun, Kehle und Kinn sind weiß gefärbt. Die Schnauze ist lang gestreckt und fuchsartig. Nach zwei Tollwutepidemien ging man 2008 von nur noch 500 lebenden Tieren der Art aus.
- - Rüppellfuchs

Der Rüppellfuchs aus den Trockengebieten Nordafrikas und Vorderasiens ist um einiges kleiner und schlanker als der hiesige Rotfuchs, vor allem hat er größere Ohren und im Verhältnis längere Beine. Sein Fell ist oberseits silbergrau bis bräunlich, an den Seiten sandfarben oder beige und die Unterseite weißlich. Es kommen auch sehr helle Exemplare vor (je älter die Tiere, desto heller das Fell. Bei über fünf Jahre alten Tieren kann es fast weiß sein). Charakteristisch ist die weiße Schwanzspitze und ein dunkler Fleck an der Schnauzenseite, der sich bis zum Auge erstreckt. Die Kopf-Rumpf-Länge beträgt 40 bis 52 Zentimeter, die Schwanzlänge etwa 25 bis 40 Zentimeter, im Durchschnitt sind die Weibchen etwas kleiner als die Männchen. Die Hinterfußlänge beträgt durchschnittlich 10 bis 11 Zentimeter, die Ohrlänge 94 bis 98 Millimeter.
- - Blassfuchs

Der Blassfuchs aus dem nördlichen Afrika ähnelt dem Kapfuchs. Die Beine und Ohren sind ziemlich lang, die Ohren an den Spitzen abgerundet. Die Grundfarbe des Steppenbewohners ist hell sandfarben, Beine und gelegentlich auch der Rücken sind rötlichbraun. Unterseite, Gesicht und Ohrinnenseiten sind heller, manchmal fast weiß. Im Unterschied zum etwa gleich großen Rüppellfuchs besitzt der Blassfuchs eine schwarze Schwanzspitze. Die Kopf-Rumpf-Länge beträgt etwa 40 cm, der Schweif ist etwa 25 cm lang.
- Kamafuchs oder Kapfuchs aus Kapland, bis Angola und Südrhodesien, nicht im Krügerpark. Rücken und Oberseite des langen, buschigen Schwanzes sind silbergrau, der Kopf und die Beine blassgelb, charakteristisch sind die großen Ohren. Nach Brass kamen nur selten Felle in den Handel, aus damals Deutsch-Südwestafrika (Namibia) jedoch «öfters aber die von den Eingeborenen aus den Fellen dieses Fuchses angefertigten „Karosse“».[15][37]
- Fennek oder Wüstenfuchs aus Nordafrika aus der Sahara und den angrenzenden Gebieten sowie in Teilen der Sinai-Halbinsel. Er ist der kleinste und zierlichste aller Wildhunde. Das Fell ist nur 36 bis 41 cm lang, der Schwanz 18 bis 31 cm. Charakteristisch sind die im Verhältnis längsten Ohren aller Fuchsverwandten. Im Vergleich zu anderen afrikanischen Fuchsarten ist das Fell langhaariger, wollig und weich; cremegelb mit leicht rostbraunem Anflug am Rücken oder fast reinweiß. Die Wamme ist weiß; die Gesichtsmaske weiß mit braunen Streifen. Der Schwanz ist buschig mit einem groben, schwarzbraunen Büschel am Ende. Das Fell wurde kaum gehandelt (Stand 1988)[15][22], wird aber im nördlichen Afrika noch den Touristen angeboten.[38]
- Löffelfuchs oder Löffelhund, in seinem Verbreitungsgebiet kann er am ehesten mit dem Kapfuchs, der aber kleinere Ohren und einen noch buschigeren Schwanz hat, verwechselt werden.[39] Die Ohren als das auffallendste Merkmal der Art sind etwa 13 cm lang. Im Verhältnis zur Körpergröße hat unter den Hunden nur der Fennek größere Ohren. Die Kopf-Rumpf-Länge beträgt 46 bis 66 cm, hinzu kommen 23 bis 34 cm Schwanz. Die Haare des Unterfells sind grau mit weißen Spitzen und etwa 3 cm lang; die Deckhaare schwarz mit weißer Spitze, sie messen etwa 5,5 cm. Das Gesicht zeigt eine schwarze Maskenzeichnung, die in der Form an den Waschbären erinnert.[40]

Fuchsfelle werden teils geschlossen, mit dem Haar nach innen oder nach außen, sowie auch in der Wamme aufgeschnitten angeliefert. Rotfuchsfelle werden zu allen Arten der Pelzbekleidung und zu Decken, hauptsächlich zu Besätzen, verarbeitet, flache Sorten werden auch gelegentlich zu Tafeln vorkonfektioniert und dann auch für Innenfutter verwendet.

## Rohsortimente für Rotfüchse

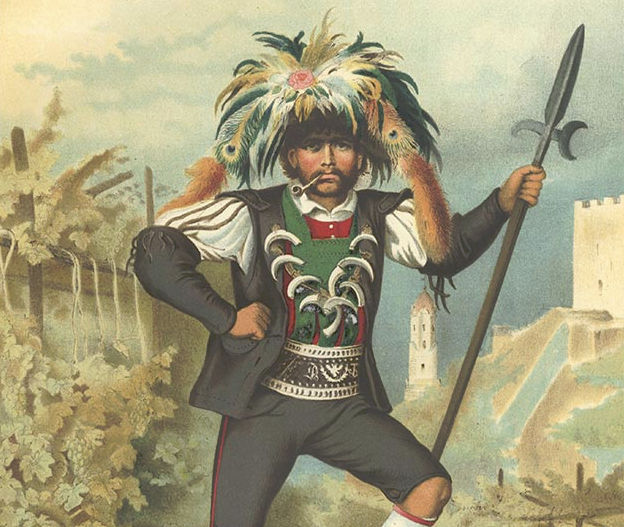
Weinhüter aus Tirol mit floralem Kopfschmuck mit zwei Fuchsschweifen (19. Jh.)

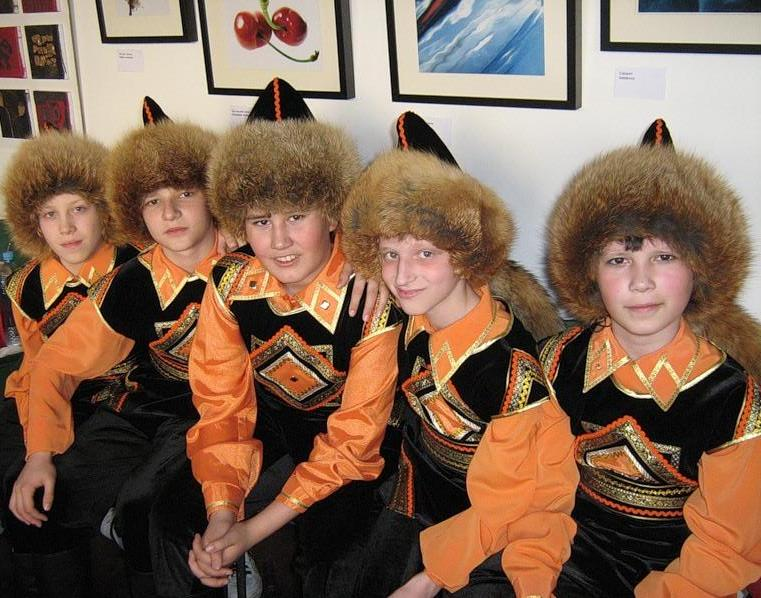
Jungen aus Baschkirien mit Rotfuchsmützen (2011)

Etwa ein Drittel der Rotfüchse wird, roh, auf Auktionen versteigert (Stand 1988), der Rest geht in den freien Handel. Die Auktionsware wird dazu in verschiedene Qualitäten und Sorten sortiert.
1. Das Russische Standard-Sortiment
| I.  |     | Sorte | = | reine einwandfreie Felle                                                       |  | II.  | ./. | 25 %  | = | beschädigte und defekte der Sorte II         |
| I.  | ./. | 10 %  | = | ganz leicht defekte der I. Sorte                                               |  | II.  | ./. | 50 %  | = | stark beschädigte der Sorte II               |
| I.  | ./. | 25 %  | = | beschädigte oder defekte der I. Sorte                                          |  | III. |     | Sorte | = | sogenannte halbe (flache, stark grünledrige) |
| I.  | ./. | 50 %  | = | stark beschädigte der I. Sorte                                                 |  | III. | ./. | 10 %  | = | leicht defekte der Sorte III                 |
| II. |     | Sorte | = | Übergang, d. h. leicht grünledrige Felle, jedoch einwandfrei im Leder und Haar |  | III. | ./. | 25 %  | = | beschädigte oder defekte der Sorte III       |
| II. | ./. | 10 %  | = | leicht defekte der Sorte II                                                    |  | IV.  |     | Sorte | = | Schwarten, ganz flache (Sommerfelle)         |

2. Das Chinesische Rotfuchs-Sortiment
I. Sorte, II. Sorte, III. Sorte, Low
3. Das Mongolische Fuchs-Sortiment
Etwa wie das russische aufgebaut, die Sortierung ist jedoch wesentlich schlechter.
4. Das deutsche Fuchs-Sortiment
| Oberköpfe =         | Selected (ausgesuchte Ware)            |
| Prima weißledrige = | I. Sorte; einwandfrei                  |
| Prima grünledrige = | I. Sorte; leicht grünledrig            |
| Dreiviertel =       | II. Sorte; grünledrig (Übergangsfelle) |
| Halb =              | III. Sorte                             |
| Viertel =           | IV. Sorte                              |
| Schwarten =         | Flache Sommerfelle                     |
| leicht beschädigte  |                                        |
| Beschädigte         |                                        |
| Schuss              |                                        |

Einheitssortiment der Kanadischen und Amerikanischen Füchse sowie der restlichen Europäischen Rot- sowie Bastardfüchse (Kreuzungen aus Rot- und Silberfuchs)
| Herkommen:   | je nach Land |
| Sorten:      | I, I & No. 2, II, III, IV, slightly, damaged (leicht beschädigte), damaged (defekt), pieces (Fellteil, Schuss), Bastard |
| Farben:      | ex dark bis ex pale |
| Größen:      | XL (über 35″), LGE (30–35″), MED (27–30″), SMALL (unter 27″)                                                            |
| Anlieferung: | meist geschlossen, Haar nach außen                                                                                      |

## Veredlung

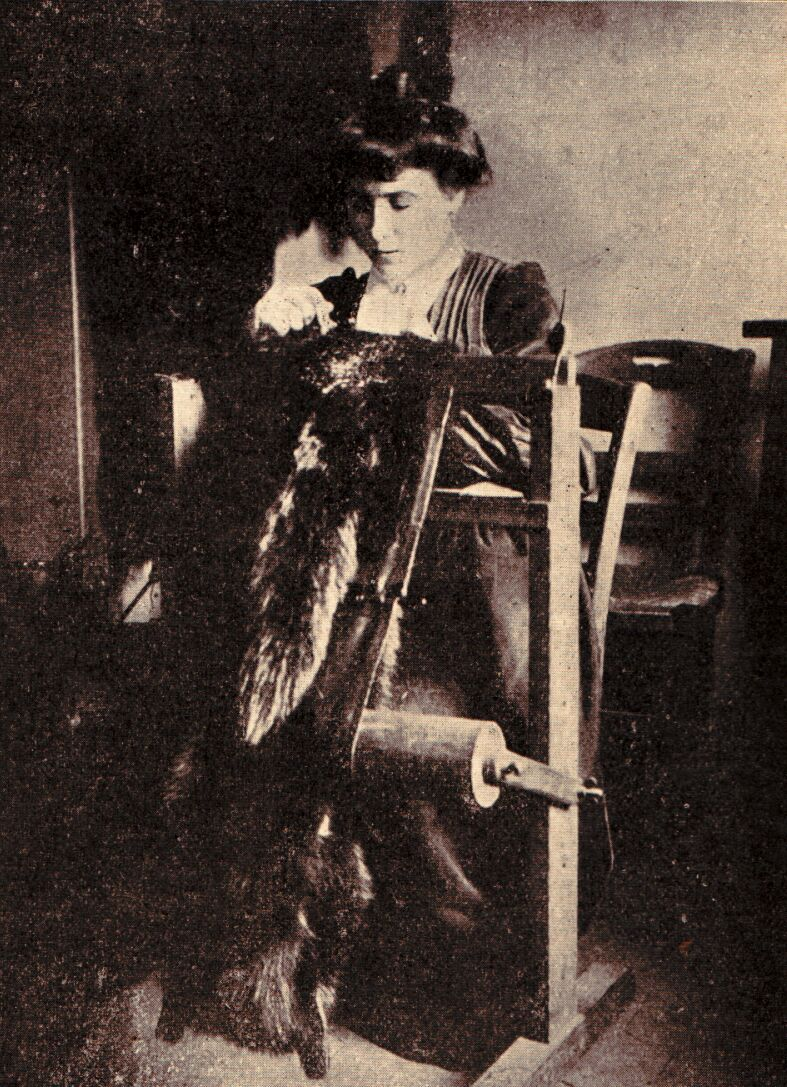
Das „Spitzen“ von Fuchsfellen (ca. 1904)

Die → Pelzveredlung von Rotfuchsfellen wurde in 1920er und 1930er Jahren zu großer Kunstfertigkeit entwickelt. Neben dem Spitzen zu Silberfuchsimitationen wurden Rotfüchse zu Blaufüchsen „veredelt“. Seitdem haben sich jedoch die Grundlagen der Veredlungs- und Gerbverfahren erheblich verbessert. Früher galt bei der Fuchszurichtung der Grundsatz, dass ein Fuchsbalg niemals mit Wasser oder einem anderen flüssigen Medium in Berührung kommen darf. Die Reinigung erfolgte ausschließlich durch Läutern mit Holzmehl und Klopfen. Damit konnten die gerade beim Rotfuchs erheblichen Schmutz- und Fettstoffe sowie Verfilzungen nur sehr unvollkommen entfernt werden, so dass das Endprodukt immer noch den Geruch des „Wildes“ an sich hatte. Die moderne Veredlung hat Mittel, diese Mängel mit Nassprozessen weitgehend auszuschalten. Mit Reinforcing- und Schönungs-Verfahren können schlechtfarbige Rotfüchse heute farblich aufgebessert werden. Bei schakalfarbigen Fellen werden durch Schönen die Farbnuancen mehr von grau zu einem Graublau verändert. Schwachfarbige Rotfüchse werden durch den Zusatz von organischen Rotkomponenten im Rotanteil aufgebessert, was besonders bei australischen Rotfüchsen gut zur Wirkung kommt.
Rotfuchsfelle werden je nach Bedarf und Mode in der Pelzveredlung naturell oder gefärbt verarbeitet. Werden sie gefärbt, meist für Besatzzwecke, kann man drei Farbgruppen unterscheiden:
- Farben, mit denen versucht wird, edlere Fuchsarten zu imitieren, wonach das Imitat möglichst täuschend genau die Farbe, aber nicht die Haarfülle und Haarlänge der Zucht-Edelfuchsarten aufweist.

Hierzu gehören Silberfuchs-, Kreuzfuchs- und Blaufuchsfarben, die Kamtschatka-Blendfarbe und das so genannte Mongolischbleichen. Für die Silberfuchsfarbe eignen sich hellere Rotfüchse, bei denen das Haar nach dem Pumpf zu bereits viele weißgraue bis weiße Grannenspitzen aufweist. In der ersten Hälfte des 20. Jahrhunderts erzielte man auch gute Ergebnisse mit dem „Spitzen“, bei dem man helle Grannenhaare in das gefärbte Rotfuchsfell einklebte. Dafür wurden unter anderem weiße Dachshaare, zuletzt auch Ziegenhaare verwendet.

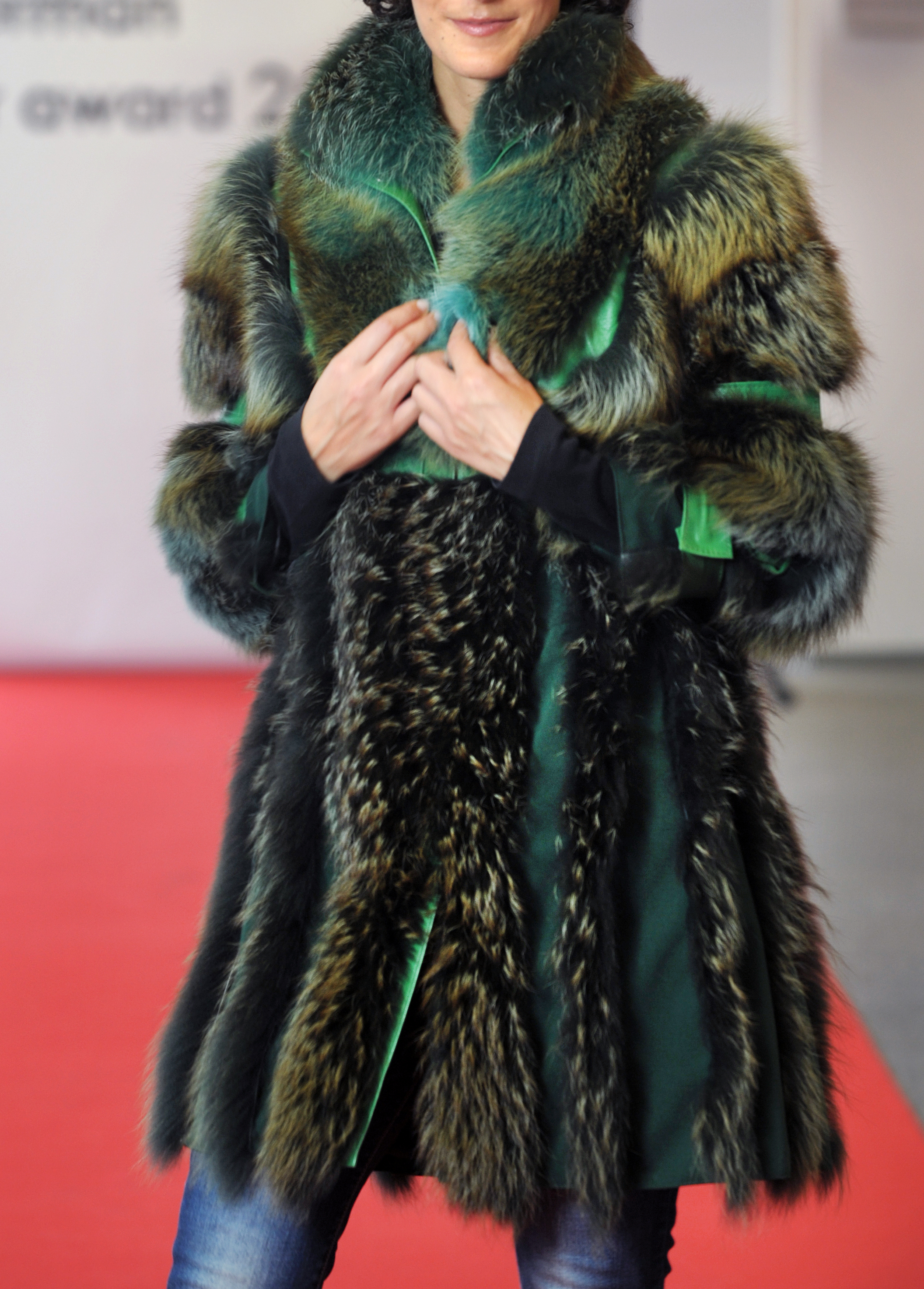
Rotfuchsmantel, grün gefärbt (Schweiz, 2011)
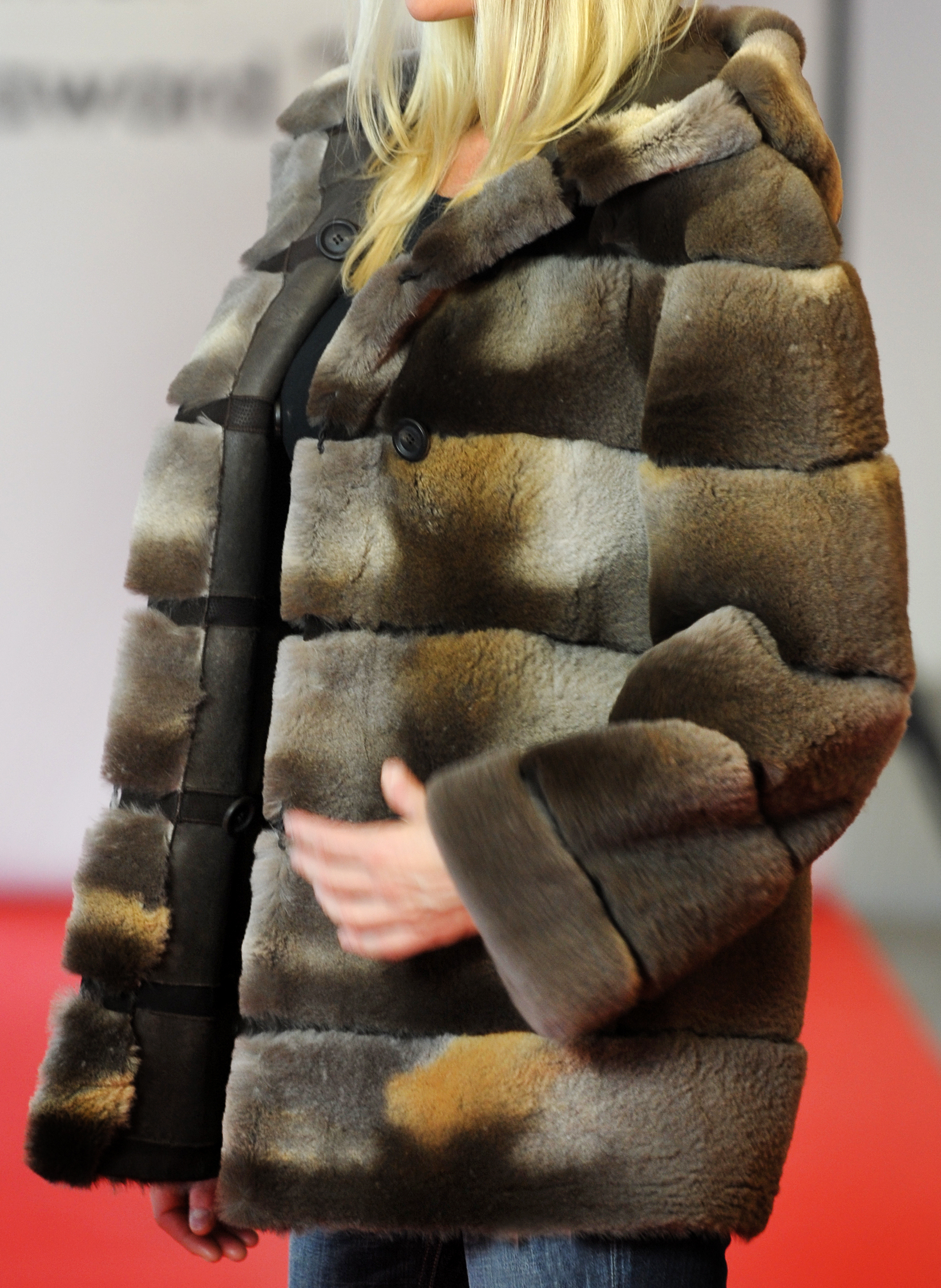
Rotfuchsjacke, geschoren (Schweiz, 2011)

Für Kreuzfuchsfarben eignen sich fast alle Rotfüchse, besonders gut natürlich solche Felle, die bereits eine besonders ausprägte, dunkle Kreuzzeichnung im Nacken und auf den Schultern aufweisen.
Blaufuchsfarben wurden auf dem Höhepunkt der Fuchs- bzw. Langhaarbesatzmode ebenfalls mit Erfolg in verschiedenen Tönungen auf Rotfuchsfellen gefärbt. Für Dunkelblaufuchs sind ausnahmslos alle Landfüchse geeignet. Für helle Blaufuchsfarben benötigt man bereits helle Fuchsfelle, die in Haar und Leder völlig einwandfrei sind, damit sie den dem Färben vorangehenden Bleichprozess aushalten.
Für die etwa vor 1950 entstandene Kamtschatka-Rotfuchsfarbe werden ganz rauche, vollgrannige Rotfuchsfelle verwendet.
Ebenso für das Mongolischbleichen, das Imitieren von mongolischen Füchsen, für das nur gute, gesunde, möglichst rauche Felle geeignet sind.
Eine besondere Rolle unter den Fuchsfarben spielte die Alaskafarbe, in die man ebenfalls Rotfüchse färbte, das Produkt war auch als Alaskafuchs oder Sittkafuchs im Handel. Die Erstfärbung stammt von der Firma F. A. Sieglitz & Co. in Leipzig-Lindenau. Das Aussehen ist ähnlich dem Schwarzfuchs, das ist ein Silberfuchs ohne Silberung, also ohne die silbrige Ringelung der Grannenhaare. Nach dem Färben wurden die Alaskafüchse zum Teil noch silberfuchsartig gespitzt.
- Farben, mit denen andere Fellarten nachgeahmt werden.

Rotfuchsfelle verschiedener Herkunft werden vor allem zobel-, marder- und skunkfarbig umgefärbt. Für die dunklen Skunkfarben eignen sich alle Rotfuchsfelle, für dunkle Marderfarben die hellen Füchse, für helle Marderfarben müssen sie zusätzlich von sehr guter Qualität sein, damit sie die Bleiche überstehen.
- Modefarben, häufig abgestimmt auf die jeweils aktuellen Trendfarben der Textilbranche.

In den 1950er Jahren verzeichnet ein Fachbuch folgende Phantasie- oder Modefarben für Rotfuchsfelle: Beige- oder Sandfarbe, Bernstein, Elfenbein, Isabella, Modebraun, Schwarz, Marineblau, Dunkelblau, Schieferblau, Nachtschatten, Patagonischblau, Silberblau, Taubenblau, Slate und Platin.
Geeignet sind
Helle Füchse für Isabella.
Gute helle (wegen der Bleiche) für Modebraun, Isabella, Beige und Sand.
Ausgesuchte, geeignete für Bernstein, Elfenbein und Beige.
Fast alle für Marineblau, Dunkelblau, Schieferblau, Nachtschatten und Patagonischblau (je schöner die Felle sind desto besser wird das Ergebnis).
Nur die hellen mongolischen, türkischen und persischen Füchse für Taubenblau, Slate, Platin (werden ebenfalls vor dem Färben gebleicht).
In Zeiten, in denen geschorene und gerupfte Pelze aktuell waren, wurden ohne größeren kommerziellen Erfolg auch immer wieder Füchse auf diese Optik hin geschoren. Der schwedische Kürschnermeister Gösta Svedbergh ließ im Jahr 1942 Rotfüchse verschiedener Herkommen rupfen und scheren sowie braun und schwarz färben. Das Verfahren für die von ihm „Svedfox“ genannten Pelze ließ er sich in verschiedenen Ländern patentieren. Eine andere fachliche Bezeichnung für geschorene Füchse war damals, allerdings wohl nur wenig gebräuchlich, Sealfuchs. Heute werden üblicherweise, wie bei anderen Pelzarten, auch geschorene Fuchsfelle meist mit dem Namenszusatz „Samt“ oder „Soft“ anstelle „Seal“ versehen, also Samtfuchs oder Softfuchs. Bei Rotfüchsen kann das Scheren eine sehr schöne Optik bewirken, die ähnlich dem Phantombiber ist. Als Schurhöhe wurde um die 12 bis 14 Millimeter empfohlen.

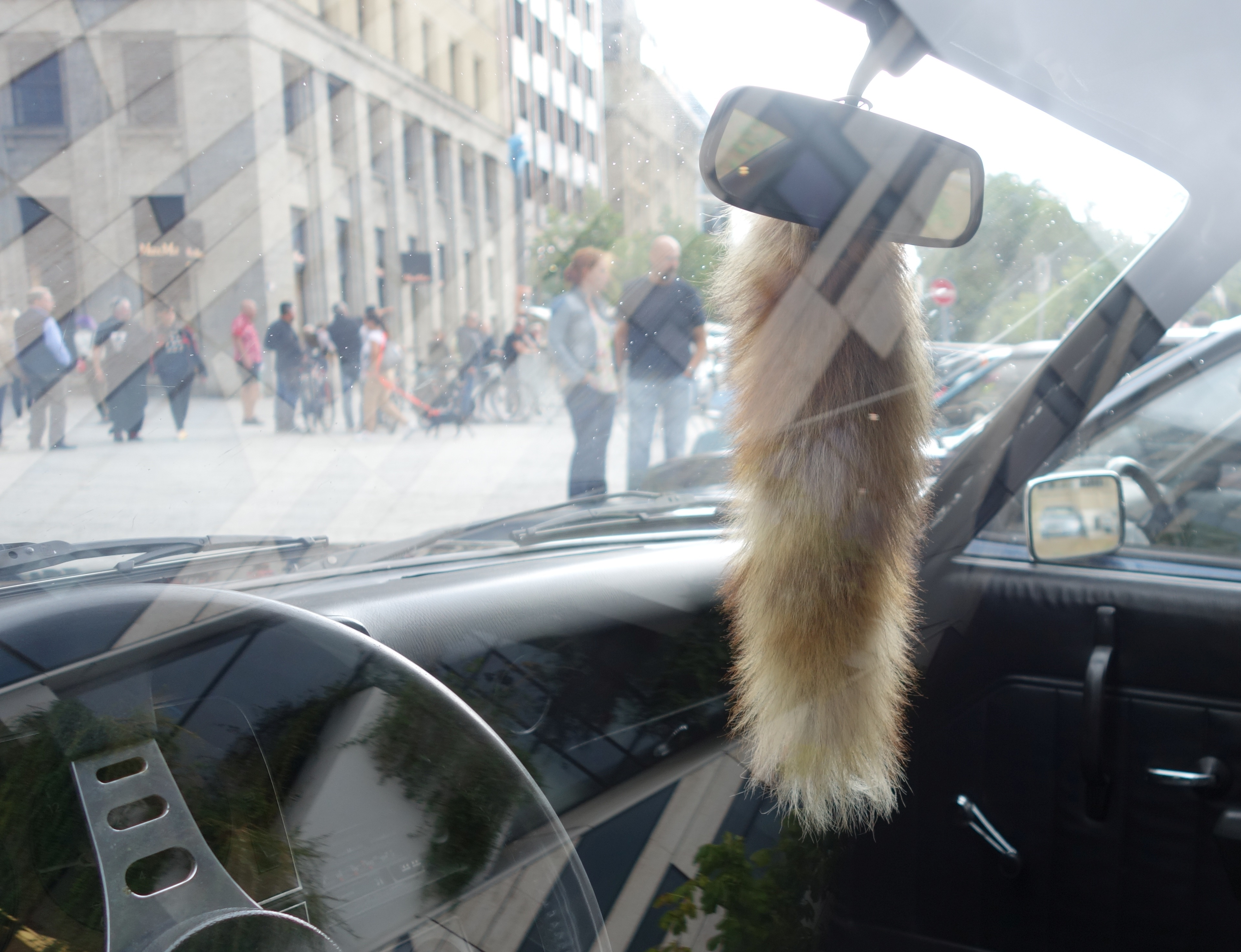
Rotfuchsschweif, selbstironisches Attribut der Mantafahrer (2020)

## Verarbeitung, Verwendung

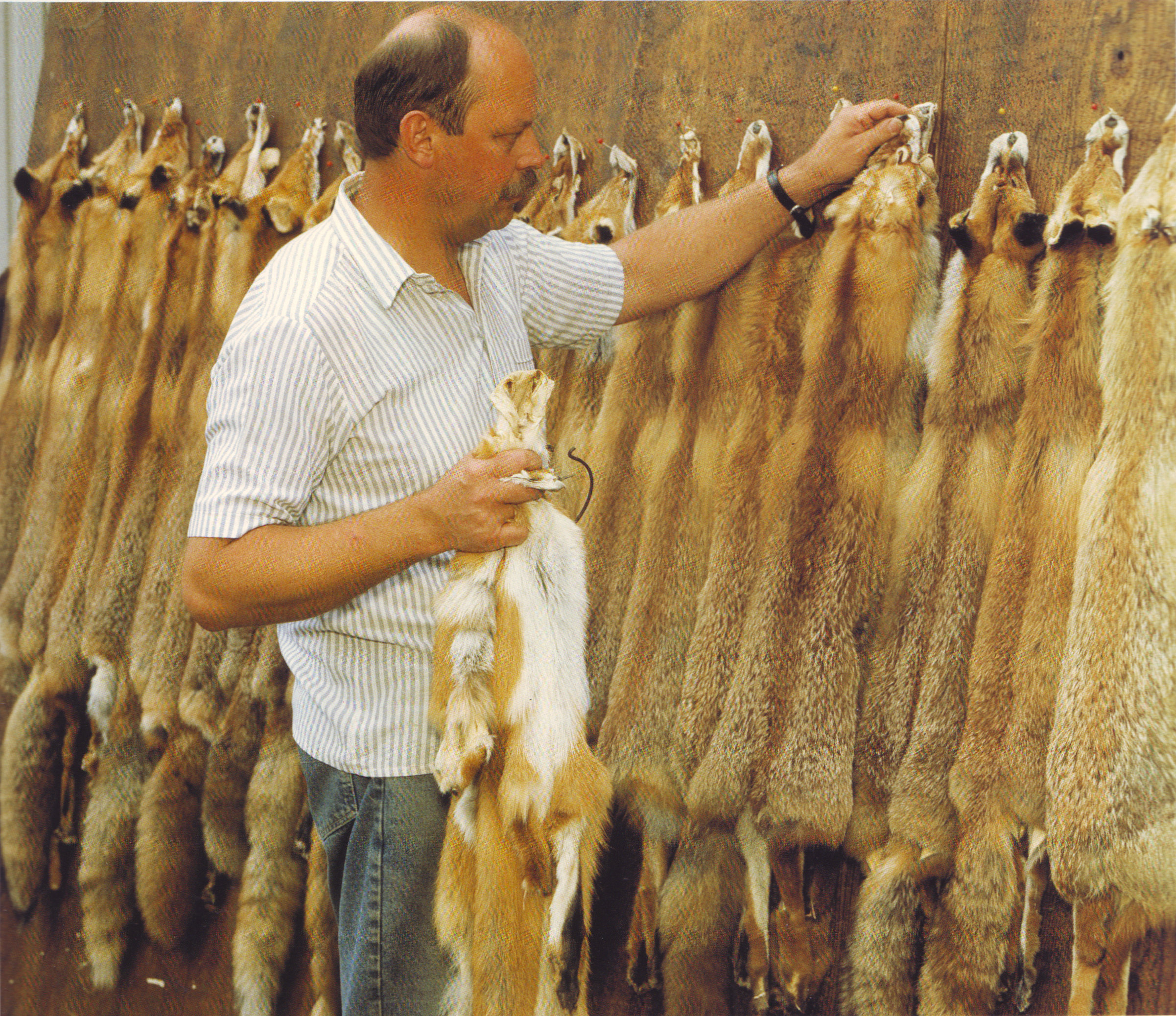
Sortieren von Rotfuchsfellen

Wie alle Fuchsfelle wird das Rotfuchsfell auch heute noch bevorzugt für Besätze und kleinere Accessoireteile, bis hin zur Weste, genutzt, je nach Mode jedoch auch für Mäntel und Jacken. Als sehr warmes Innenfutter findet es im Zeitalter beheizter Autos und Bahnen kaum mehr Verwendung. Mit der ersten Welle der Langhaar-Pelzmode endete im ersten Viertel des 19. Jahrhunderts wegen des gestiegenen Preises die Zeit der, meist acht- bis zehnfelligen, Wagendecken aus diesem Material. In den 1990er Jahren, als Rotfuchsfelle wieder billig zu haben waren, erlebte die Fuchsdecke als attraktives Wohnaccessoire eine kleine Renaissance. Wurde das Rotfuchsfell zu allen Zeiten fast nur für Damenpelze genutzt, fand es auch in geringerem Umfang immer wieder Eingang in die Herrenmode: Im Mittelalter als Innenfutter, später als Jagdmuff und heute als Besatz oder als Kapuzenverbrämung.

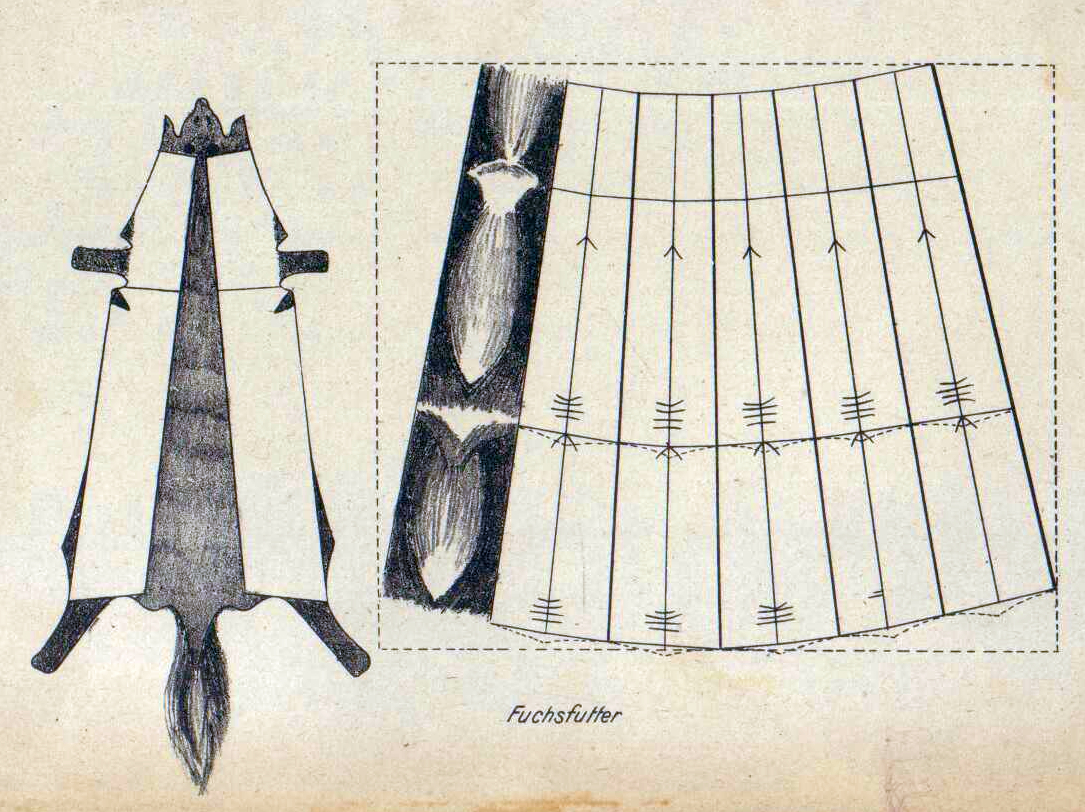
Arbeiten eines Innenfutters aus Fuchswammen (1895)

Wie bei den meisten Fellarten wird auch vom Rotfuchs jedes Fellteil verarbeitet. Aus den bei der Verarbeitung oft abfallenden, hellen Bauchseiten werden Fuchswammentafeln angefertigt, aus den Läufen Fuchspfotentafeln, fälschlicherweise auch Fuchsklauentafeln genannt, die Bezeichnung Klaue sollte eigentlich den Lammextremitäten vorbehalten sein. Diese Halbfertigprodukte werden dann weiter bevorzugt zu Innenfuttern, aber auch zu Mänteln, Jacken, Westen und anderem verarbeitet. Der Hauptort für die Verwertung der in Europa anfallenden Pelzreste ist Kastoria in Griechenland sowie der in der Nähe liegende kleinere Ort Siatista. Aus den Schweifen werden Kapuzenverbrämungen gearbeitet, auch dienen sie als auffällige Schlüssel- oder Taschenanhänger, entweder in voller Länge oder als Pompon.
Für kleine Pelzteile kann das Rotfuchsfell mit seiner, bei guter Gerbung in feuchtem Zustand sehr zügigem Leder, in jede gewünschte Form gespannt („gezweckt“) werden.

Fuchs-Galonieren
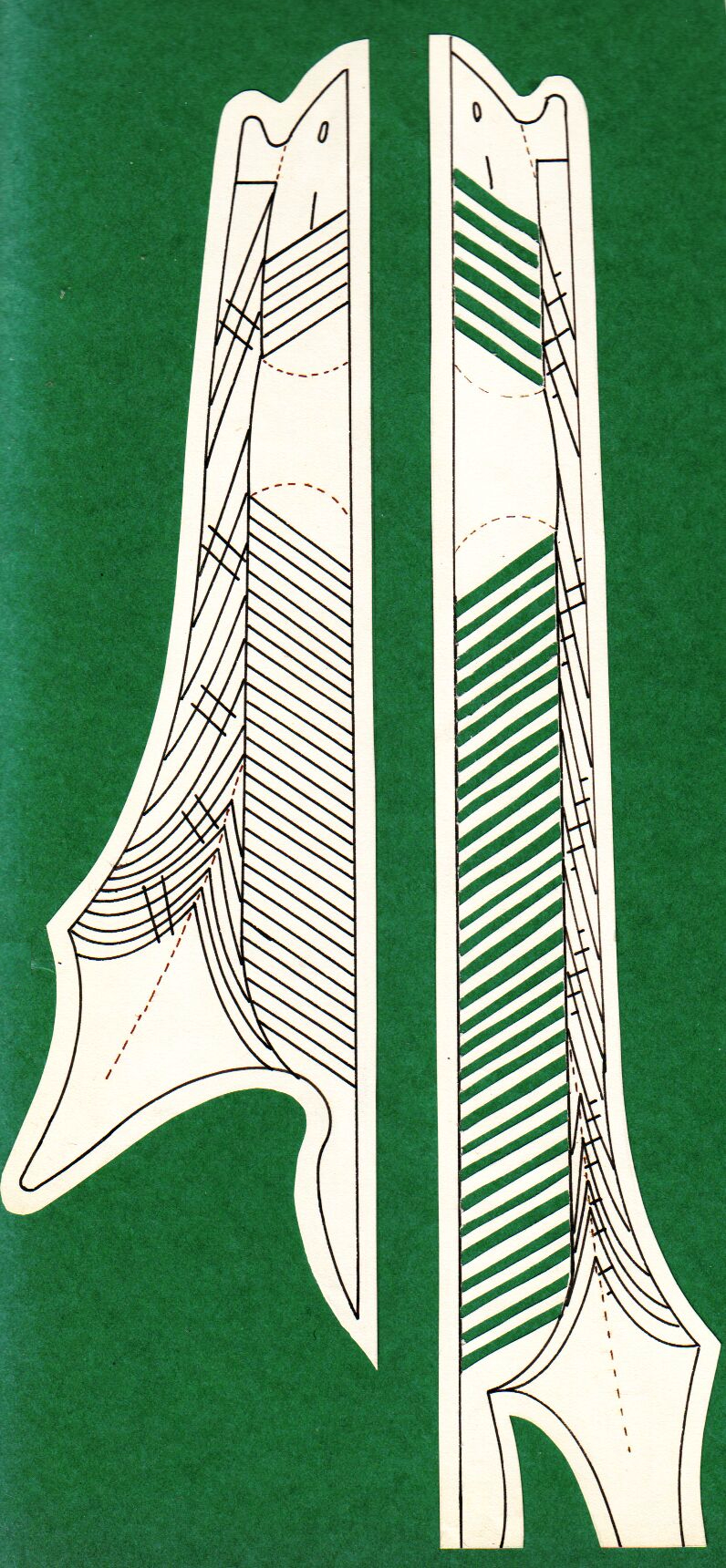
Mit Lederstreifen für ein Kollier
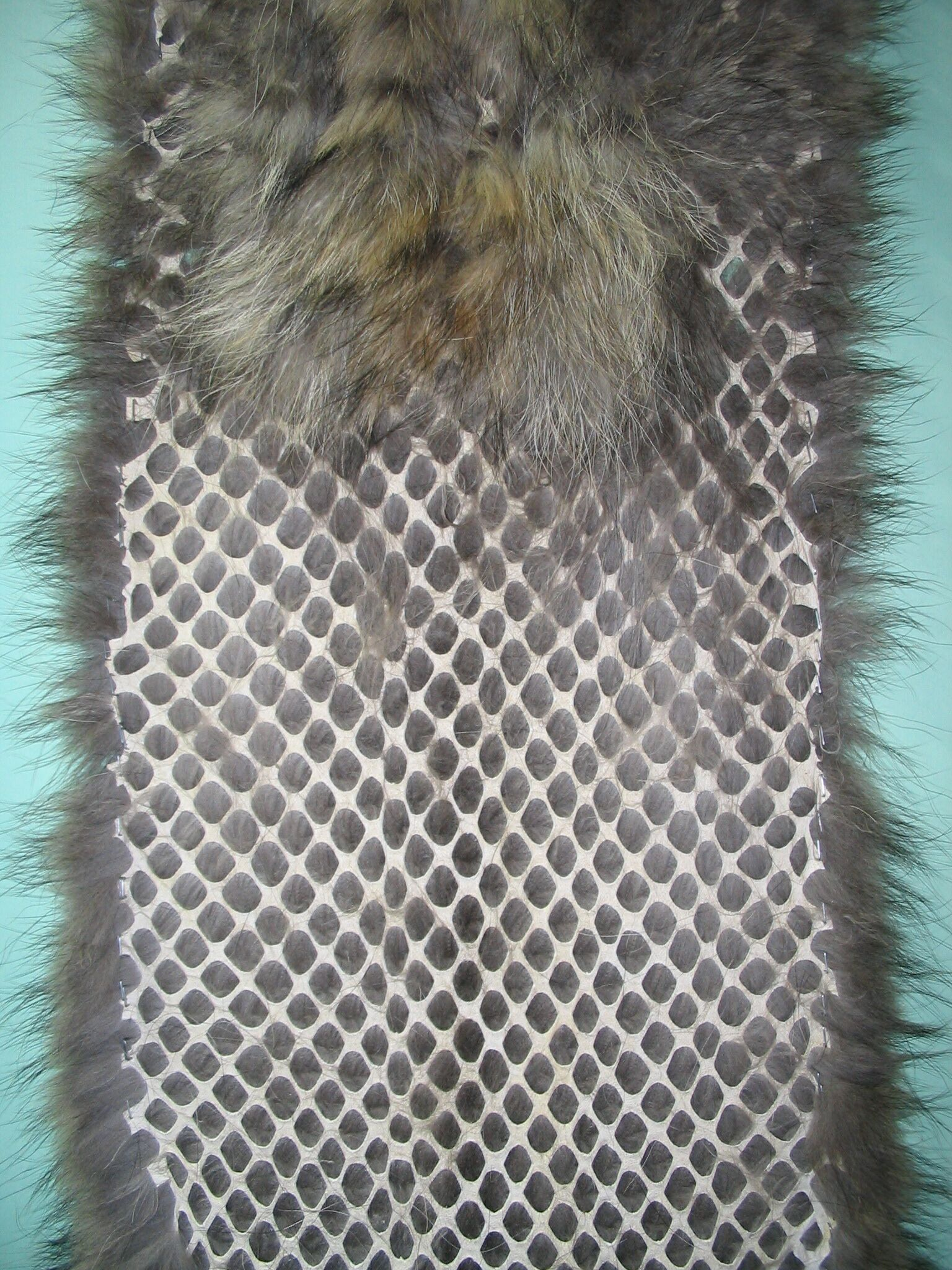
Luftgalonieren
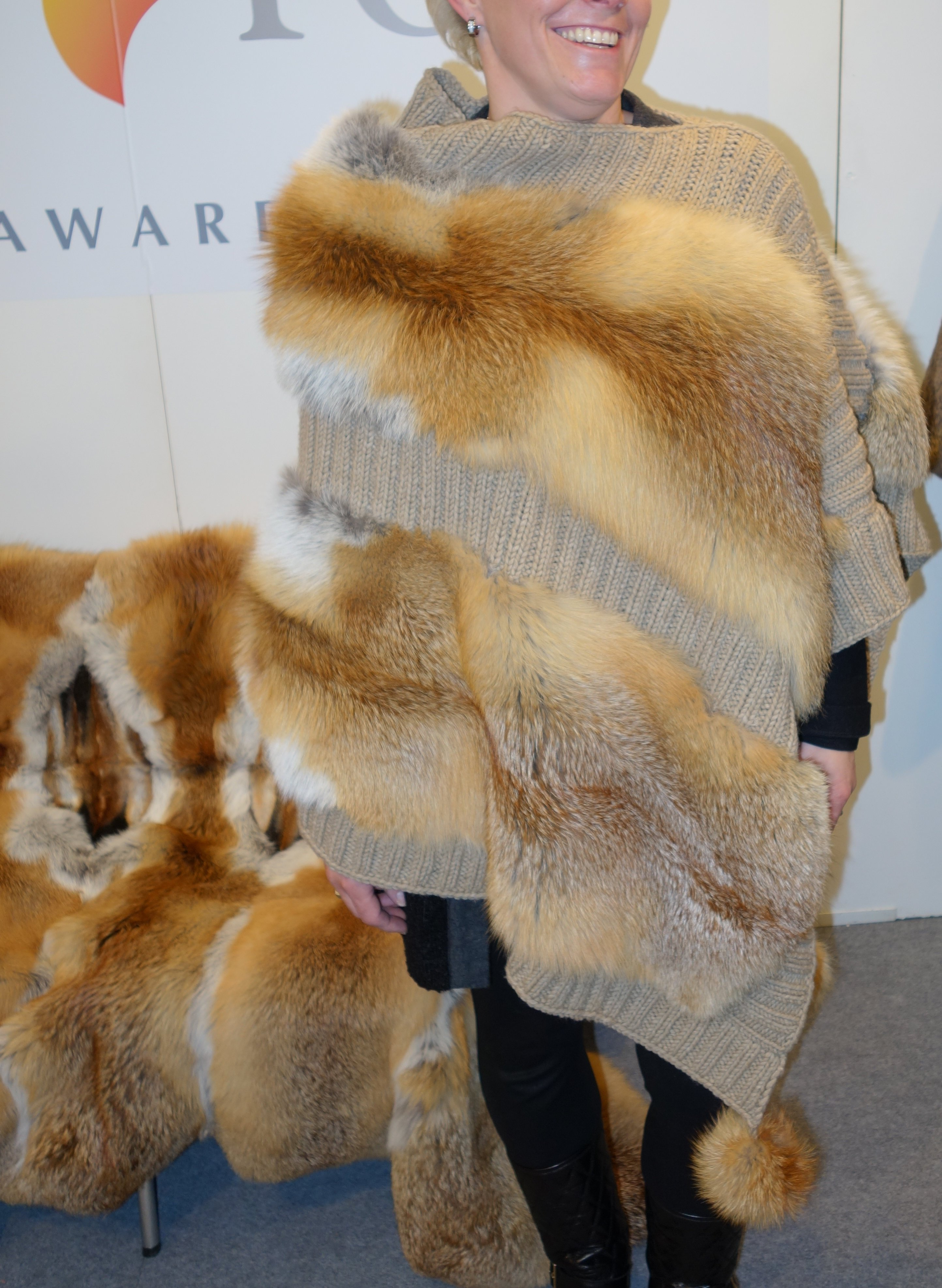
Luftgaloniertes Rotfuchscape (2014)

Für die Verarbeitung zu längeren Jacken oder Mänteln werden die Felle entweder in Rechtecken über- und nebeneinander gesetzt oder aber ausgelassen. Bei der Arbeitstechnik des Auslassens entstehen durch Schneiden und Nähen, bei gleichzeitiger Verringerung der Fellbreite, Streifen in der Länge des Kleidungsstücks.
Das Galonieren ist eigentlich wegen des dabei zum Vorschein kommenden dunklen Unterhaars für Rotfüchse weniger geeignet. Beim Galonieren werden entweder schmale Lederstreifen im dichteren Rückenfell eingesetzt, oder aber beim Luftgalonieren wird das Fell mit kurzen, versetzt angeordneten Einschnitten in feuchtem Zustand ausgespannt und abgetrocknet. In beiden Fällen findet eine Flächenvergrößerung statt. Für das Einsetzen breiterer Lederstreifen hat sich der Begriff Federn eingebürgert, nach dem dabei entstehenden Muster.
Für eine ungalonierte Rotfuchsjacke in der Länge eines Felles werden für die Konfektionsgröße 40 etwa neun bis 15 Felle benötigt, für einen Mantel etwa 22 bis 28 Felle, wobei der Materialverbrauch je nach Fellgröße, Modell und Mode erheblich abweichen kann.

Rotfuchsfell-Resteverwertung
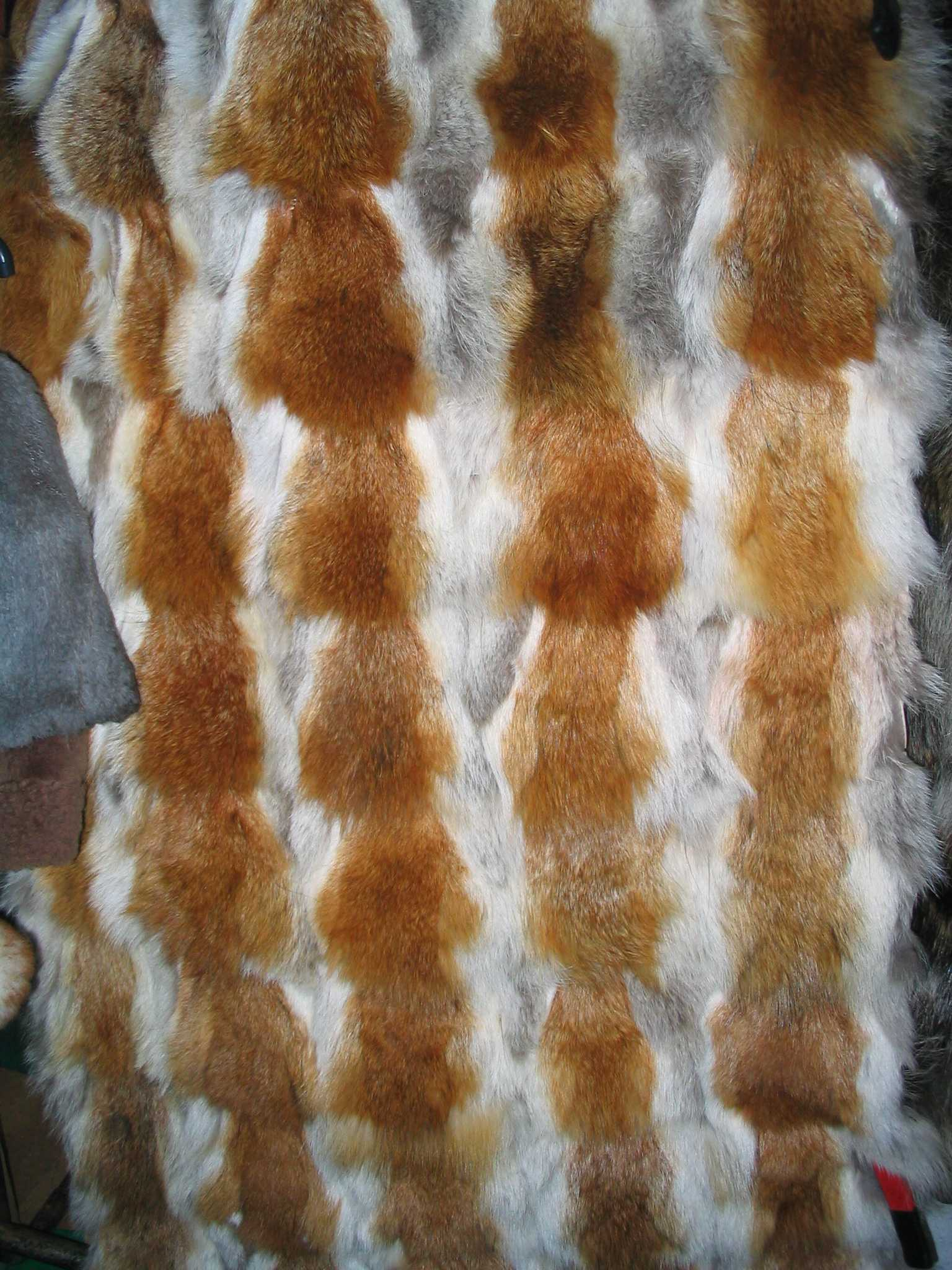
Halbfabrikat aus Kopfstücken
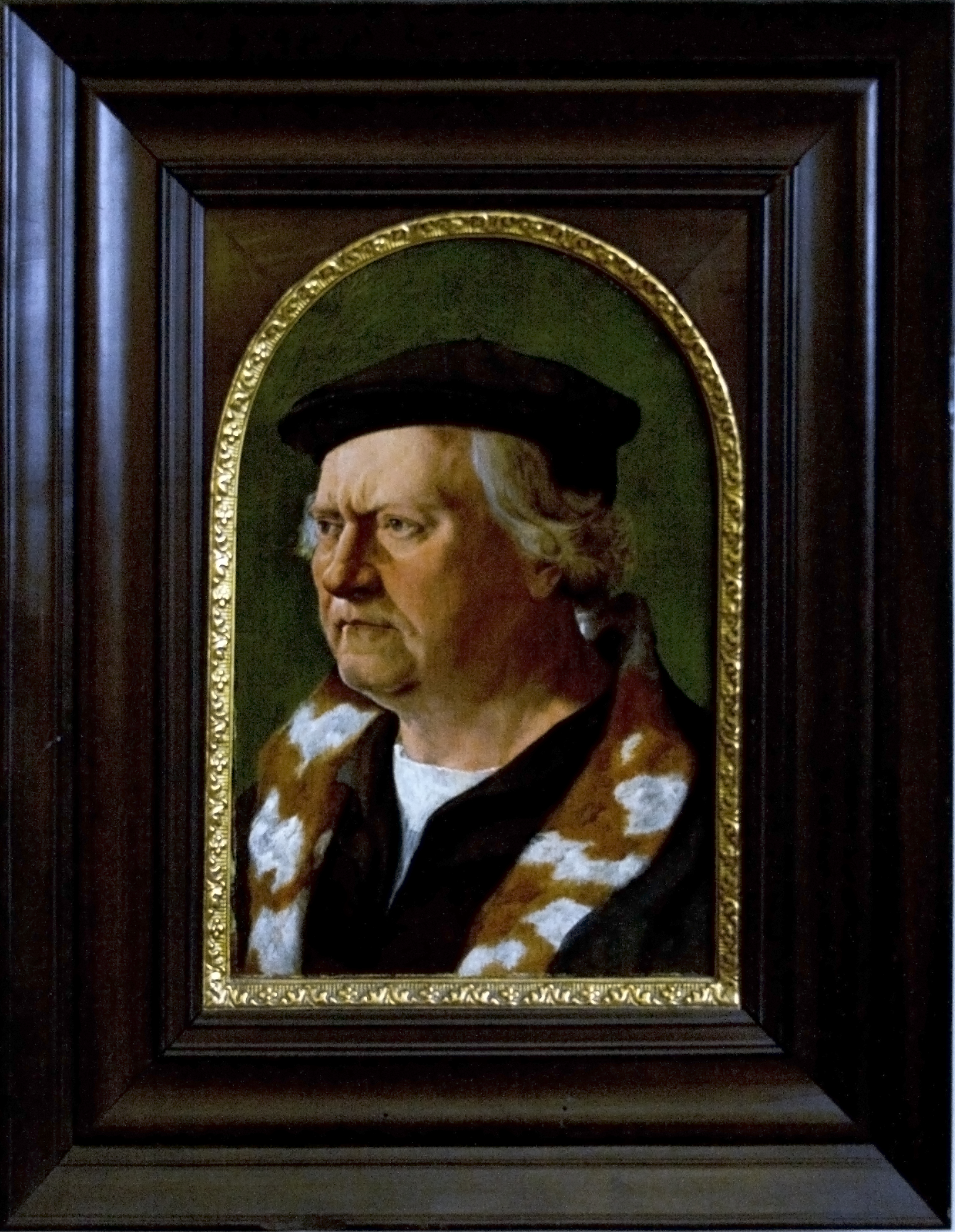
Besatz aus Kopfstücken (etwa 1530)
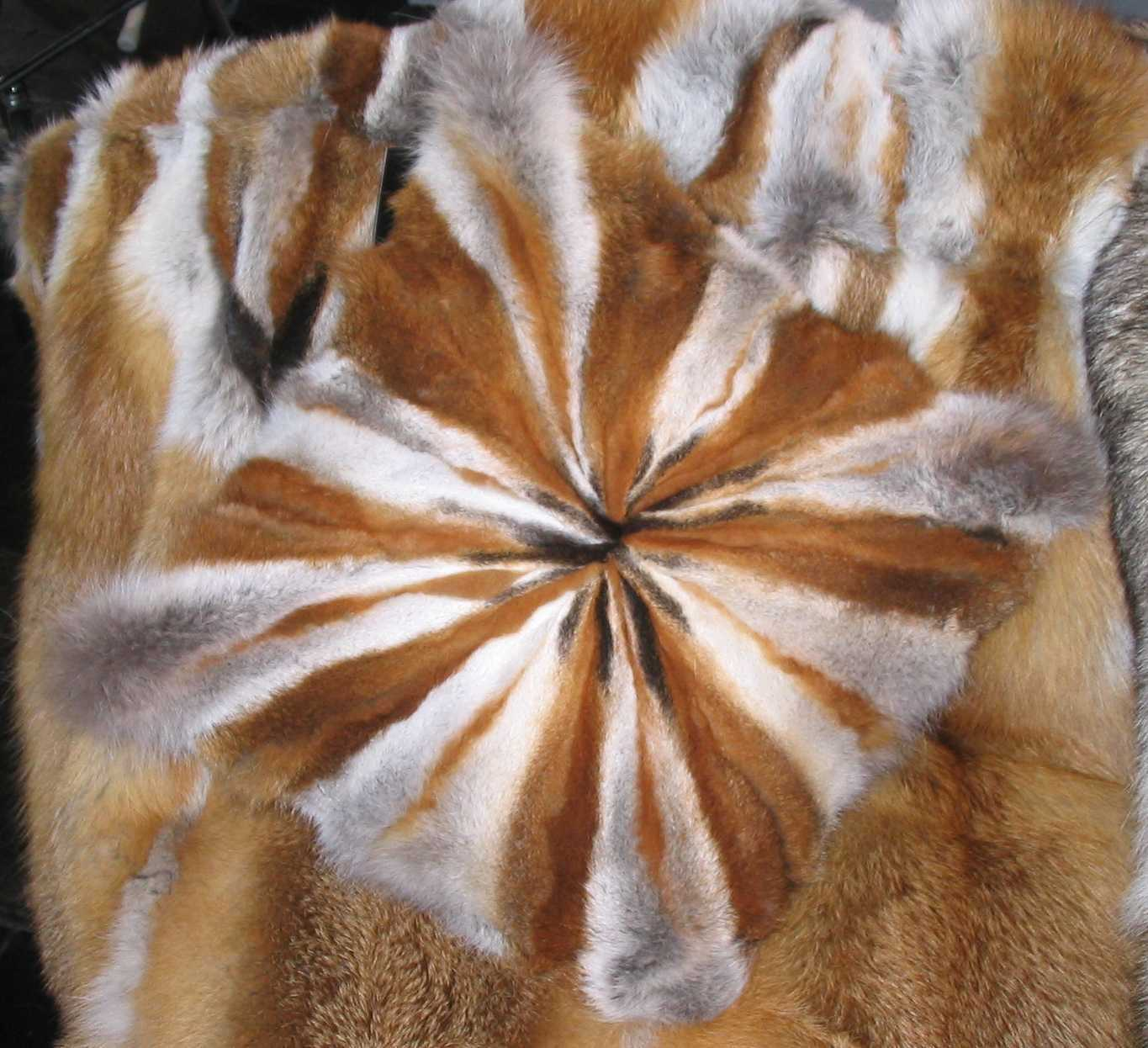
Kissen aus Pfoten, auf einer Rotfuchsdecke
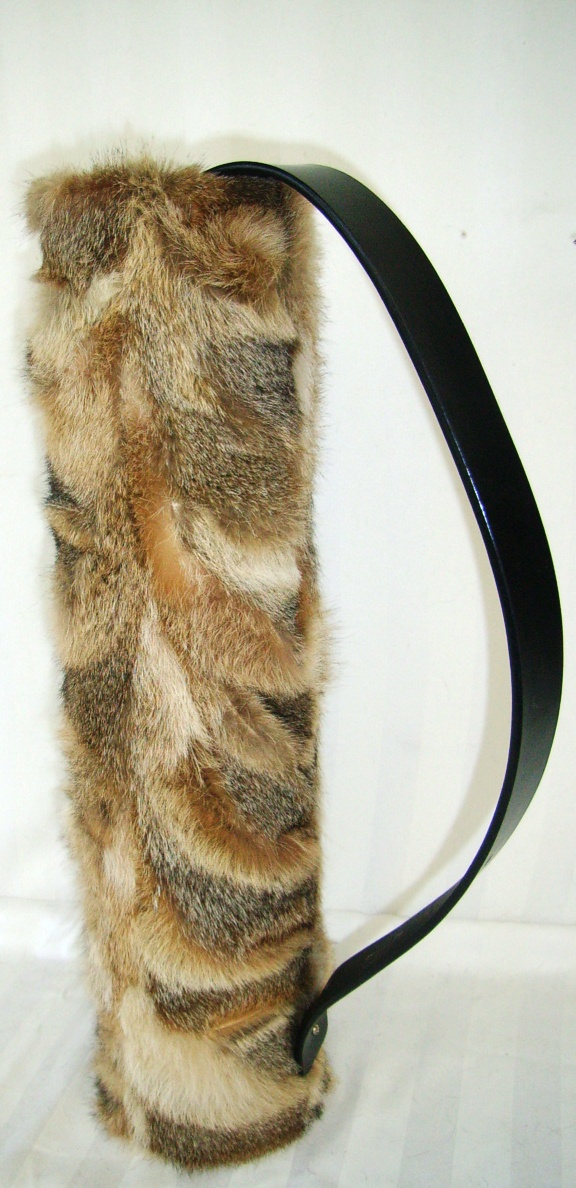
Pfeilköcher aus Pfoten für Western-Freunde (Deutschland, 2011)

## Herkommen (Abbildungen)

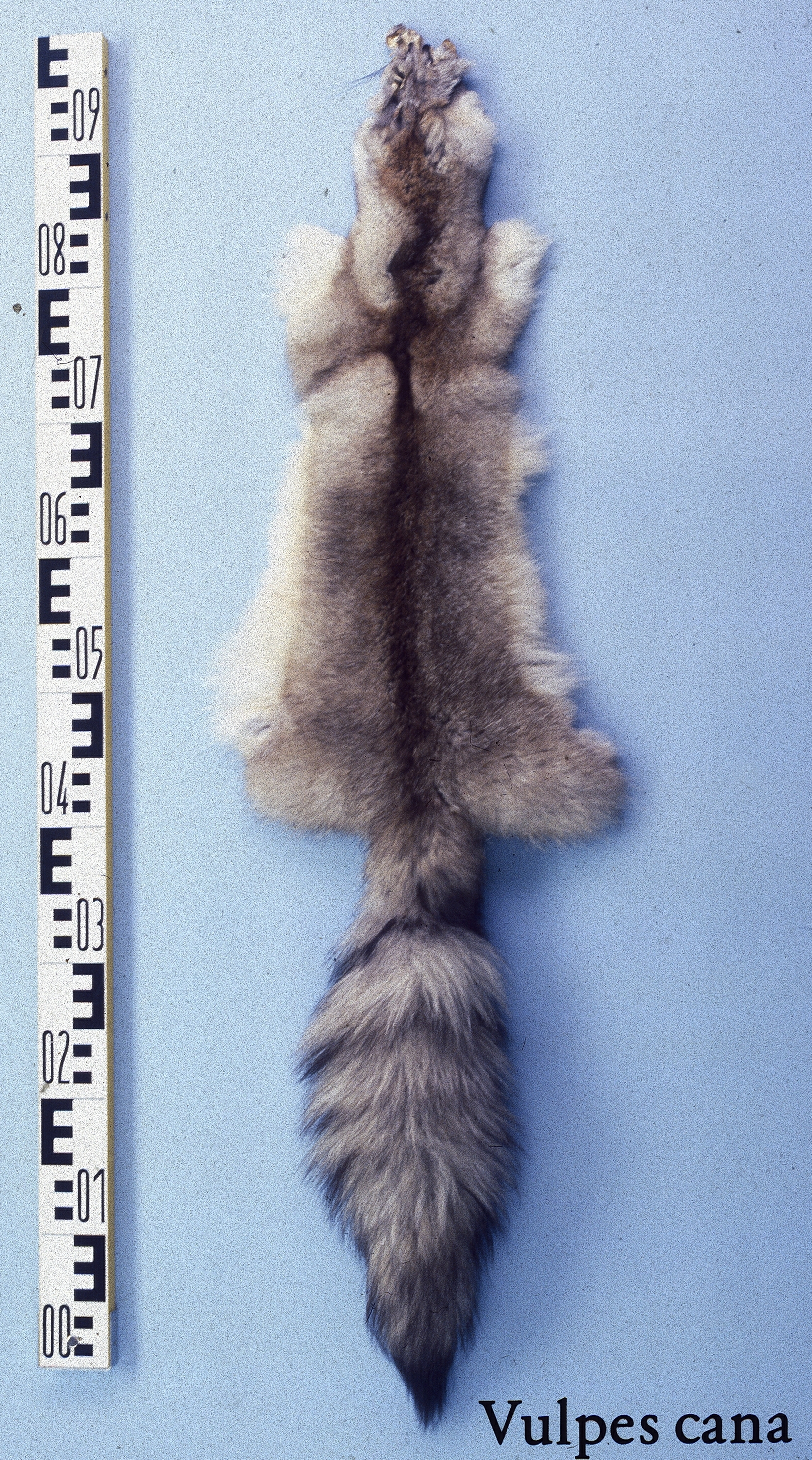
Afghanfuchs
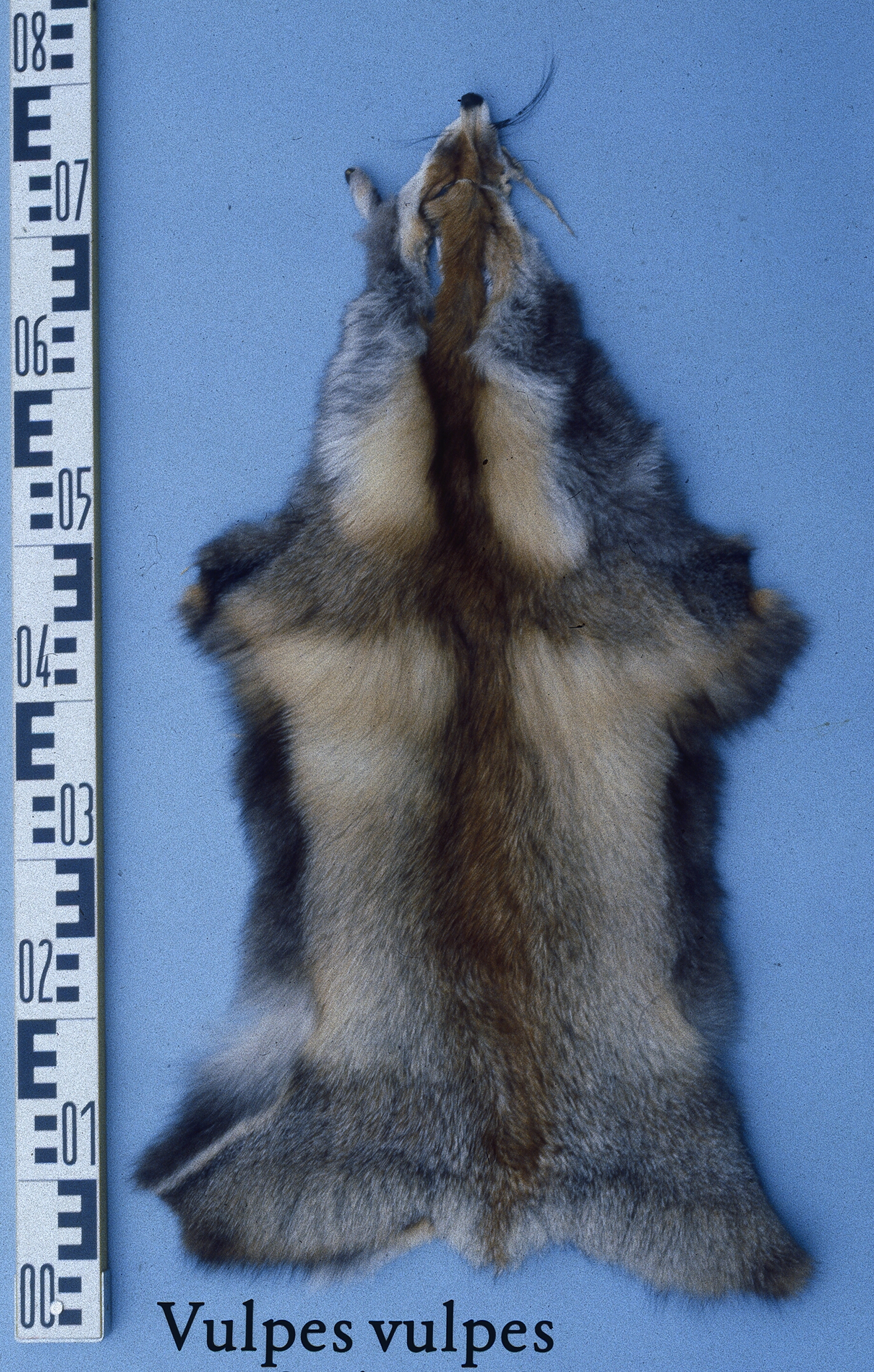
Afghanischer Rotfuchs
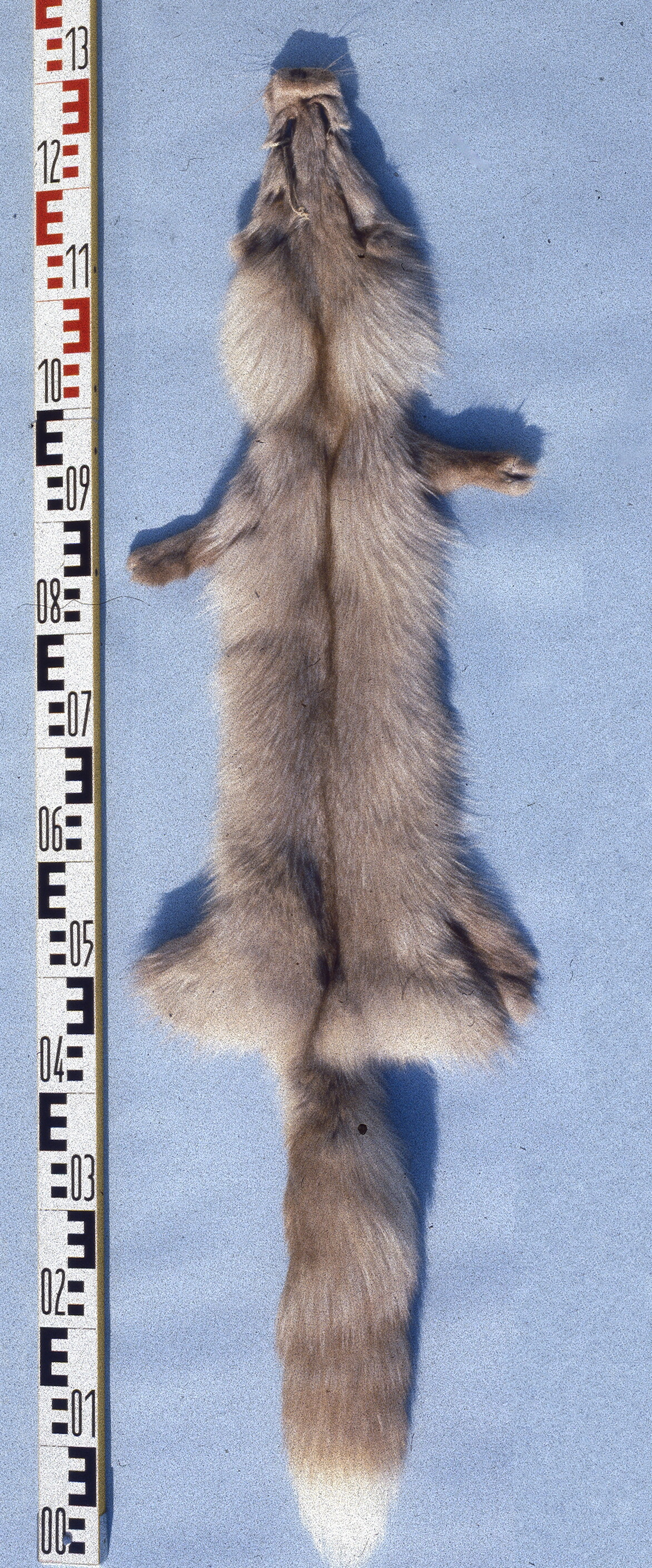
Amberfuchs (eine Rotfuchs-Mutation, Zucht)
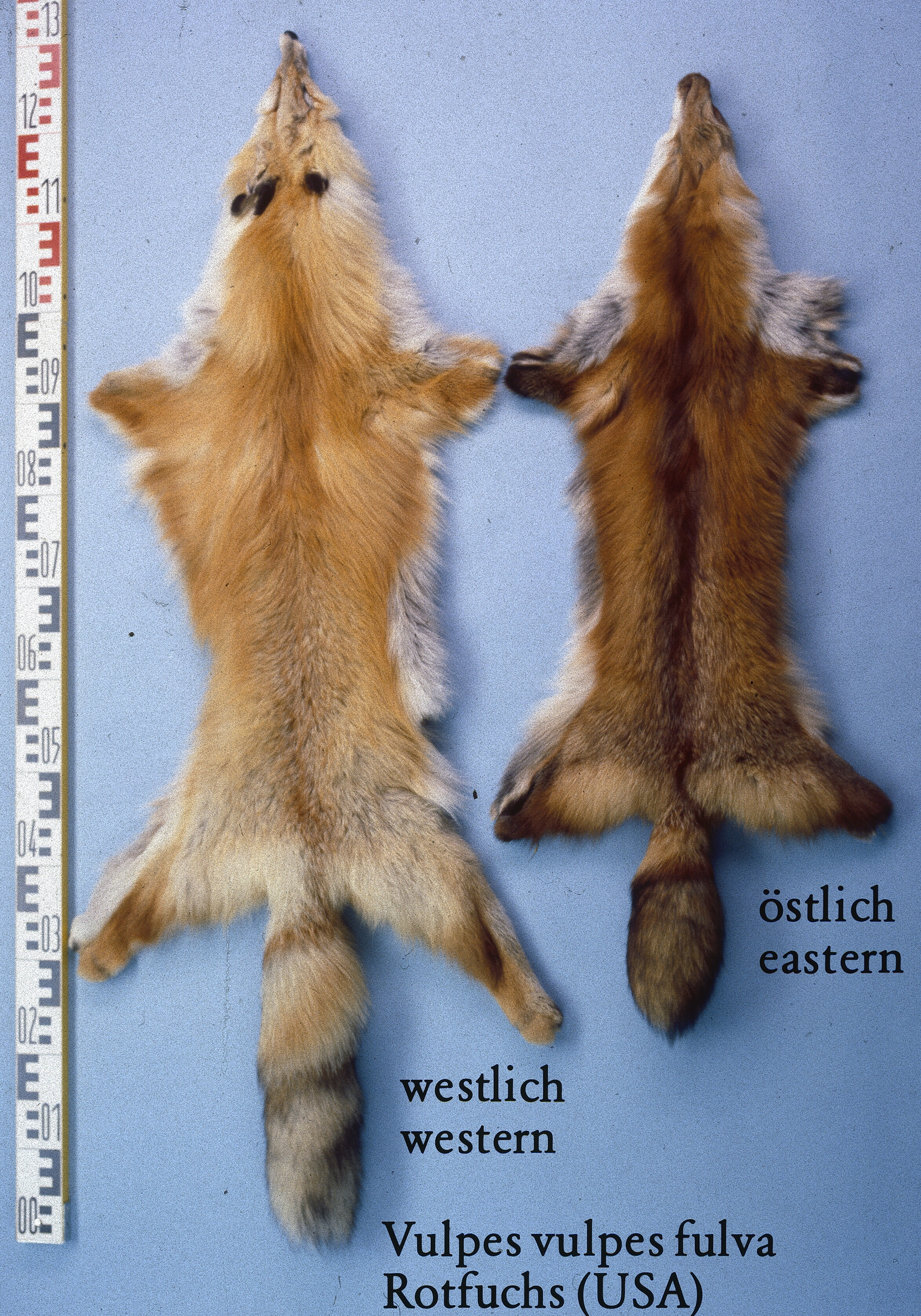
Amerikanischer Rotfuchs links westlich, rechts östlich
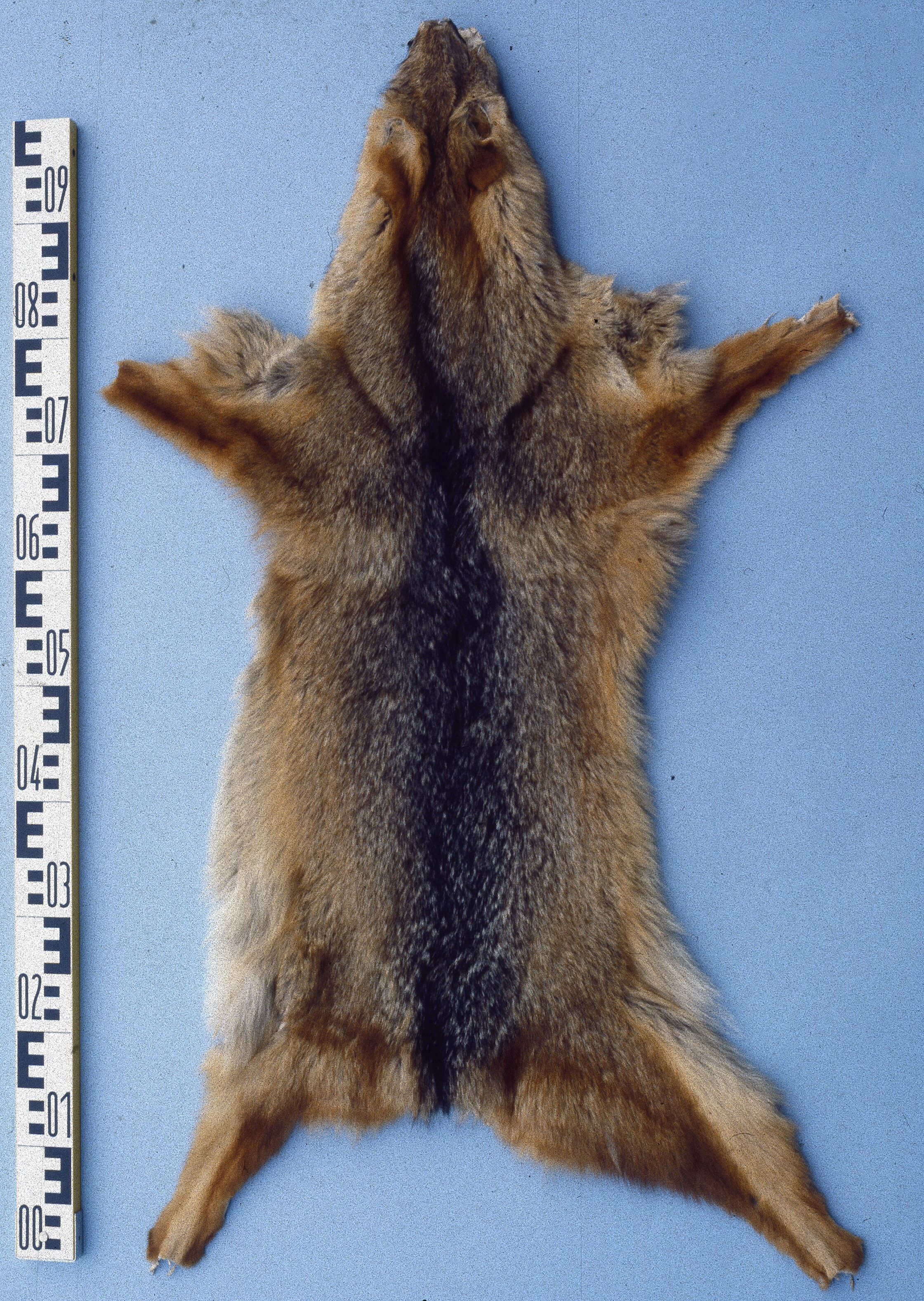
Andenschakal, „Feuerlandfuchs“
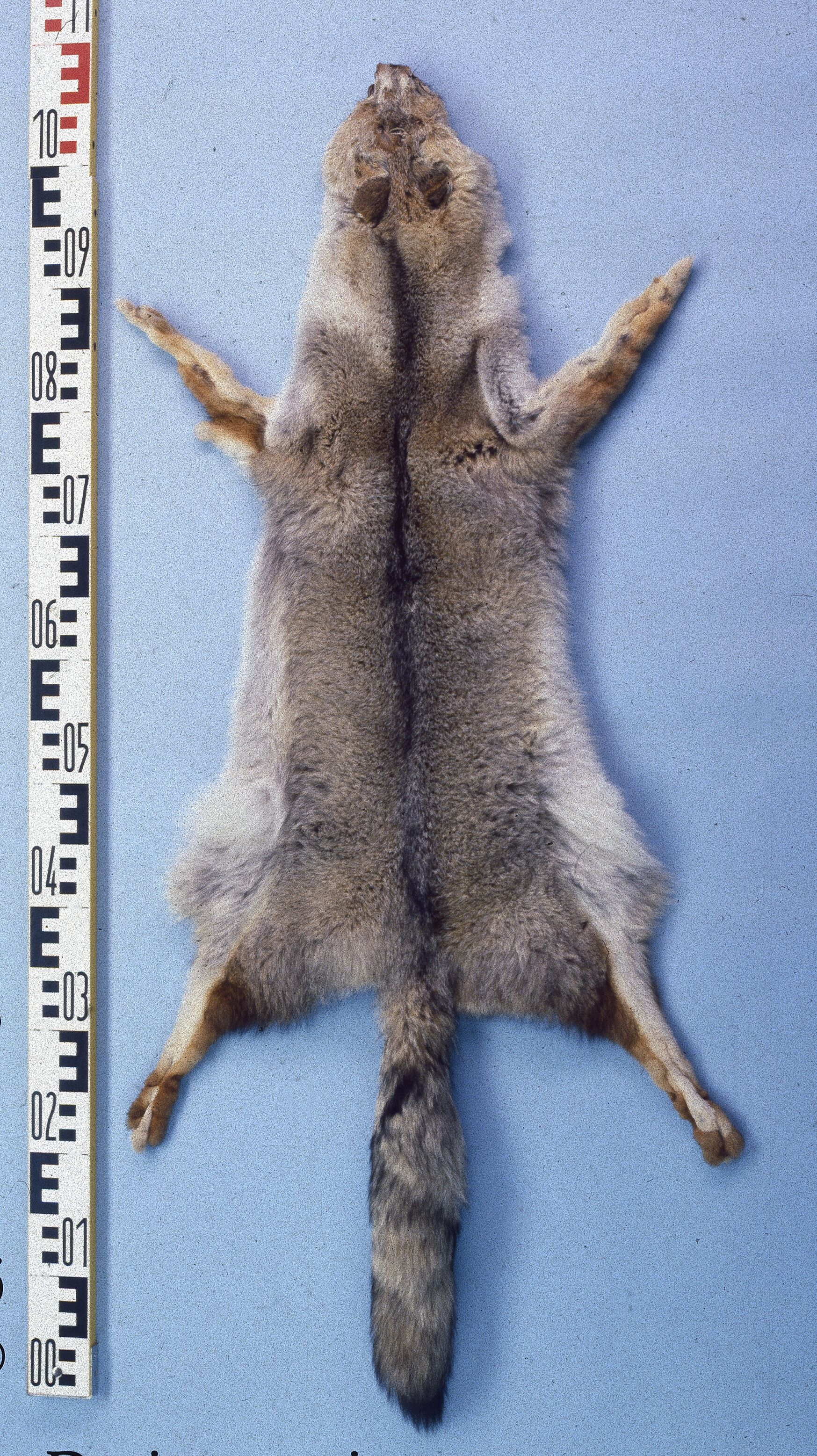
Argentinischer Graufuchs
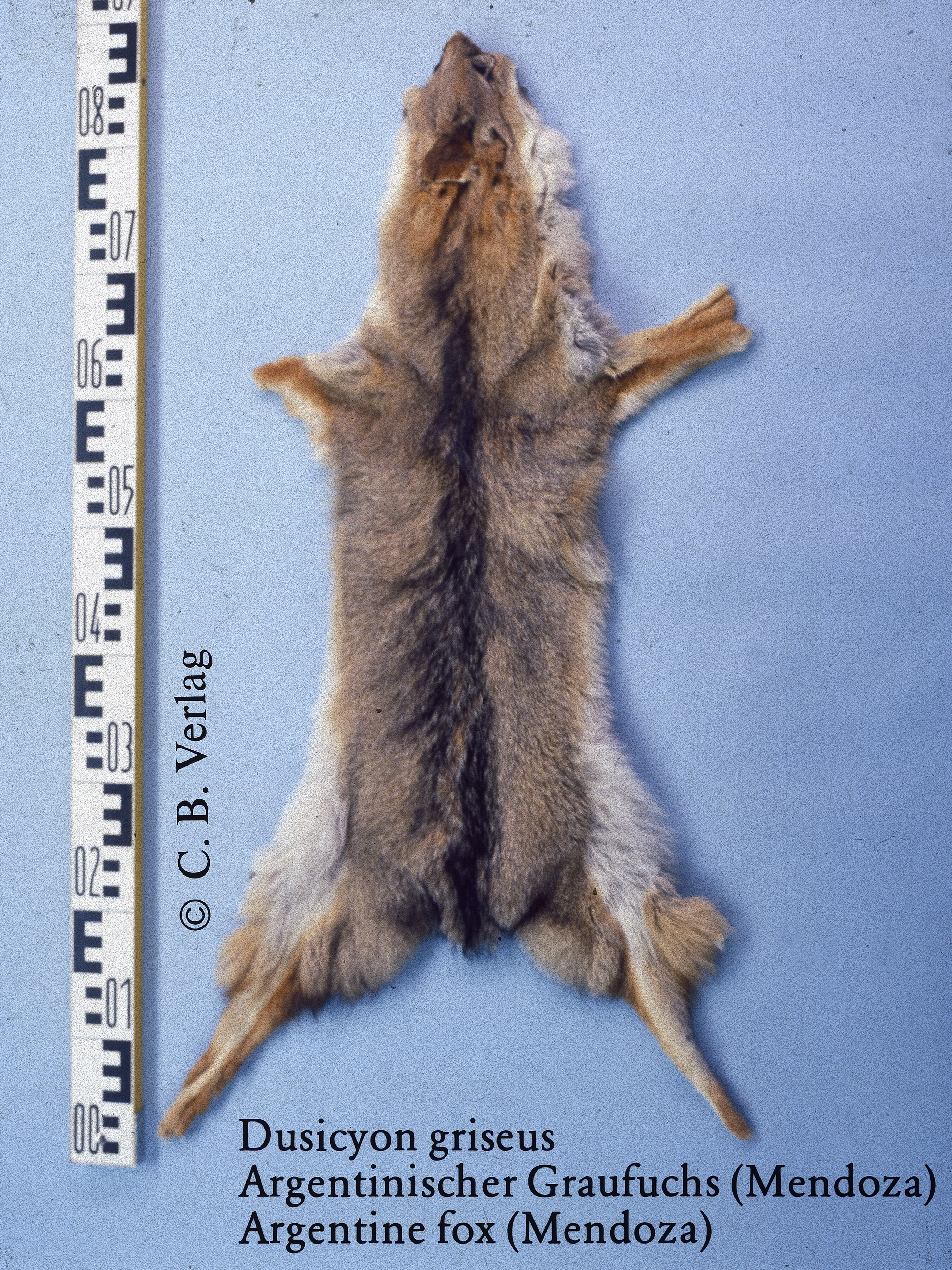
Argentinischer Graufuchs (Mendoza)
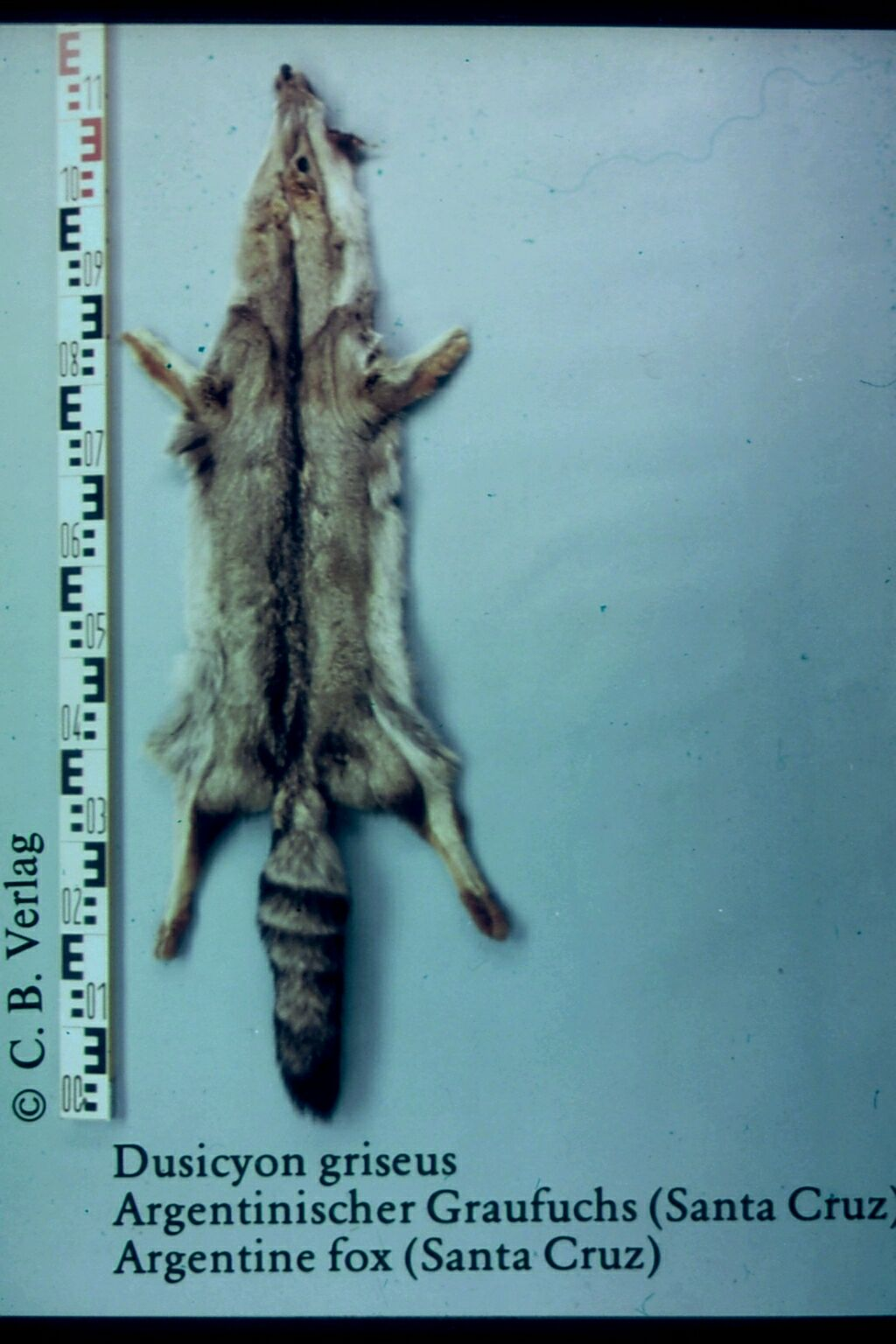
Argentinischer Graufuchs (Santa Cruz)
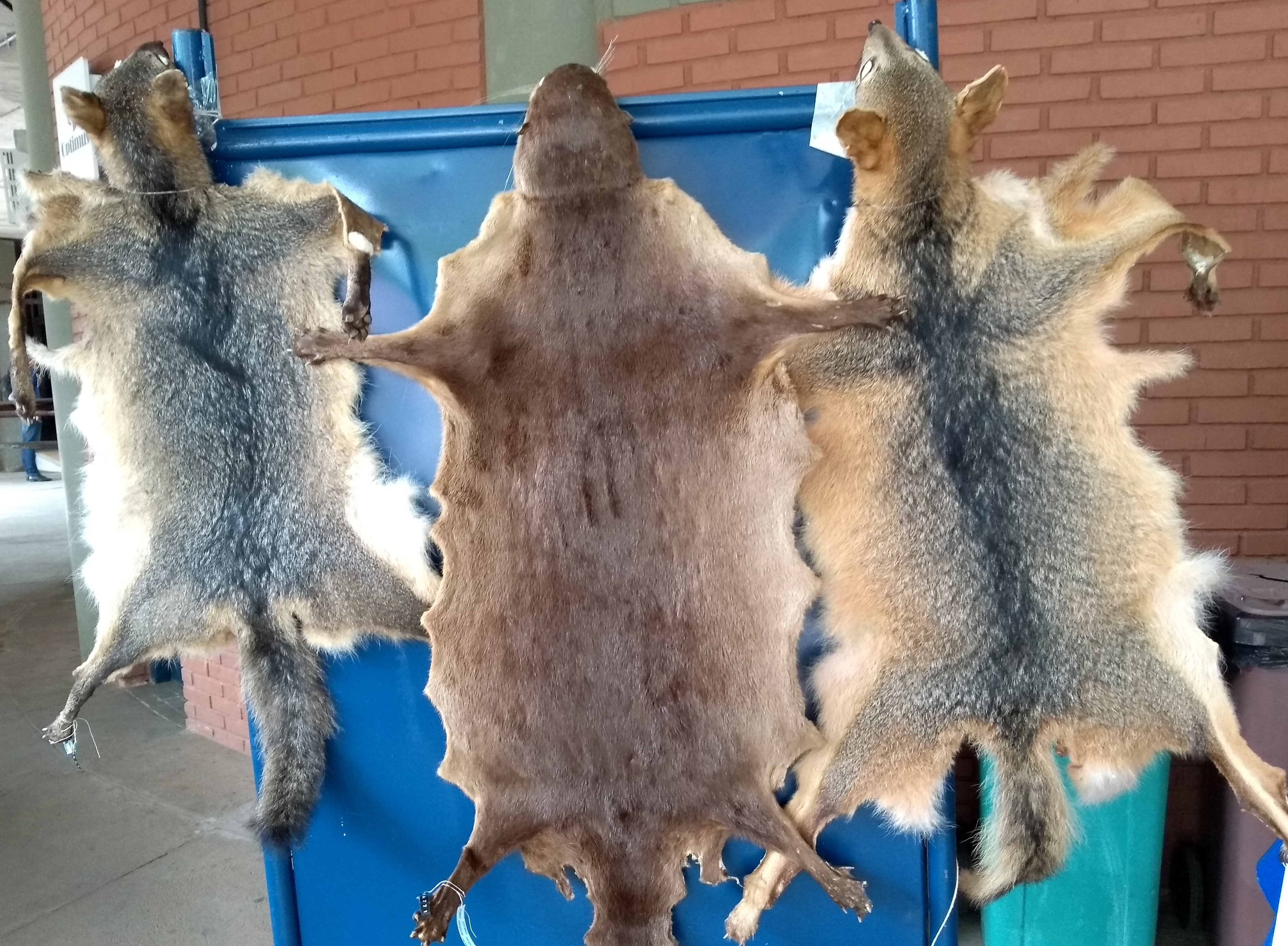
Maikong links weiblich, rechts männlich (Mitte südamerikanischer Otter).
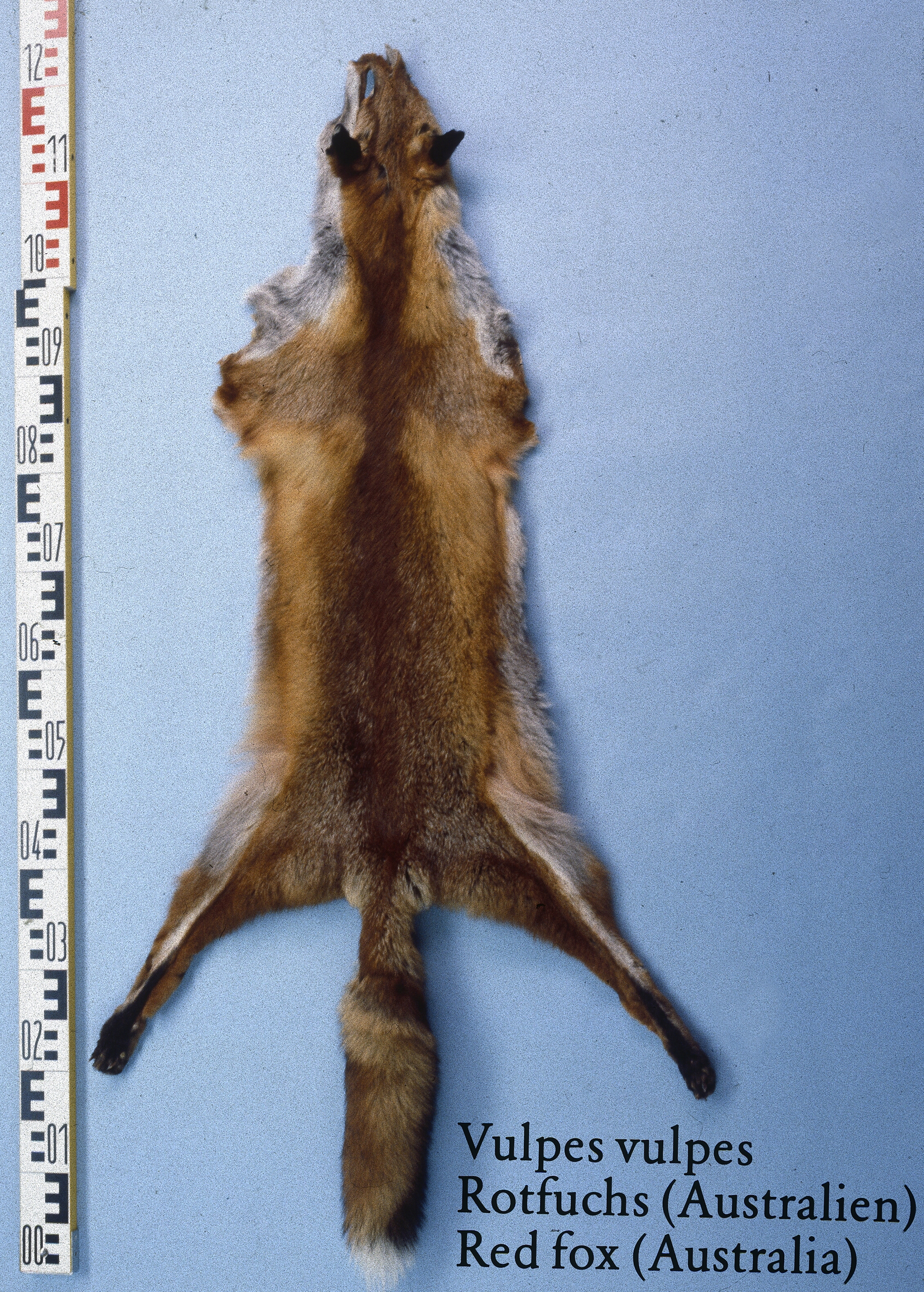
Australischer Rotfuchs
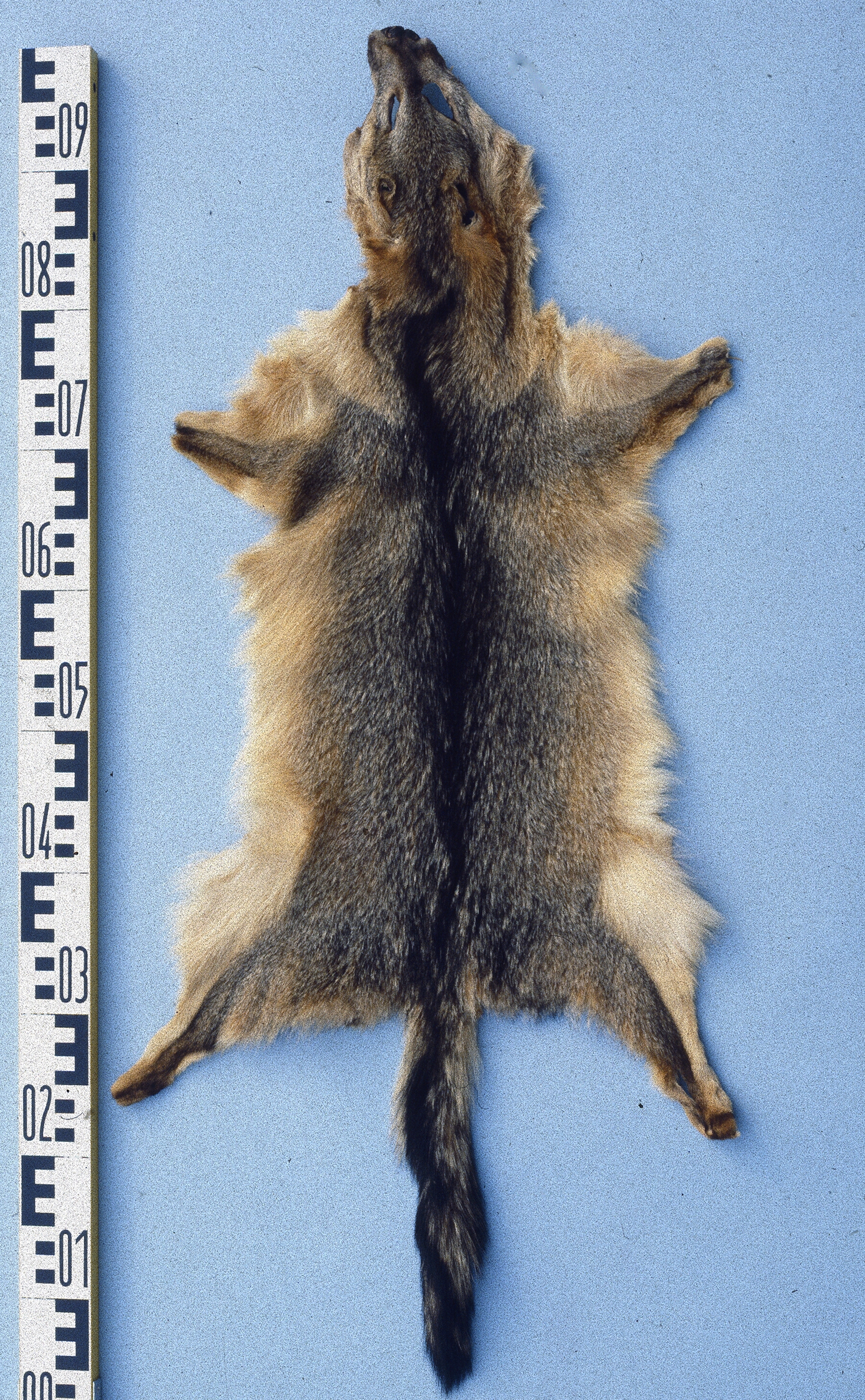
Brasilianischer Kampfuchs
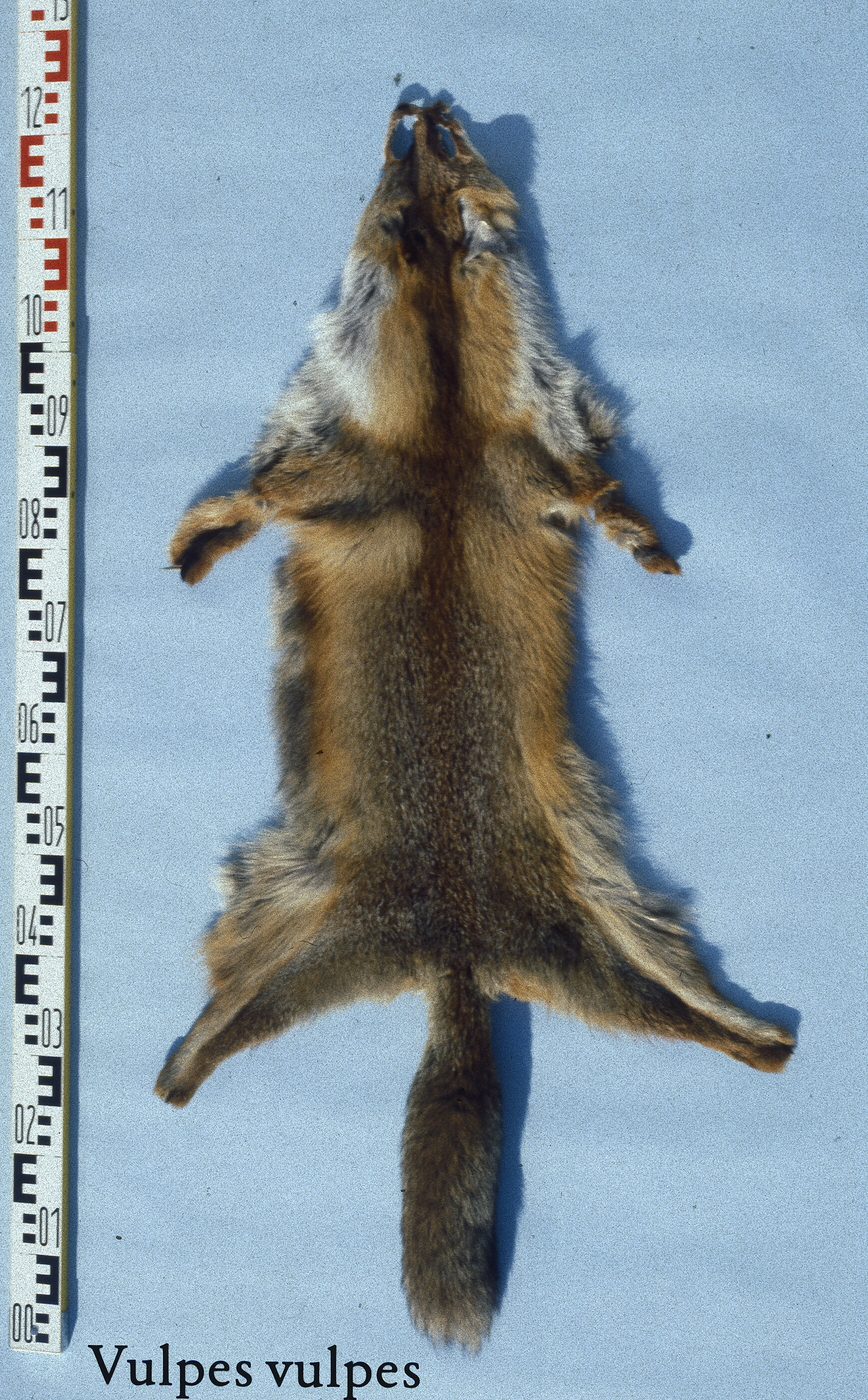
Bulgarischer Rotfuchs
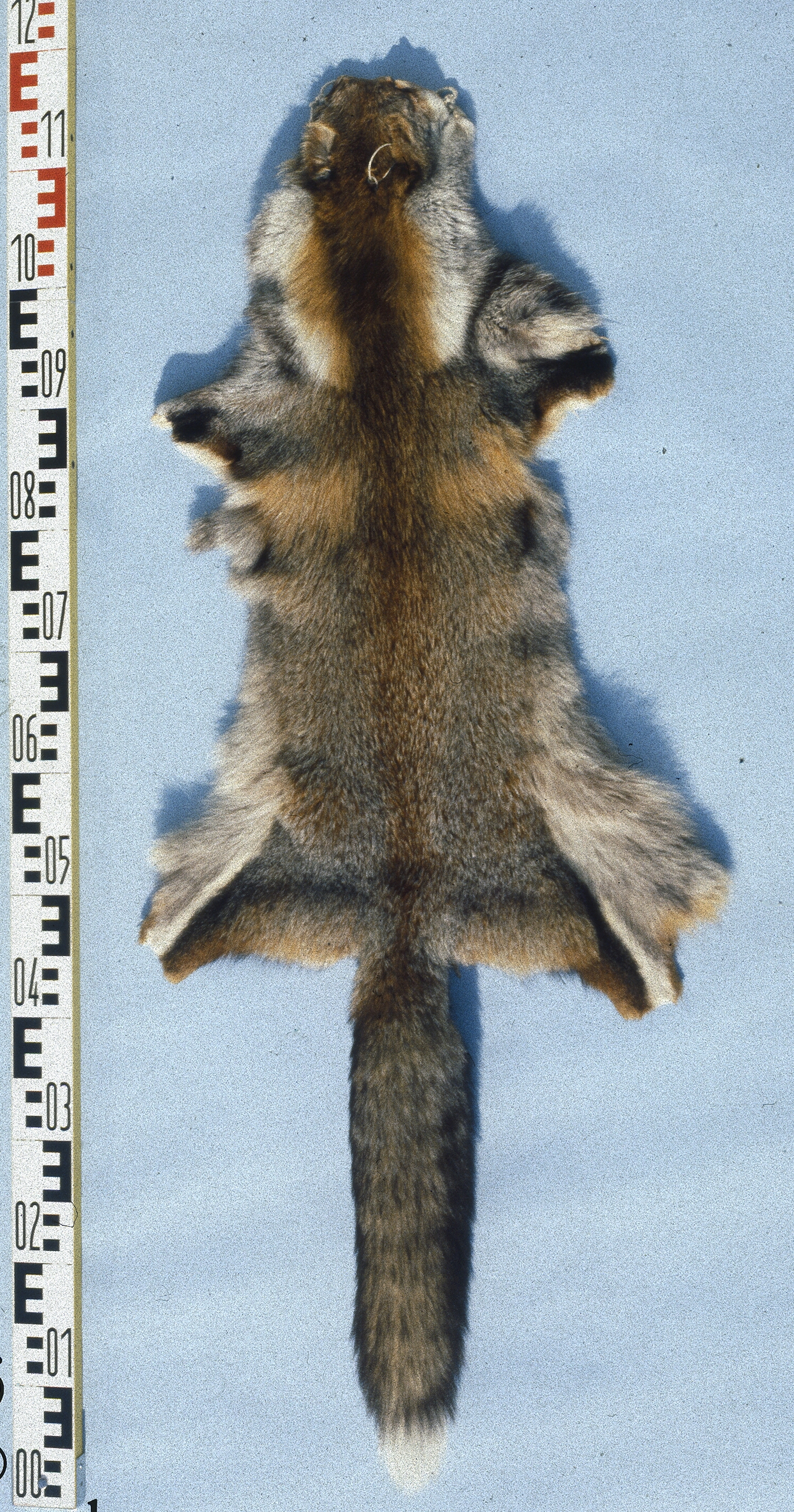
Deutscher Rotfuchs, dunkle Mutation
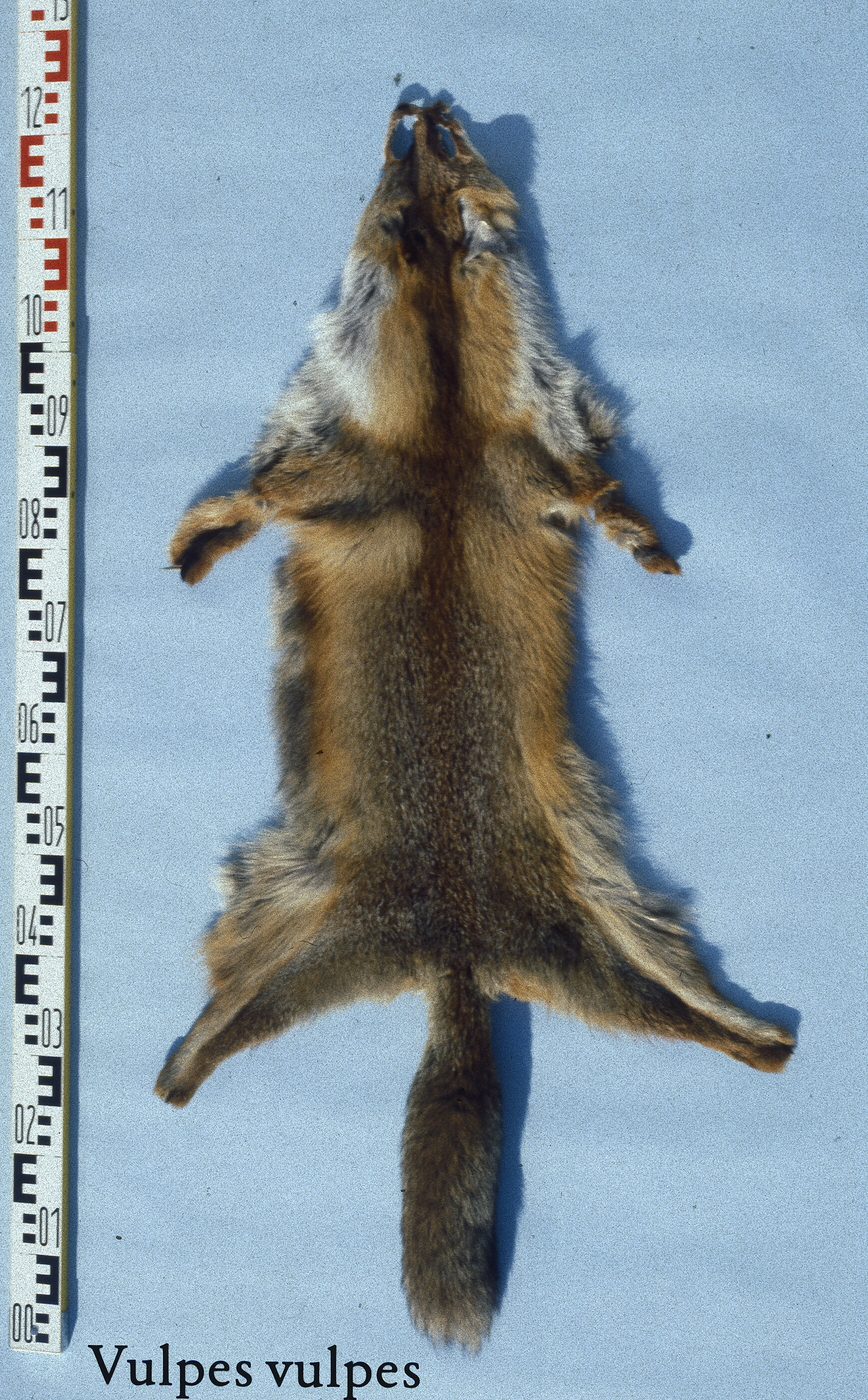
Zentral-Chinesischer Rotfuchs
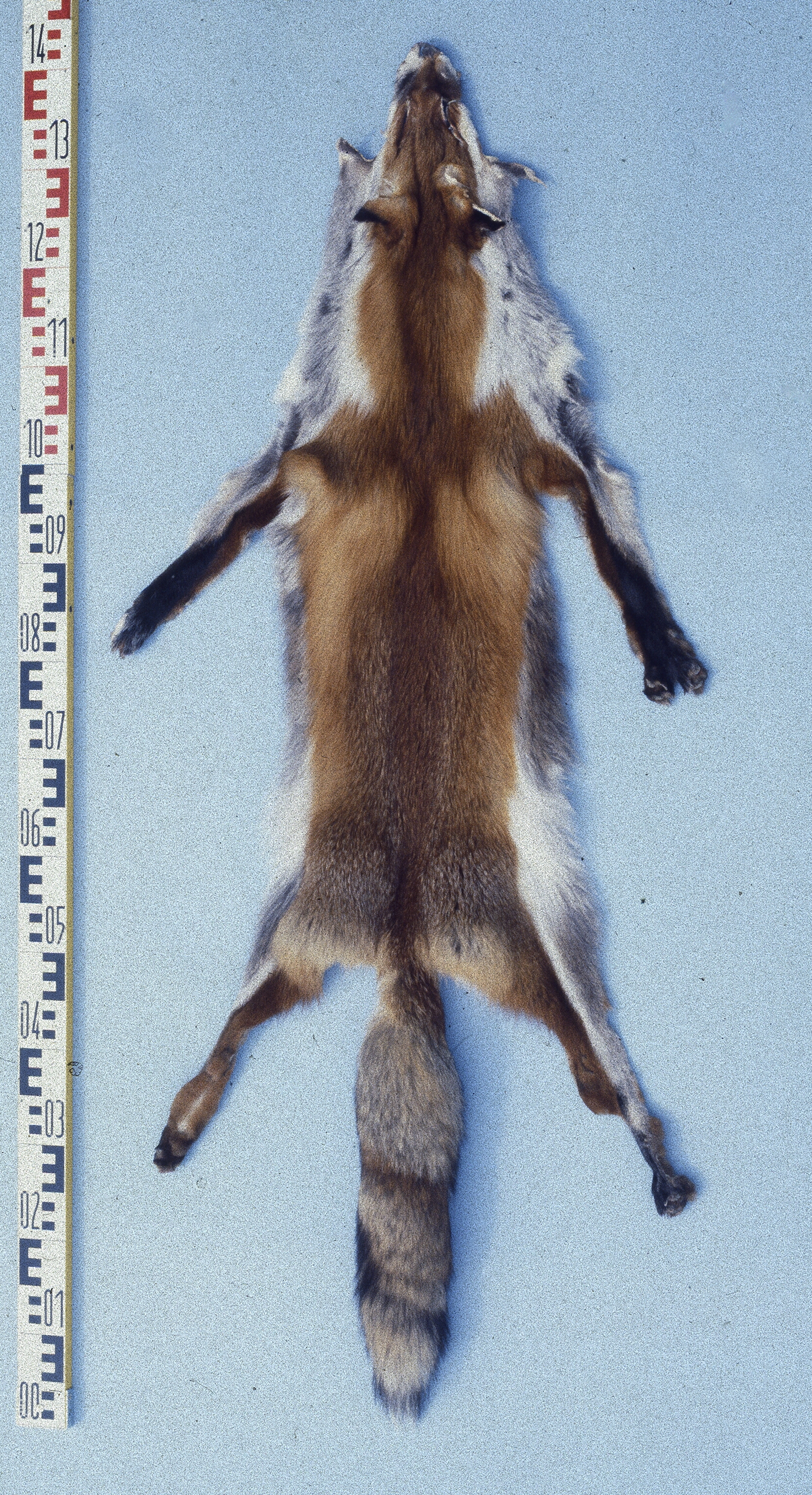
Europäischer Rotfuchs
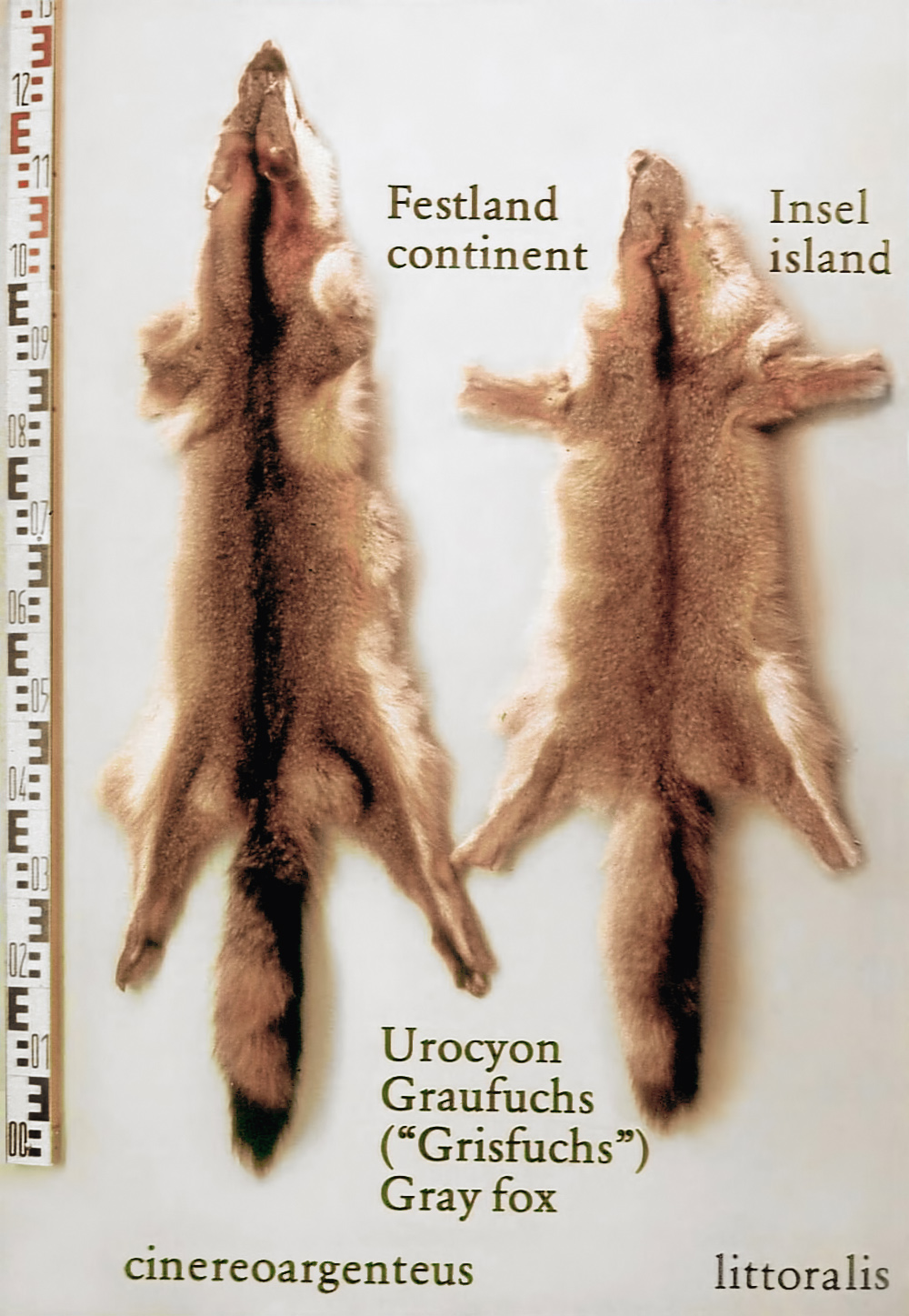
: Festland- und Insel-Graufuchsfelle
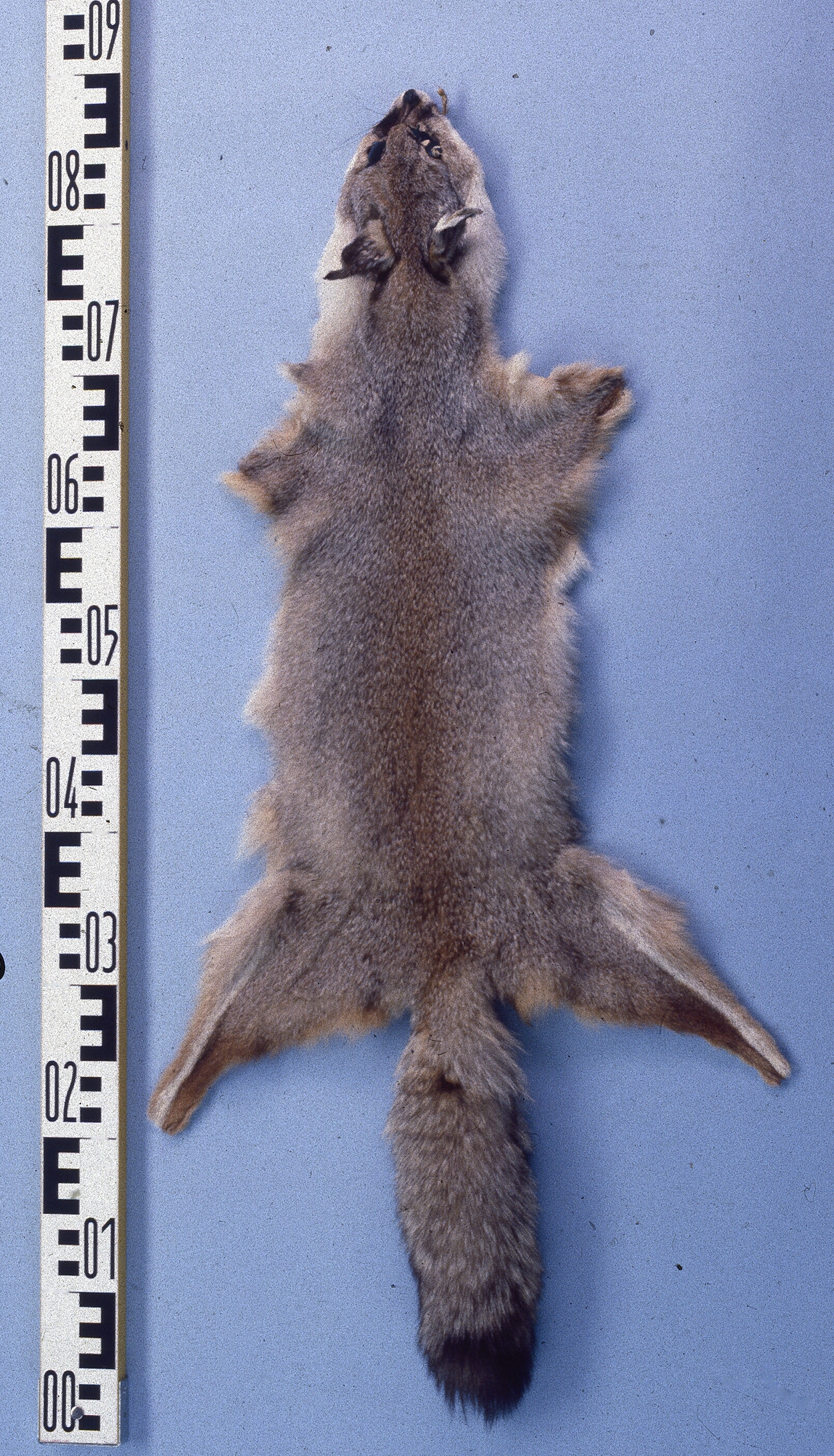
Indischer Perlfuchs
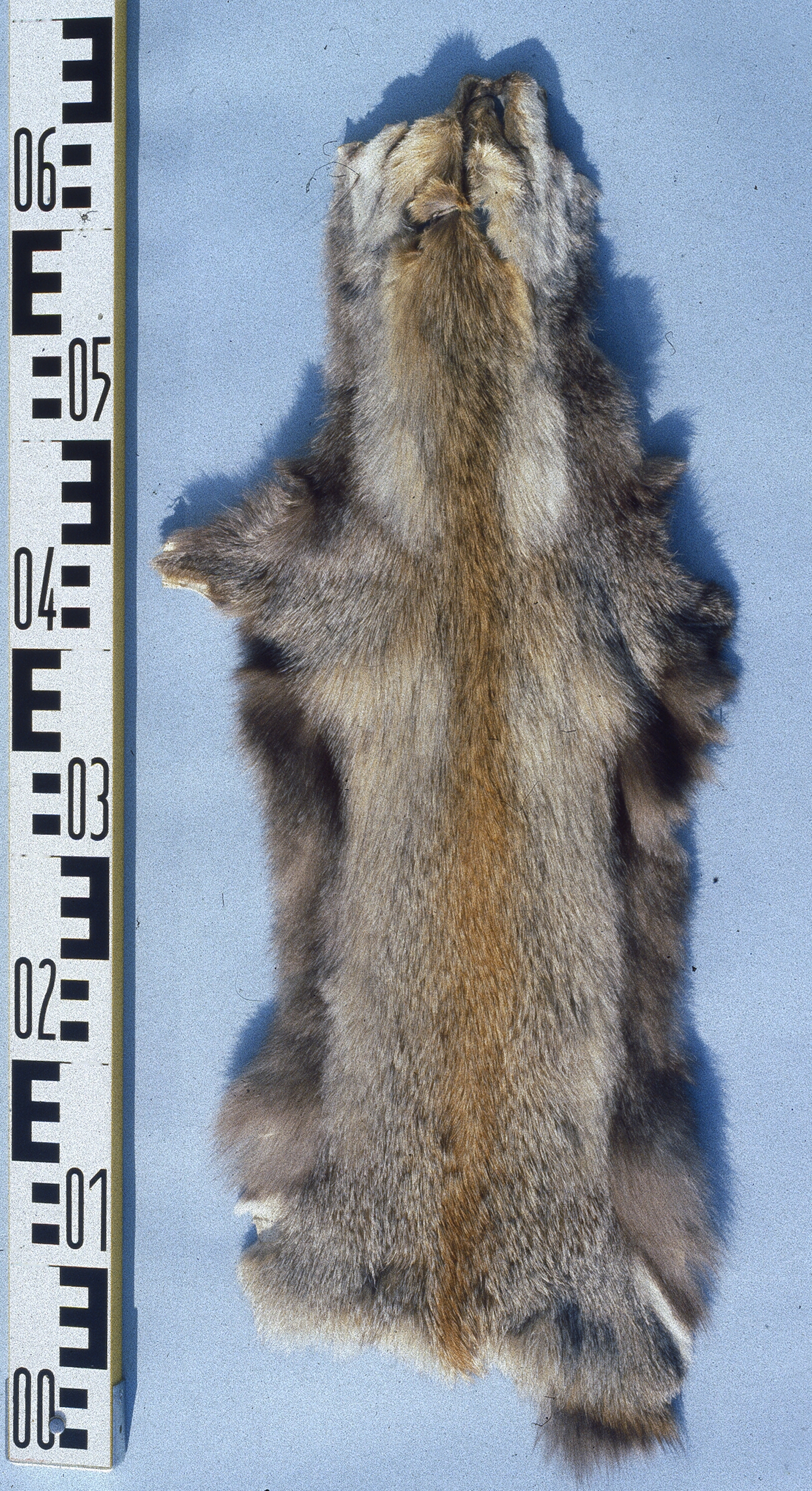
Indischer Rotfuchs
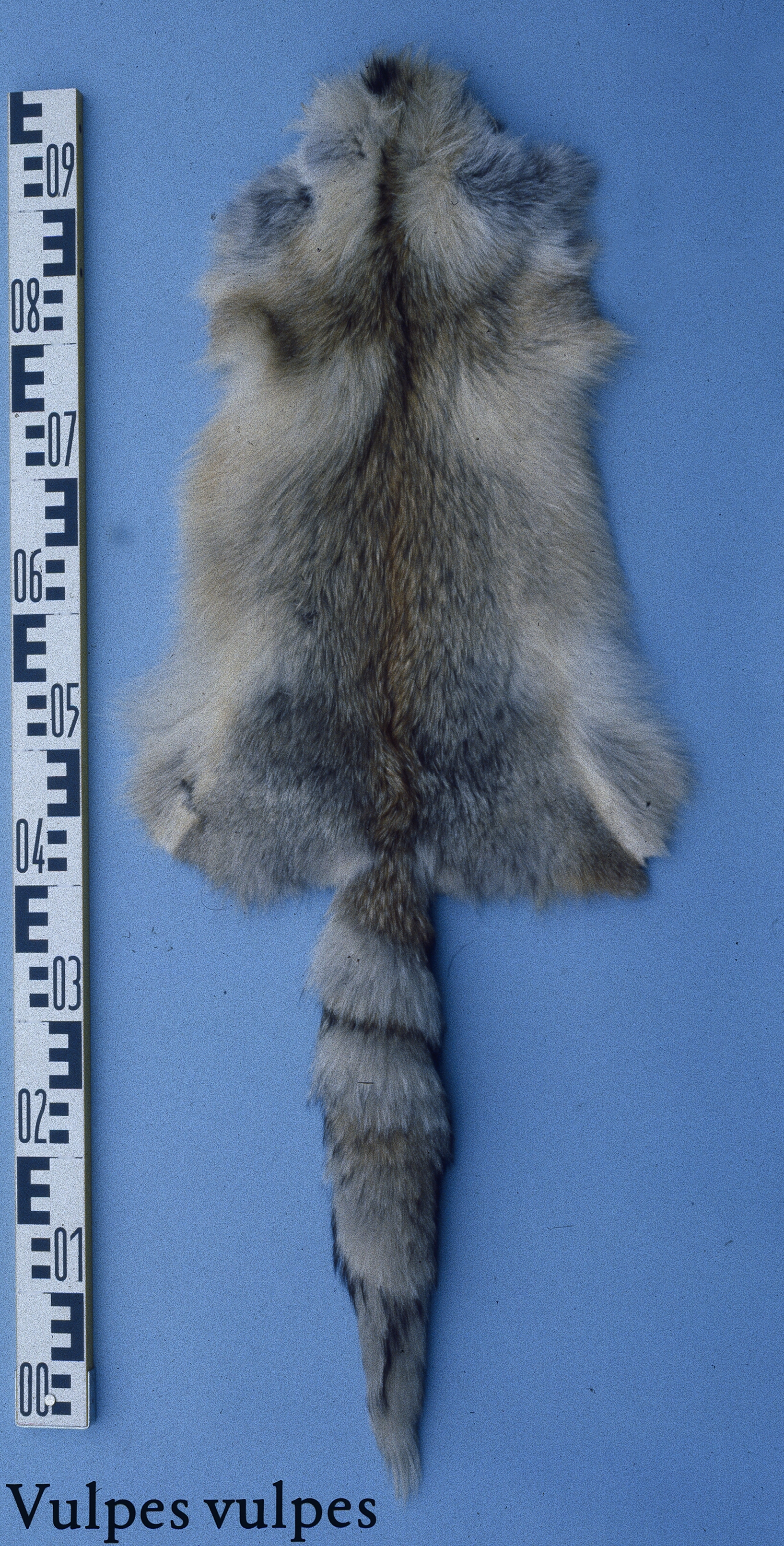
Iranischer Rotfuchs
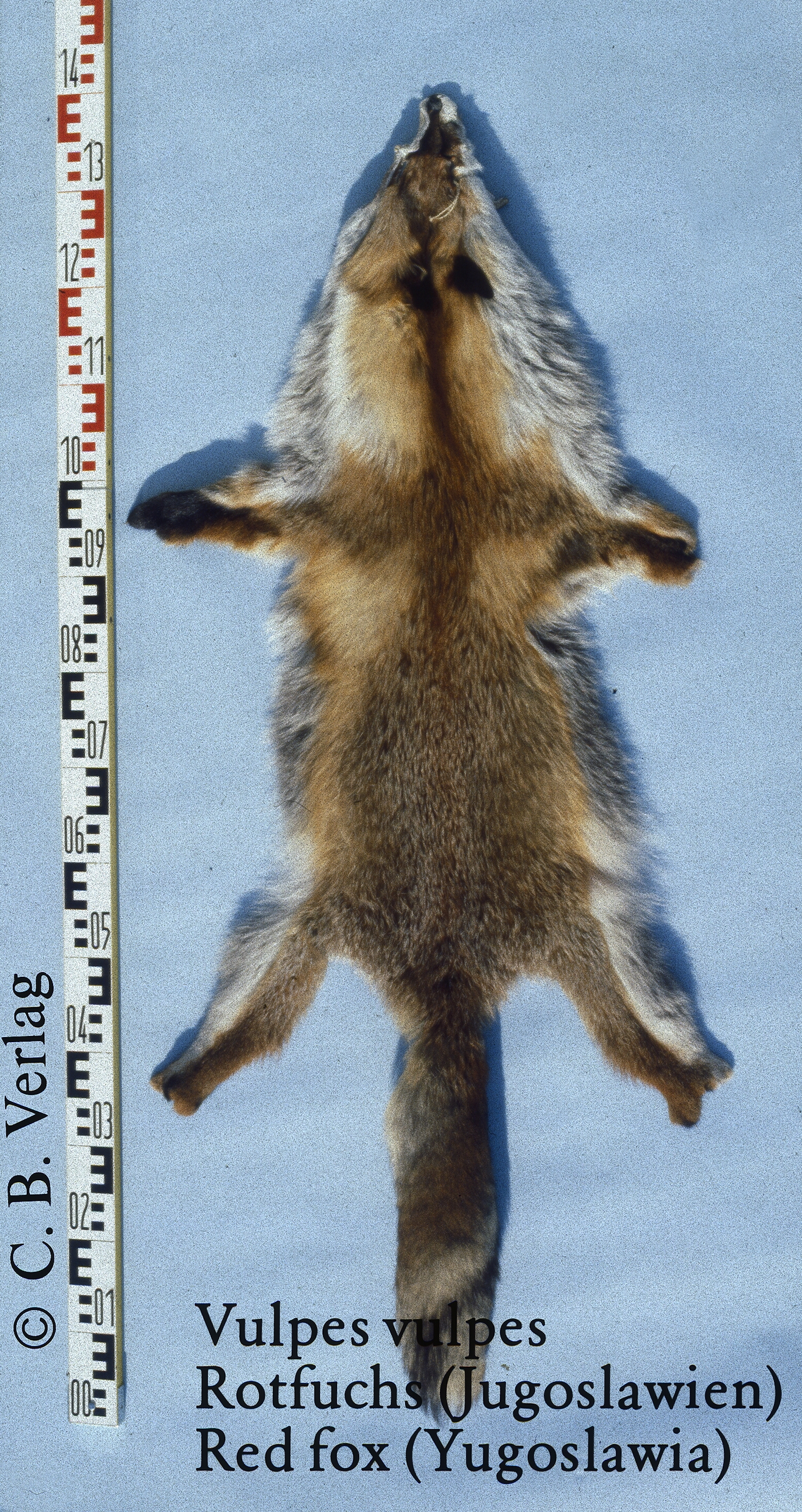
Jugoslawischer Rotfuchs
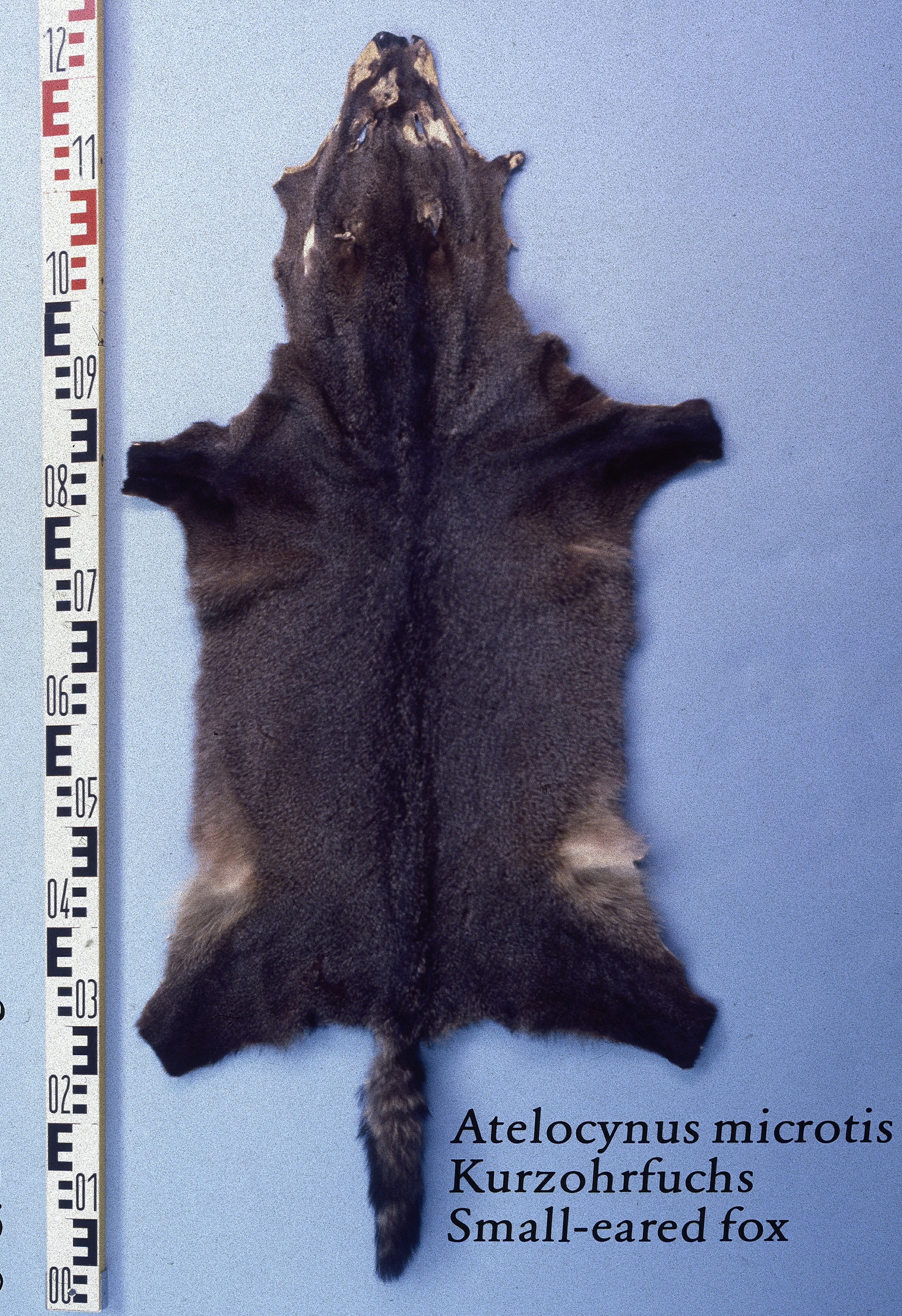
Kurzohrfuchs
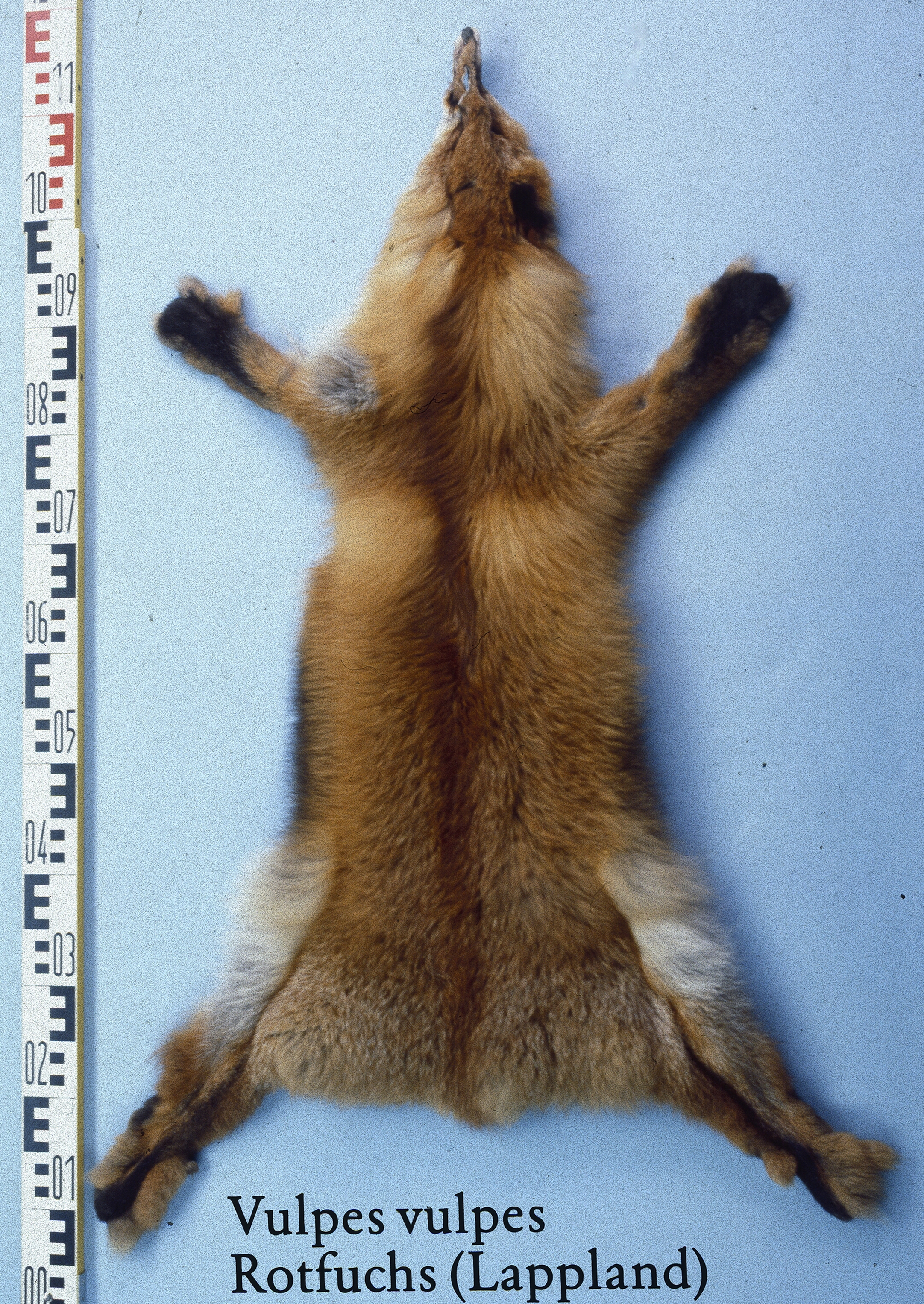
Lappländischer Rotfuchs
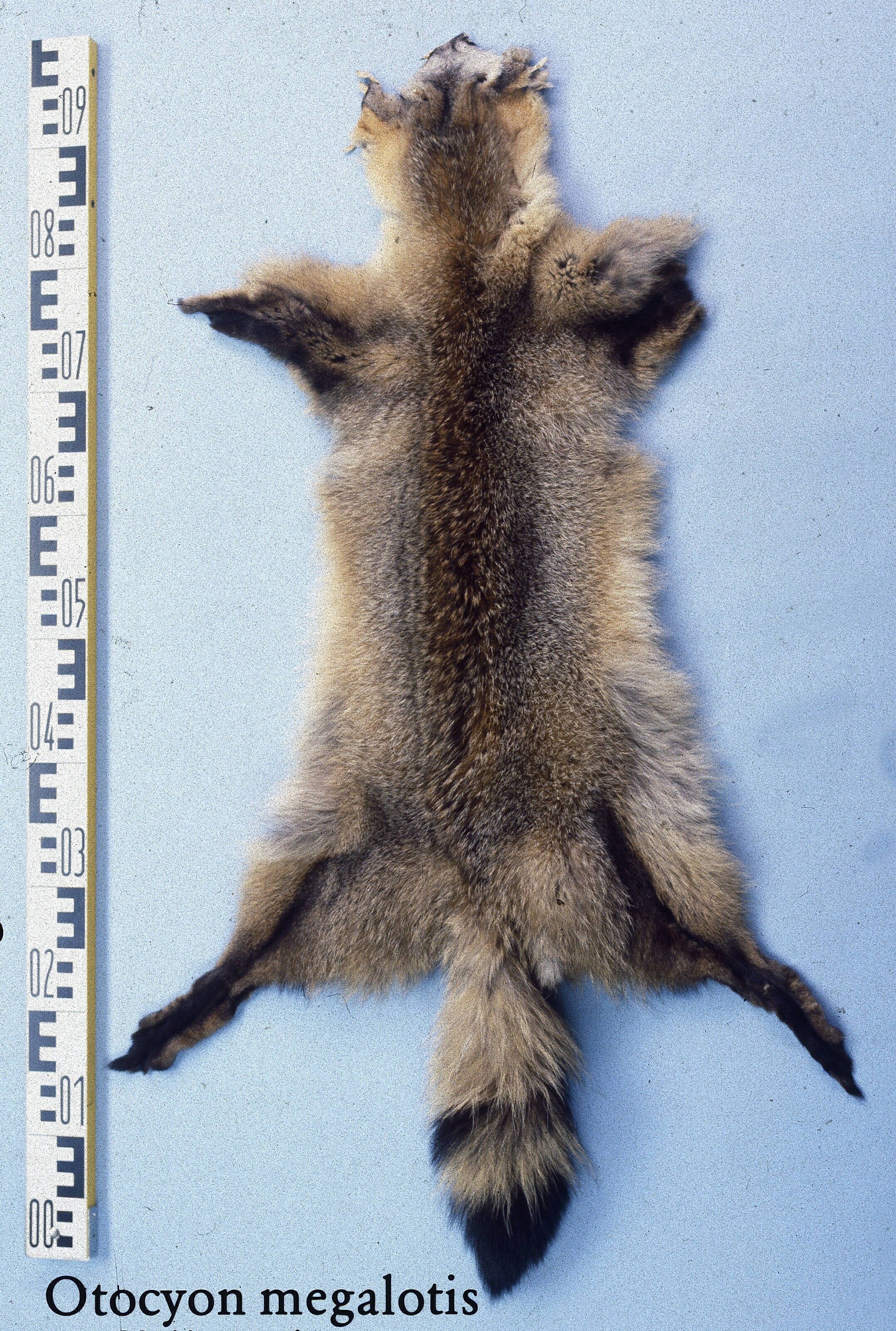
Löffelhund (Afrika)
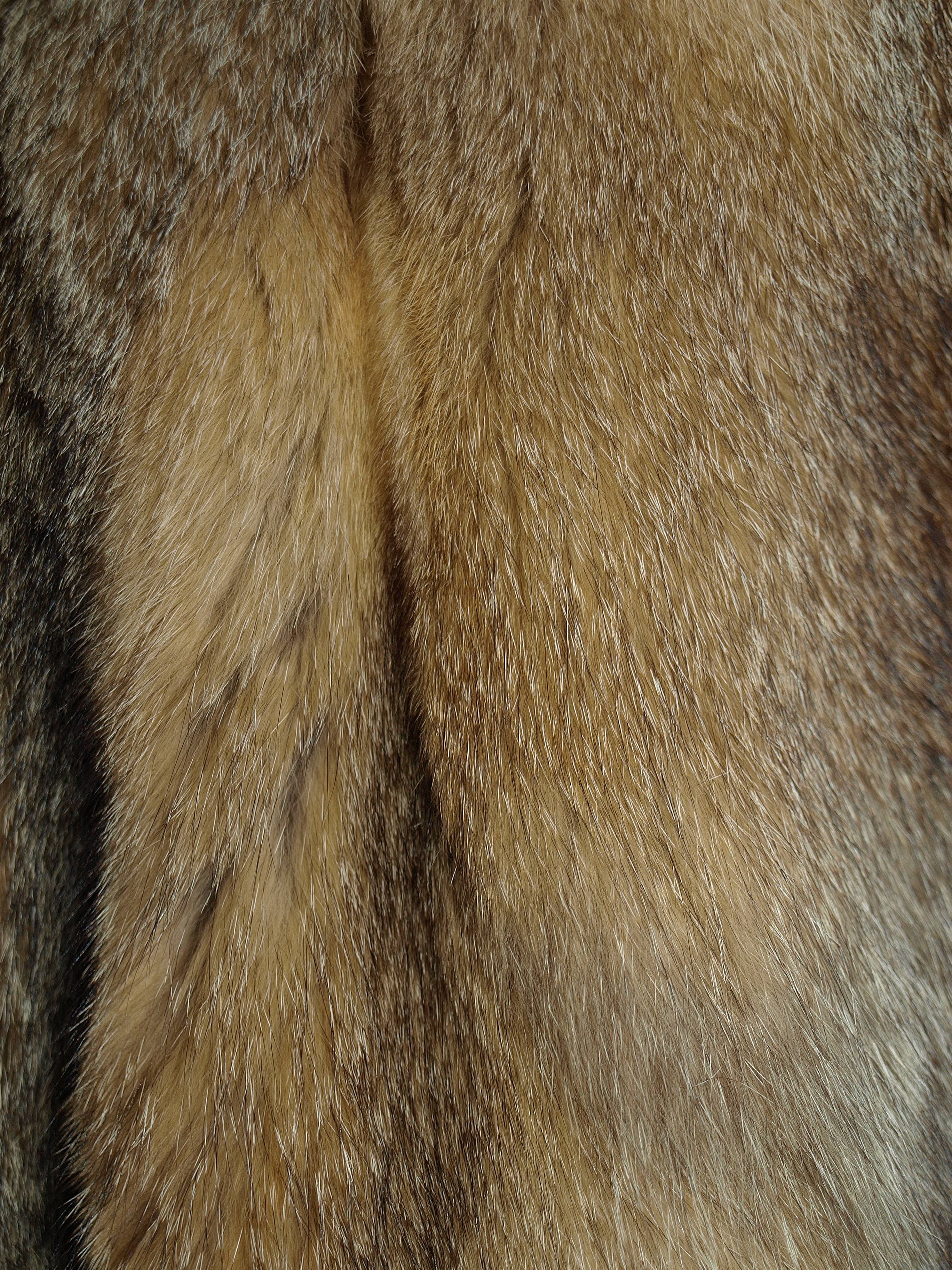
Magellanfuchs
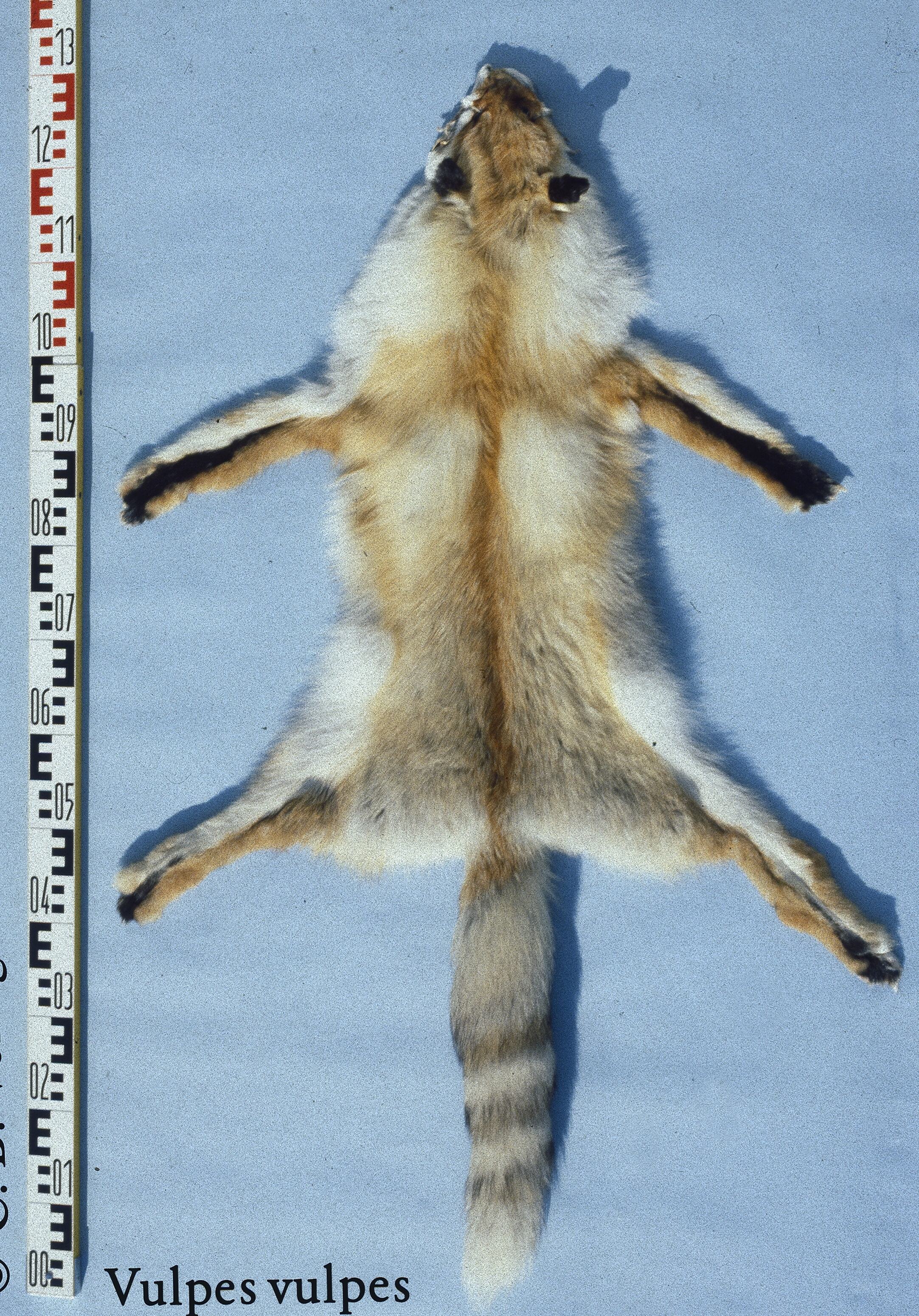
Mongolischer Rotfuchs
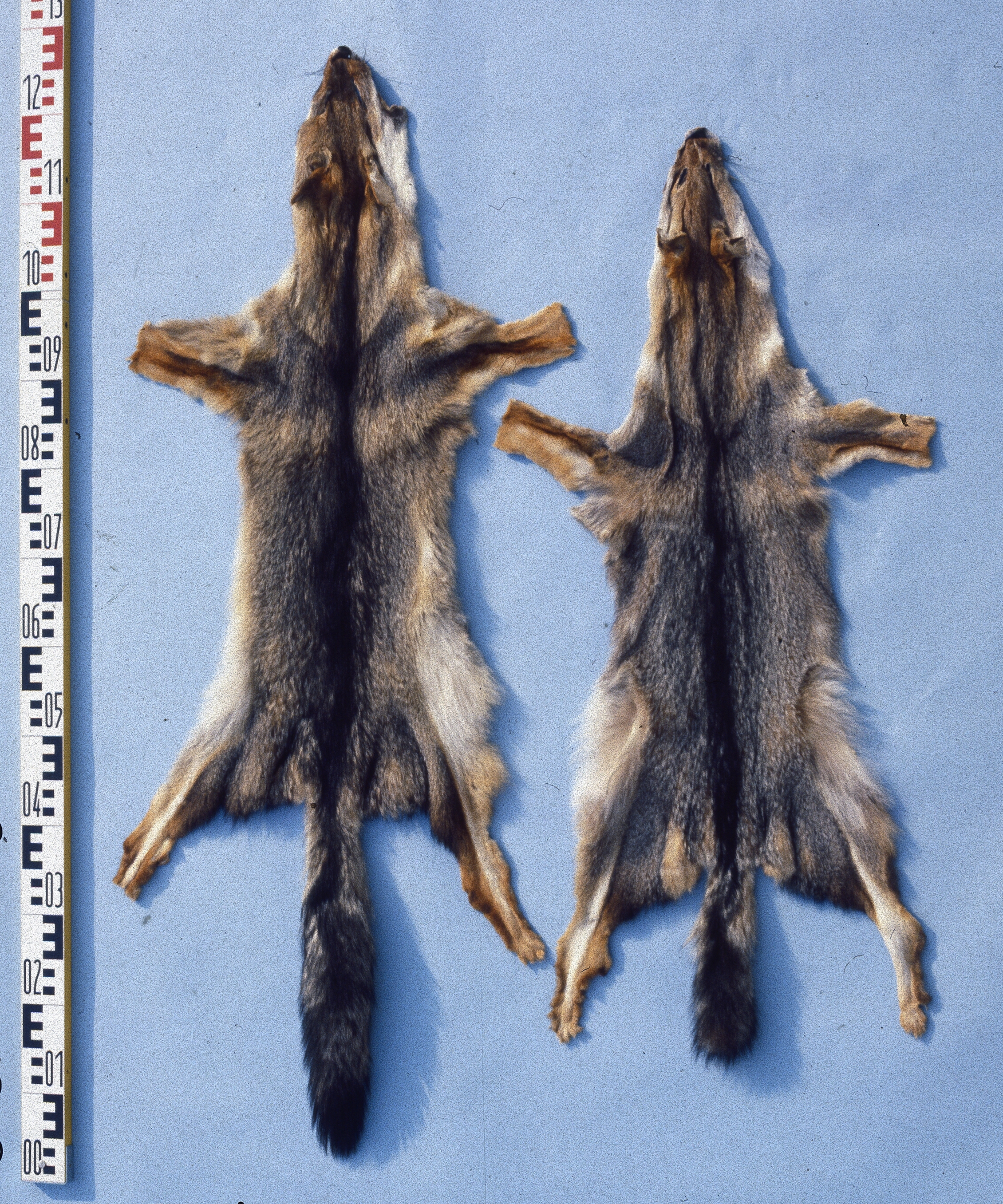
Pampasfüchse
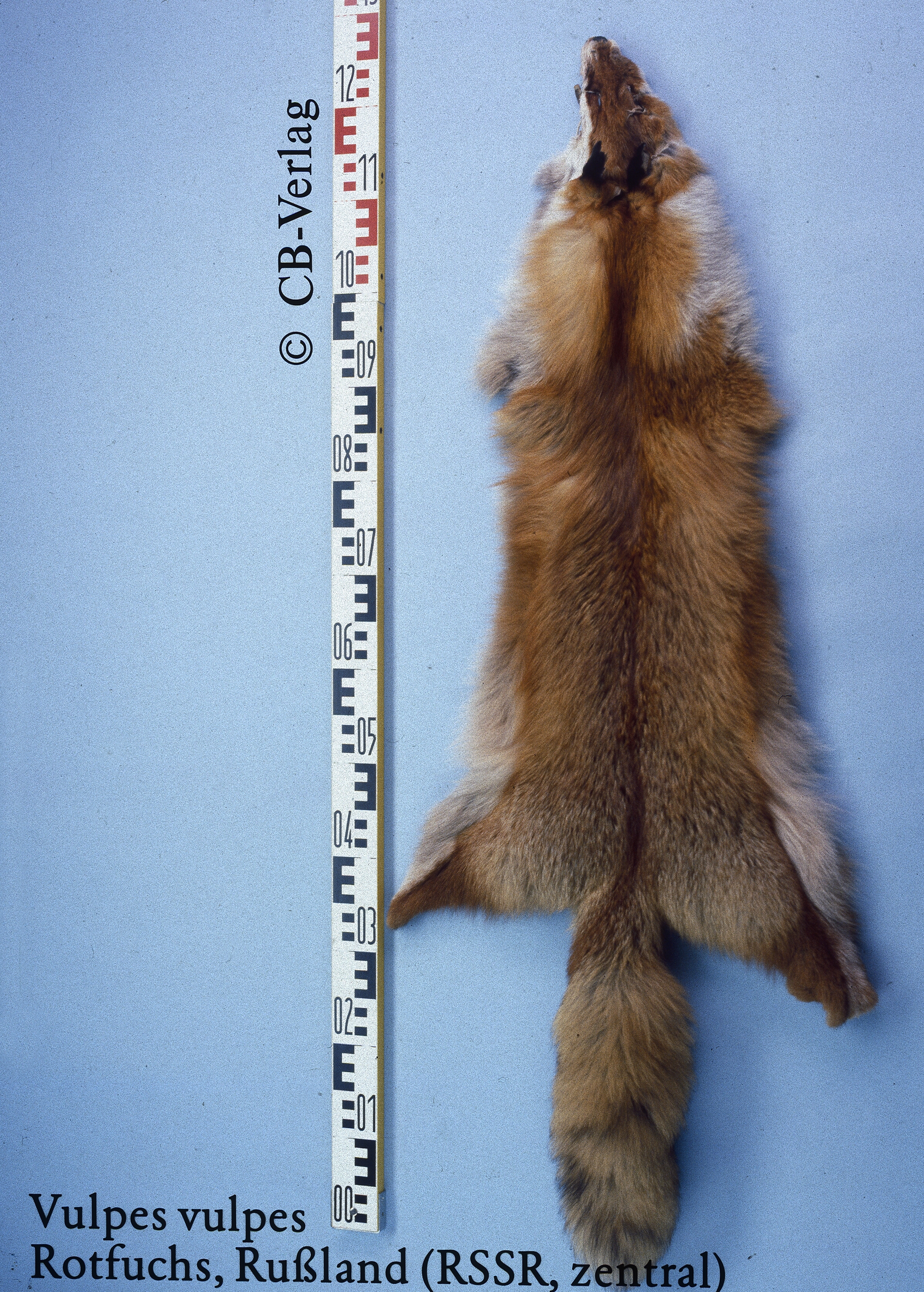
Russischer Rotfuchs
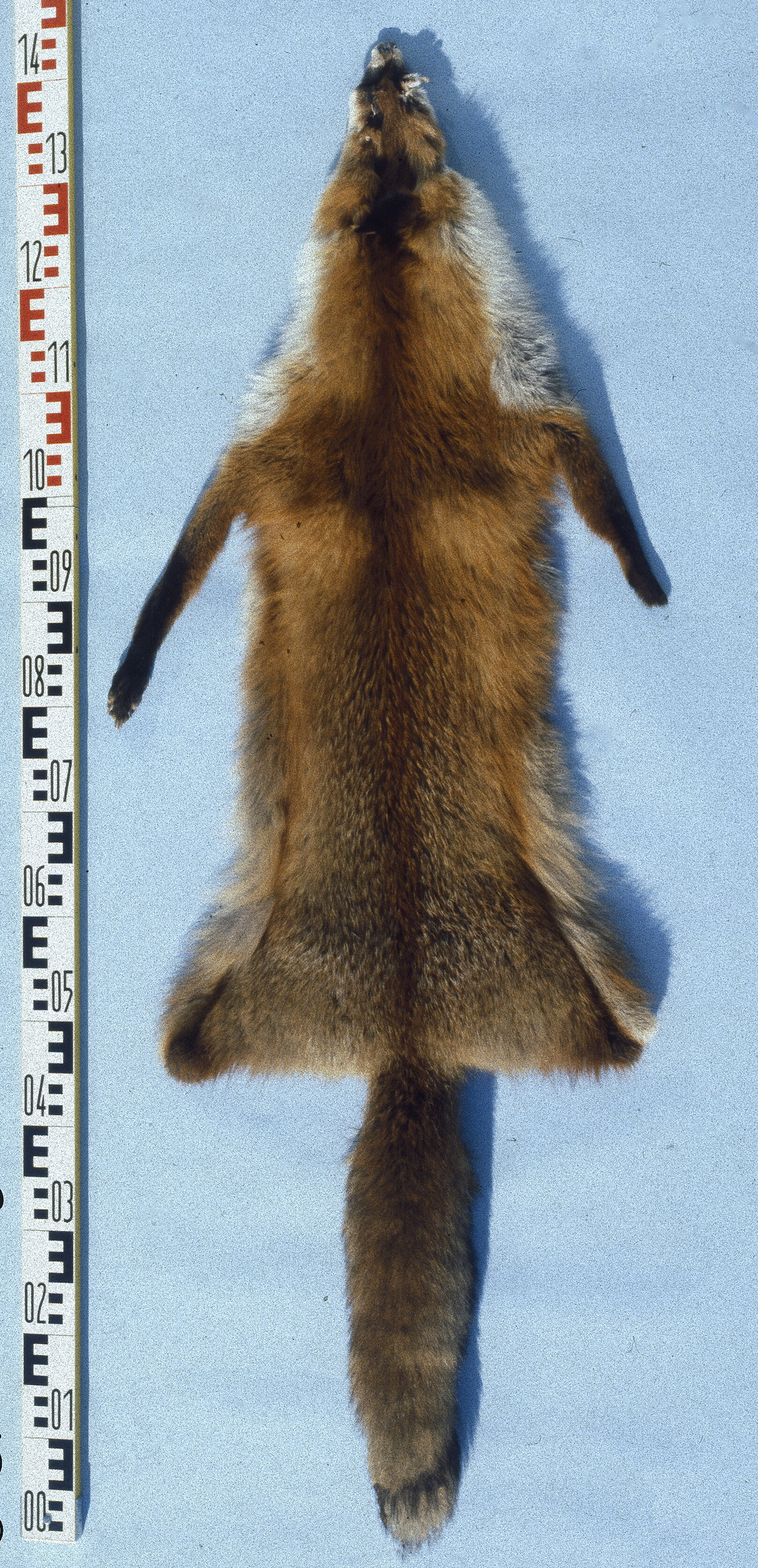
Schwedischer Rotfuchs
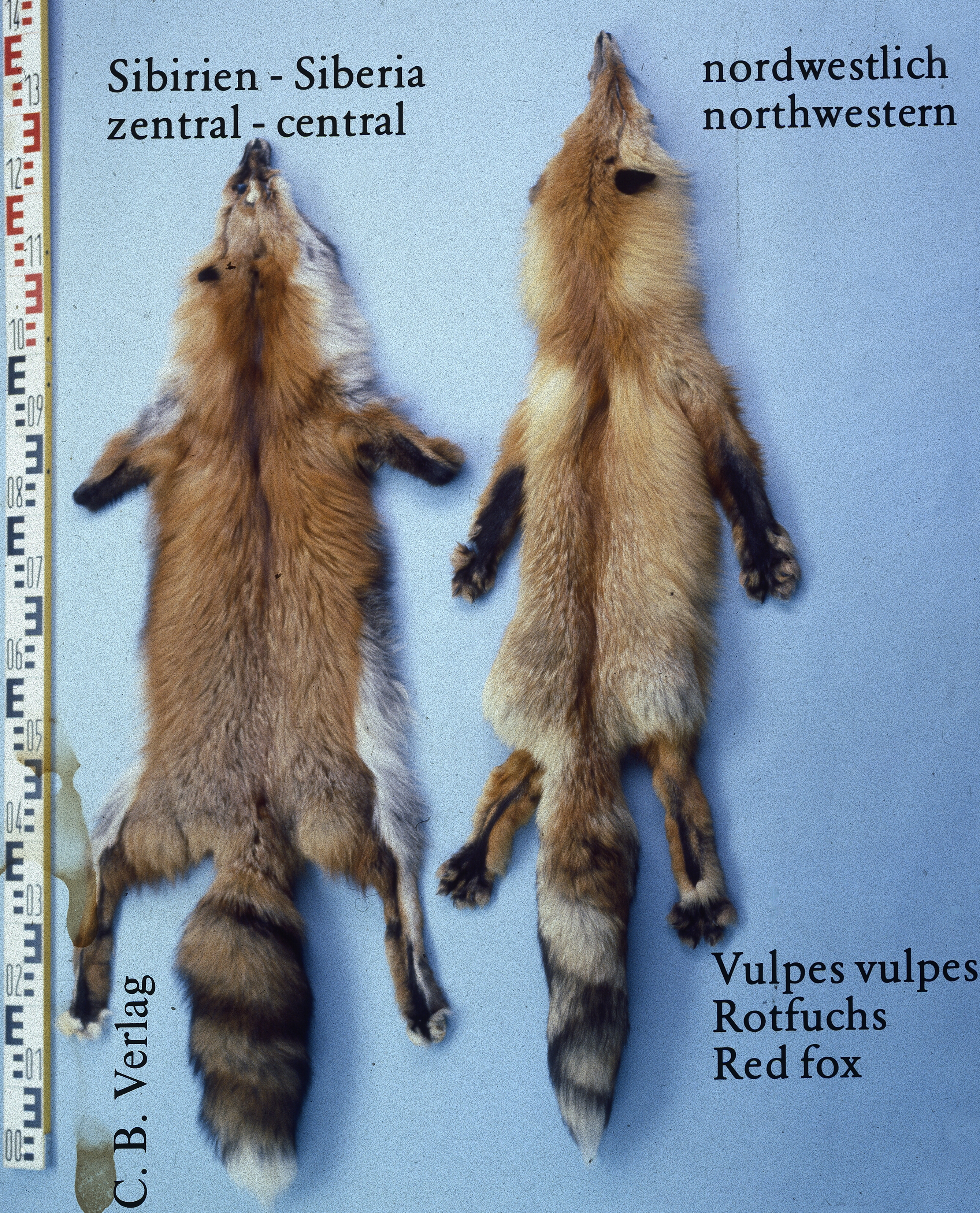
Sibirischer Rotfuchs links zentral, rechts nordwestlich
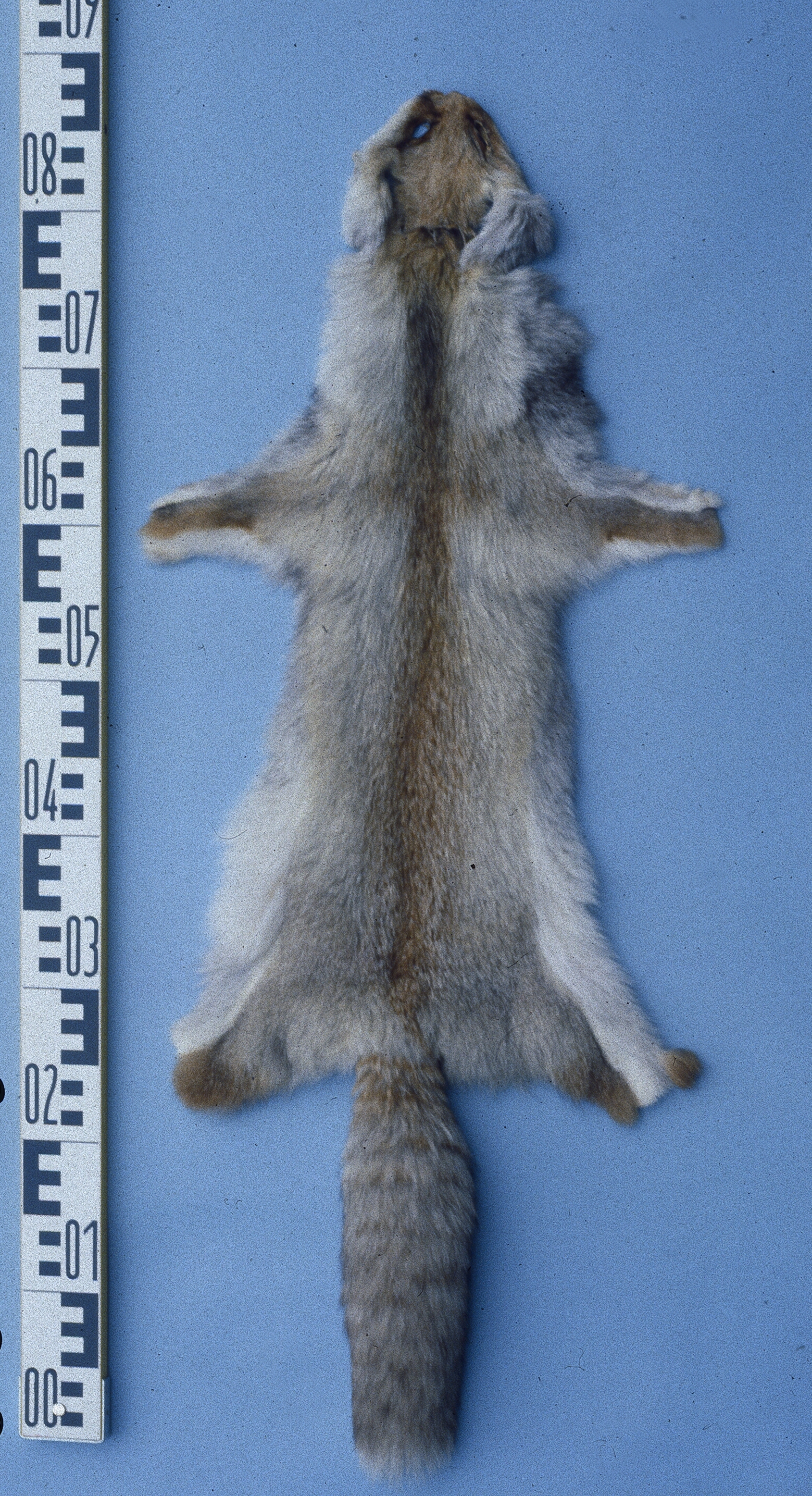
Syrischer Rotfuchs
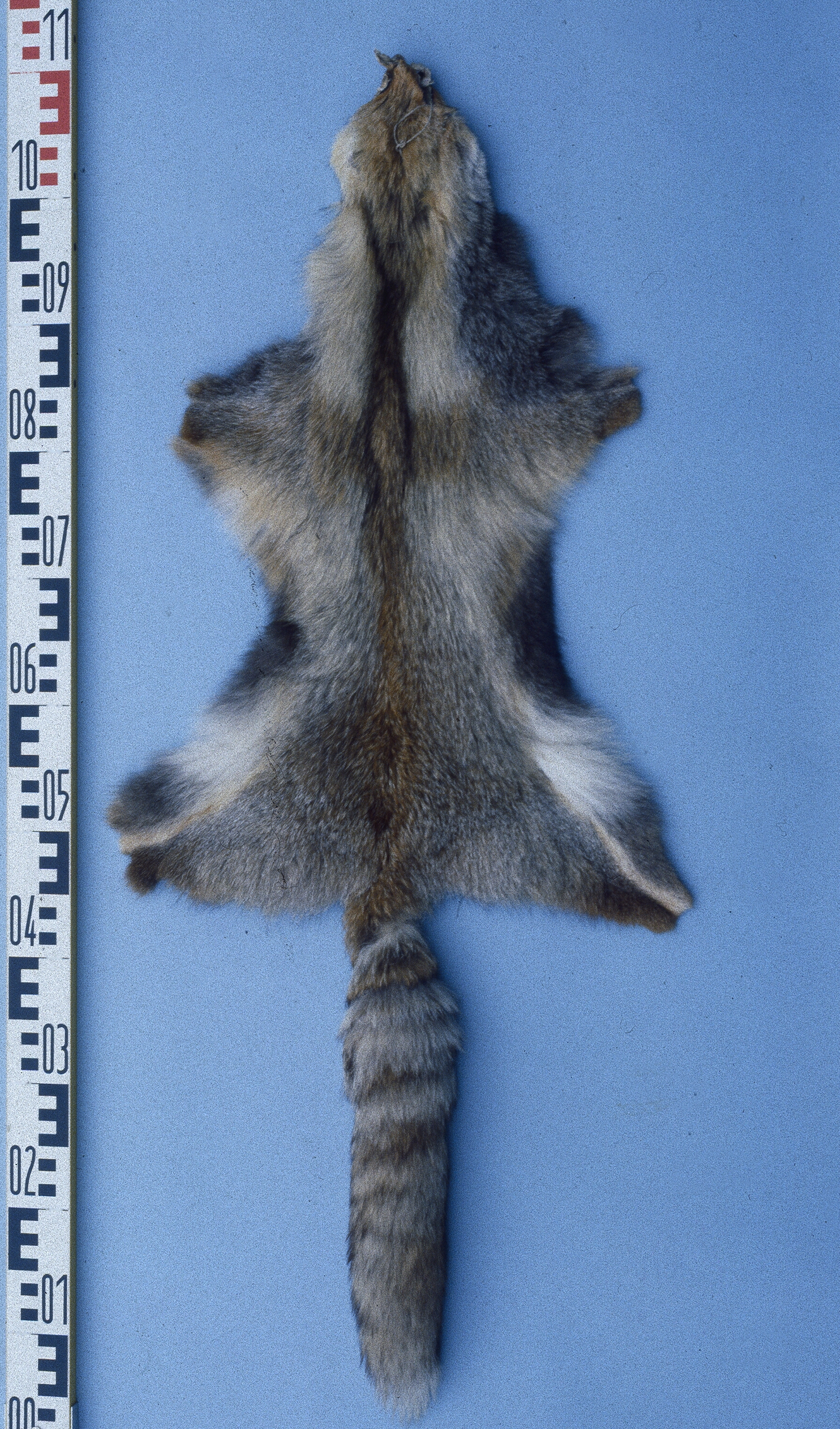
Türkischer Rotfuchs
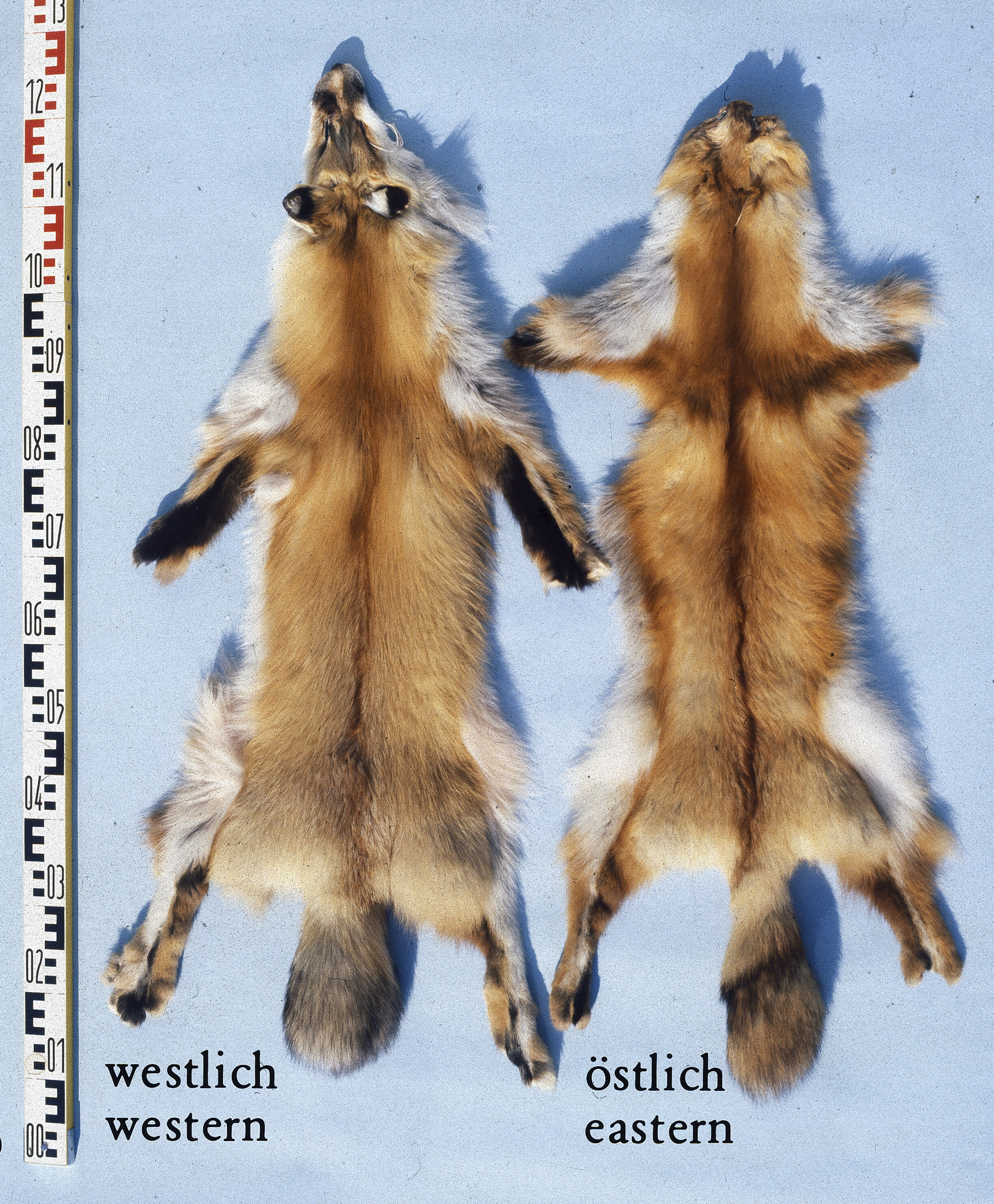
Kanadischer Rotfuchs

## Zahlen, Fakten
- 1929

| asiatische Besatzware                  | 14,- bis 20,- Mark     |
| Kragenfüchse, deutsche, gef. beste     | 75,- bis 85,- Mark     |
| Collierfüchse in hellen Farben, beste  | 100,- bis 140,- Mark   |
| Edelfüchse, Collierware beste          | 200,- bis 240,- Mark   |
| Weißfüchse, Collierware beste          | 300,- bis 385,- Mark   |
| Silberfüchse, Zuchtware, beste Collier | 1000,- bis 1500,- Mark |

Ungegerbte Rotfuchsfelle, in der Qualität „Ostpreußen prima“ erzielten 27,50 bis 45,-, „Gebirgsfüchse-Oberköpfe“ 50,- bis 65,- Reichsmark.
- Vor 1945 betrug der Höchstpreis für Rotfuchsfelle:

Labrador, Alaska 125,- RM; beste Amerikaner 70 RM,-; gefärbt 70 RM
Nordische Rotfüchse: natur 88,- RM; gefärbt 85,- RM
Landfüchse: natur oder gefärbt 88,- RM; 60,- RM; 45 RM; 25 RM.
- 1950er Jahre,  Zitat: Es gab Zeiten, zum Beispiel Anfang der fünfziger Jahre, da lag der normale Rotfuchs im Pelzansehen ganz unten. Für 50 Pfennig konnte man ein Rohfell erstehen.[47]

## Anmerkung
1. ↑  Die angegebenen vergleichenden Werte (Koeffizienten) sind das Ergebnis vergleichender Prüfung durch Kürschner und Rauchwarenhändler in Bezug auf den Grad der offenbaren Abnutzung. Die Zahlen sind nicht eindeutig, zu den subjektiven Beobachtungen der Haltbarkeit in der Praxis kommen in jedem Einzelfall Beeinflussungen durch Gerbung und Veredlung sowie zahlreiche weitere Faktoren hinzu. Eine genauere Angabe könnte nur auf wissenschaftlicher Grundlage ermittelt werden. Die Einteilung erfolgte in Stufen von jeweils 10 Prozent. Die nach praktischer Erfahrung haltbarsten Fellarten wurden auf 100 Prozent gesetzt.